# Philipp Melanchthon

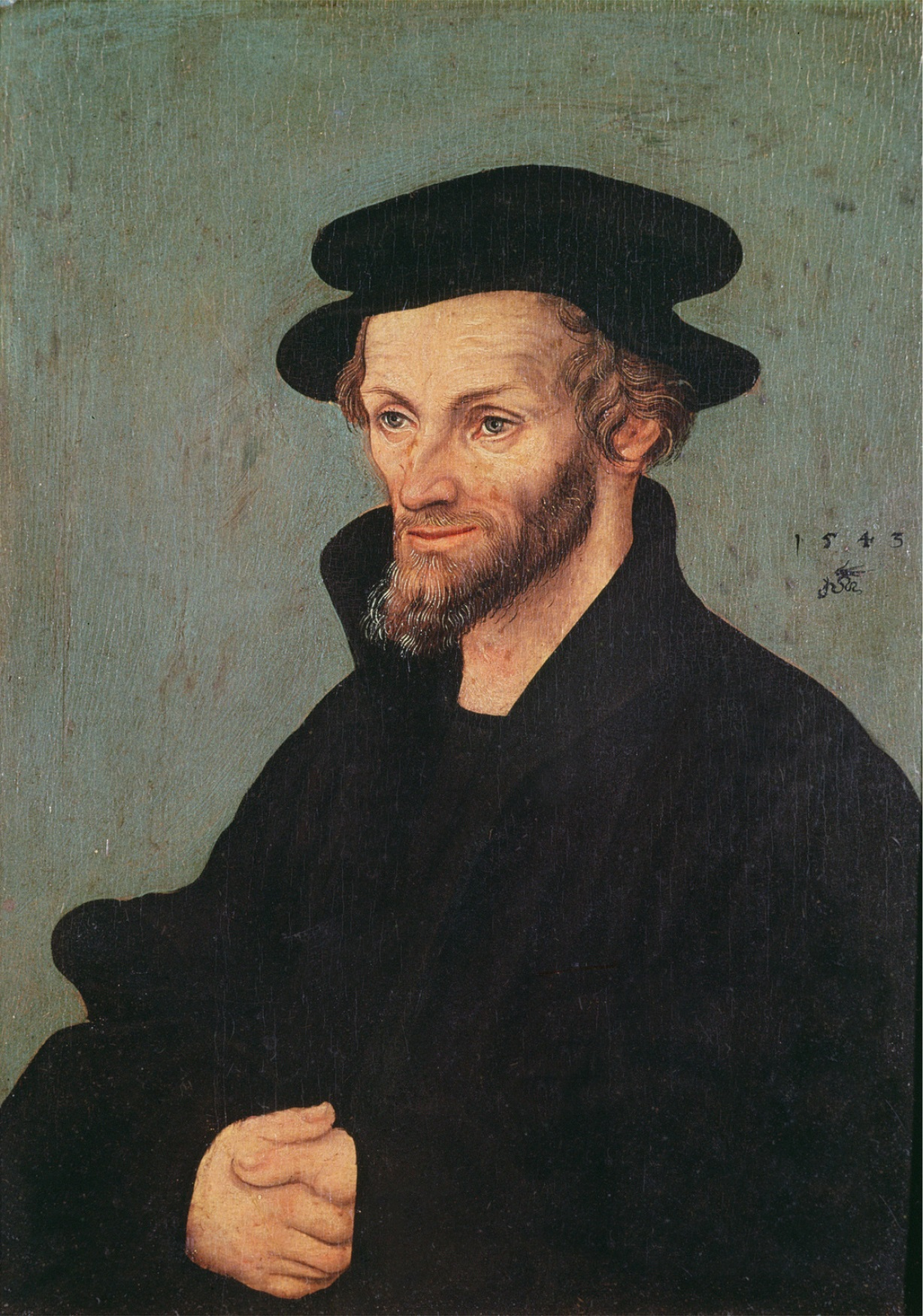
Lucas Cranach d. Ä.: Philipp Melanchthon, datiert 1543 (rechte Hälfte eines Doppelporträts von Luther und Melanchthon, Uffizien)

Philipp Melanchthon (eigentlich Philipp Schwartzerdt enthaltend mit μέλας mélas ‚schwarz‘ und χθών chtōn ‚Erde‘ die Gräzisierung Melanchthon für Schwartzerdt; * 16. Februar 1497 in Bretten; † 19. April 1560 in Wittenberg) war neben Martin Luther der wichtigste kirchenpolitische Akteur und theologische Autor der Wittenberger Reformation.
Von Johannes Reuchlin empfohlen, erhielt der junge Tübinger Humanist 1518 den Lehrstuhl für Altgriechisch an der Universität Wittenberg. Er stellte sich dort mit einem Programm zur Universitätsreform vor. Als einer der damals besten Kenner des Griechischen sah er im Studium der drei alten Sprachen einen Weg der Persönlichkeitsbildung. In den 1520er Jahren konnte er als Rektor in Wittenberg sowie als Schulgründer seine Reformpläne verwirklichen. Die Regeln der Rhetorik machte er für das Verständnis antiker Texte fruchtbar, und die Fähigkeit, ein Thema im Zusammenhang und in ansprechender Form darzustellen, wurde von den Wittenberger Studenten anstelle der traditionellen scholastischen Disputationen eingeübt.
Melanchthon begleitete Luther 1519 zur Leipziger Disputation und profilierte sich danach als dessen Parteigänger. Mit den Loci communes legte er 1521 eine evangelische Dogmatik vor. Da Luther als Geächteter in seinen Reisemöglichkeiten eingeschränkt war, vertrat Melanchthon die Wittenberger Positionen bei Reichstagen und Religionsgesprächen. Mit der Confessio Augustana und der zugehörigen Apologie verfasste er 1530/31 zwei bis heute maßgebliche Bekenntnisschriften der evangelisch-lutherischen Kirche. Nach der Niederlage der Protestanten im Schmalkaldischen Krieg (1547) suchte Melanchthon Kompromisslösungen, was ihn in Gegensatz zu Matthias Flacius und seinem Kreis brachte. Der Adiaphoristische Streit war auch ein Streit um Melanchthons persönliche Integrität, in dem sich das konfessionelle Luthertum letztlich gegen ihn entschied.
Obwohl Melanchthon seit 1560 als Praeceptor Germaniae („Lehrer Deutschlands“) bezeichnet wurde, gingen von seinem Werk auch europaweite Wirkungen aus: Melanchthonschüler prägten die lutherischen Kirchen in Skandinavien und Südosteuropa. Melanchthon stand in extensivem brieflichem Austausch mit anderen Reformatoren, darunter Johannes Calvin in Genf und Heinrich Bullinger in Zürich. Melanchthons Einfluss auf die Reformierte Kirche geht vor allem auf den Heidelberger Katechismus zurück, dessen Hauptverfasser, Zacharias Ursinus, sein Schüler war.
Lange galt Melanchthon vor allem als Mitarbeiter Luthers. Die neuere Forschung nimmt stärker die Eigenständigkeit seines Denkens wahr. Als Bildungsreformer trug Melanchthon zur Etablierung der heutigen Naturwissenschaften an den Universitäten bei. Er sah den Fortschritt stets in der Erschließung antiker Quellentexte. Das heliozentrische Weltbild des Nikolaus Kopernikus hielt er für Spielerei, akzeptierte es aber zögernd als Denkmodell. Die neuen anatomischen Kenntnisse, die Andreas Vesalius durch Leichenöffnungen erzielt hatte, verfolgte er interessiert, verband sie aber auch mit den Erkenntnissen des Gelehrten und Arztes Galenos von Pergamon (2. Jahrhundert n. Chr.).

## Leben

### Elternhaus und Kindheit
Philipp Melanchthons Vater, der Waffenschmied Georg Schwartzerdt (um 1459–1508), stammte aus Heidelberg und hatte das Amt des kurfürstlichen Rüstmeisters inne. Seine Mutter Barbara Reuter (1476/77–1529) war eine Tochter des Kaufmanns und Bürgermeisters von Bretten Johann Reuter († 1508) und dessen Frau Elisabeth geb. Reuchlin († 1518). Da Georg Schwartzerdt als Vorsteher der kurfürstlichen Waffenkammer beruflich viel unterwegs war, wohnte die junge Familie im Haus der Schwiegereltern Reuter am Brettener Marktplatz. Vier Jahre nach der Eheschließung 1493, am 16. Februar 1497, brachte Barbara Schwartzerdt dort ihren ältesten Sohn zur Welt. Bei der Taufe in der Brettener Stiftskirche erhielt der Junge den Namen Philipp zu Ehren des Kurfürsten Philipp des Aufrichtigen von der Pfalz. Er hatte vier jüngere Geschwister: Anna (* 5. April 1499), Georg (* 1500/1501), Margarete (* 17. März 1506) und Barbara (* 1508).
Philipp Schwartzerdt wuchs in Brettheim auf, wie Bretten damals genannt wurde. Sein Großvater verpflichtete den Hauslehrer Johannes Unger aus Pforzheim. Ihm verdankte der Junge die sehr guten Lateinkenntnisse und damit die Grundlage seines Erfolgs an Schule und Universität.
Im Landshuter Erbfolgekrieg 1504/05 erlebte der siebenjährige Philipp mit, wie ein Heer Herzog Ulrichs von Württemberg das stark befestigte kurpfälzische Bretten belagerte, allerdings vergeblich. Georg Schwartzerdt war während des Krieges mit der kurfürstlichen Artillerie in Mannheim, er kehrte als chronisch kranker Mann nach Hause zurück. Die Familie meinte, sein Leiden sei eine Folge davon, dass er aus einem vergifteten Brunnen getrunken habe. Aber seine Krankheit kann auch Folge seines berufsbedingten ständigen Kontakts mit Chemikalien gewesen sein.
In Melanchthons Elternhaus wurde eine intensive Laienfrömmigkeit nach klösterlichem Vorbild gelebt. Mit großem zeitlichem Abstand erinnerte sich Melanchthon 1554 in einem Brief, dass der Vater ihn zwei Tage vor seinem Tod zu sich rief, ihn zu einem religiösen Leben ermahnte und betete, dass Philipp in künftigen politischen Veränderungen von Gott geleitet werden möge. Dann sei er nach Speyer geschickt worden, um das Sterben seines Vaters am 27. Oktober 1508 nicht mitzuerleben. Kurz zuvor, am 17. Oktober, war bereits der Großvater verstorben. Der elfjährige Philipp und sein jüngerer Bruder Georg wurden nach Pforzheim zu einer entfernten Verwandten gebracht: zu Elisabeth Reuter, der Schwester Johannes Reuchlins.

### Bildungsweg

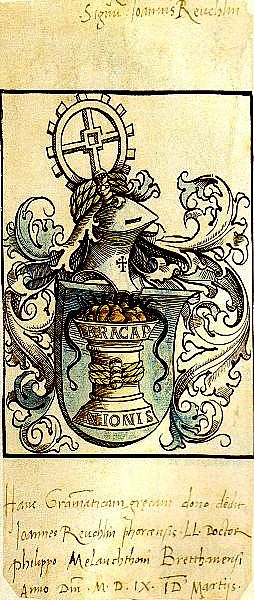
Exlibris Reuchlins mit Widmung an Philipp Melanchthon (Universitätsbibliothek Uppsala, Ink. 35b:42 fol. min.)

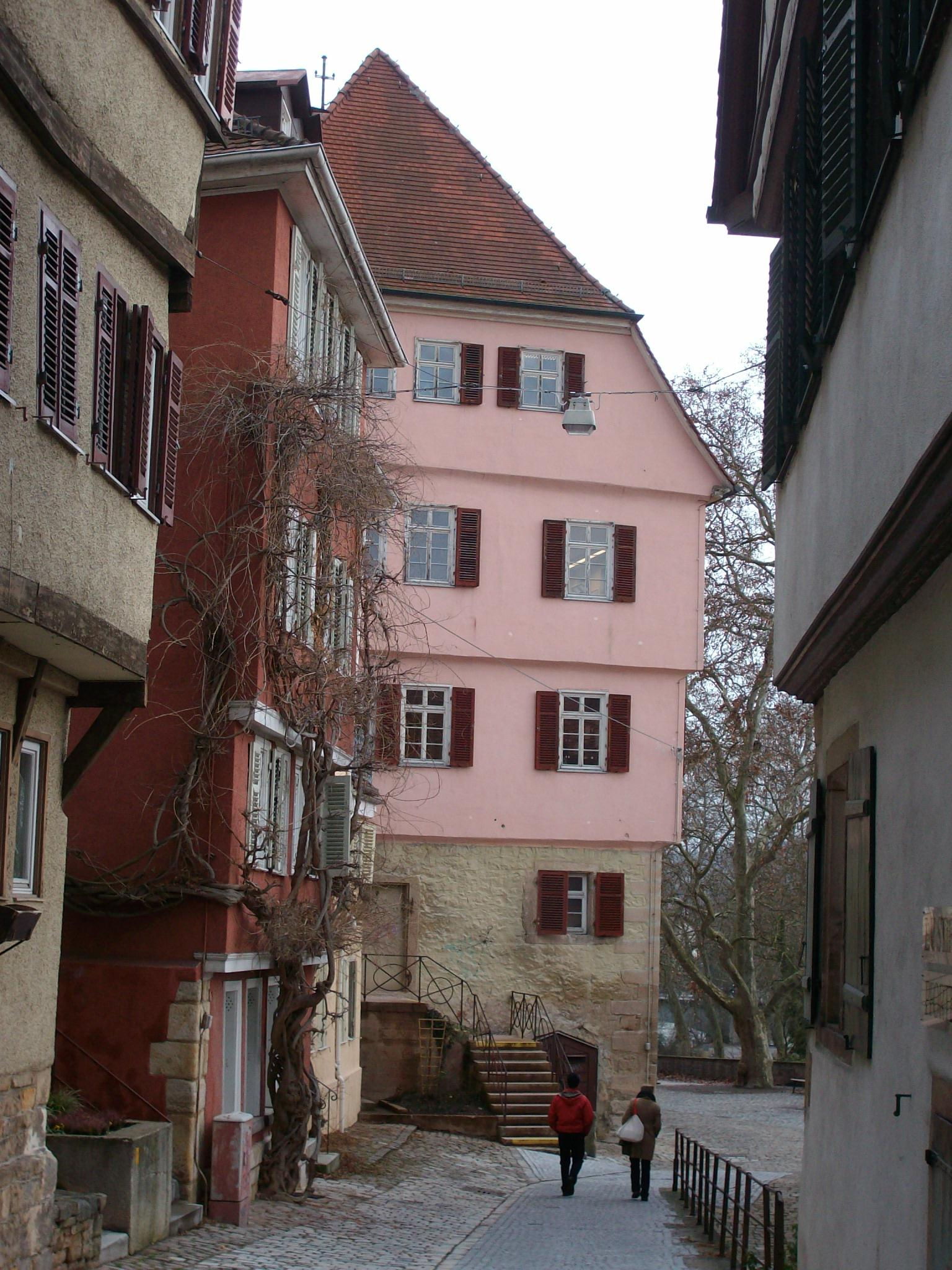
Melanchthon wohnte als Magister in der Tübinger Burse

#### Lateinschule Pforzheim (1508–1509)
In Pforzheim besuchten die Brüder Schwartzerdt die Lateinschule, bekannt für ihre damals moderne Pädagogik. Durch den Rektor Georg Simler aus Wimpfen und Johannes Hiltebrant aus Schwetzingen hatte diese Schule hohes Ansehen und großen Zulauf. Zu den Mitschülern gehörten einige später bekannte Persönlichkeiten: Simon Grynaeus, Kaspar Hedio, Berchtold Haller und Franciscus Irenicus.
Georg Simler, ein Schüler Reuchlins, förderte den Griechischunterricht, der aber nicht zum normalen Unterrichtsprogramm gehörte, sondern ein Privileg für besonders begabte Schüler war. Philipp Schwartzerdt gehörte zu diesem Kreis, der nach Schulschluss von Simler unterrichtet wurde. Reuchlin, der in Stuttgart lebte und in Tübingen als einer der obersten Richter des Schwäbischen Bundes tätig war, beobachtete die Fortschritte des Zwölfjährigen und belohnte sie mit einem Exemplar der griechischen Grammatik von Konstantinos Laskaris. In dieses Buch klebte er das Wappen aus seiner eigenen hebräischen Grammatik ein und schrieb eine lateinische Widmung darunter (Foto), die auf Deutsch übersetzt lautet:

„Diese griechische Grammatik hat zum Geschenk gemacht Johannes Reuchlin aus Pforzheim, Doktor der Rechte, dem Philipp Melanchthon aus Bretten, im Jahr 1509 an den Iden des März.“

Damit verlieh Reuchlin am 15. März 1509 Philipp Schwartzerdt den Humanistennamen Melanchthon, eine Gräzisierung seines Nachnamens:
- μέλας / μέλαινα / μέλαν mélas / mélaina / mélan „schwarz“
- χθών chthṓn „Erde“

#### Universitäten Heidelberg (1509–1512) und Tübingen (1512–1518)
Nach knapp einem Jahr in Pforzheim wurde Philipp Melanchthon am 14. Oktober 1509 an der Universität Heidelberg immatrikuliert. Er wohnte bei dem Theologieprofessor Pallas Spangel, wo auch Jakob Wimpfeling gelegentlich zu Besuch war. 1511 veröffentlichte Wimpfeling in seinen eigenen Büchern Melanchthons erste lateinische Gedichte. Unter den Mitstudenten knüpfte Melanchthon Kontakt mit Theobald Billicanus, Johannes Brenz und Erhard Schnepf. Das Studienprogramm bewältigte Melanchthon problemlos und erwarb am 10. Juni 1511, zum frühestmöglichen Zeitpunkt, den untersten akademischen Grad eines Baccalaureus artium.
Nach dem Tode von Spangel wechselte Melanchthon an die Universität Tübingen, wo er am 17. September 1512 immatrikuliert wurde. Dort studierte er Arithmetik, Geometrie, Musik und Astronomie (Quadrivium). Nebenher beschäftigte er sich mit Griechisch, Hebräisch und Latein. Er las antike Autoren sowie humanistische Dichter und machte Bekanntschaft mit neuen Lehrmethoden. So lernte er auch die Schriften von Rudolf Agricola zur Logik kennen und entnahm ihnen ein neues Verständnis der Dialektik. Seit Beginn seiner Tübinger Zeit war Melanchthon eng mit Ambrosius Blarer befreundet.
Als Reuchlin durch ein Gutachten über das hebräische Schrifttum in einen Prozess verwickelt wurde (Judenbücherstreit), setzte Melanchthon sich für seinen Förderer publizistisch ein. In den satirischen Dunkelmännerbriefen wurde er deshalb als schlimmster Tübinger Reuchlinanhänger bezeichnet (was aber ein Lob darstellte). Am 25. Januar 1514 schloss Melanchthon sein Studium an der Artistenfakultät mit dem Magistertitel ab. Danach war er verpflichtet, zwei Jahre an der Universität zu lehren. Melanchthon besuchte, wie es üblich war, daneben auch Vorlesungen an der theologischen und der artistischen Fakultät. Johannes Stöffler weckte durch seine Astronomievorlesungen Melanchthons Interesse an der Mathematik. Bereits in Tübingen war er als Tutor zweier Grafensöhne tätig und wirkte als Griechischlehrer. Somit war der Übergang vom Lernenden zum Lehrenden bei Melanchthon fließend erfolgt.

### Professor in Wittenberg (ab 1518)

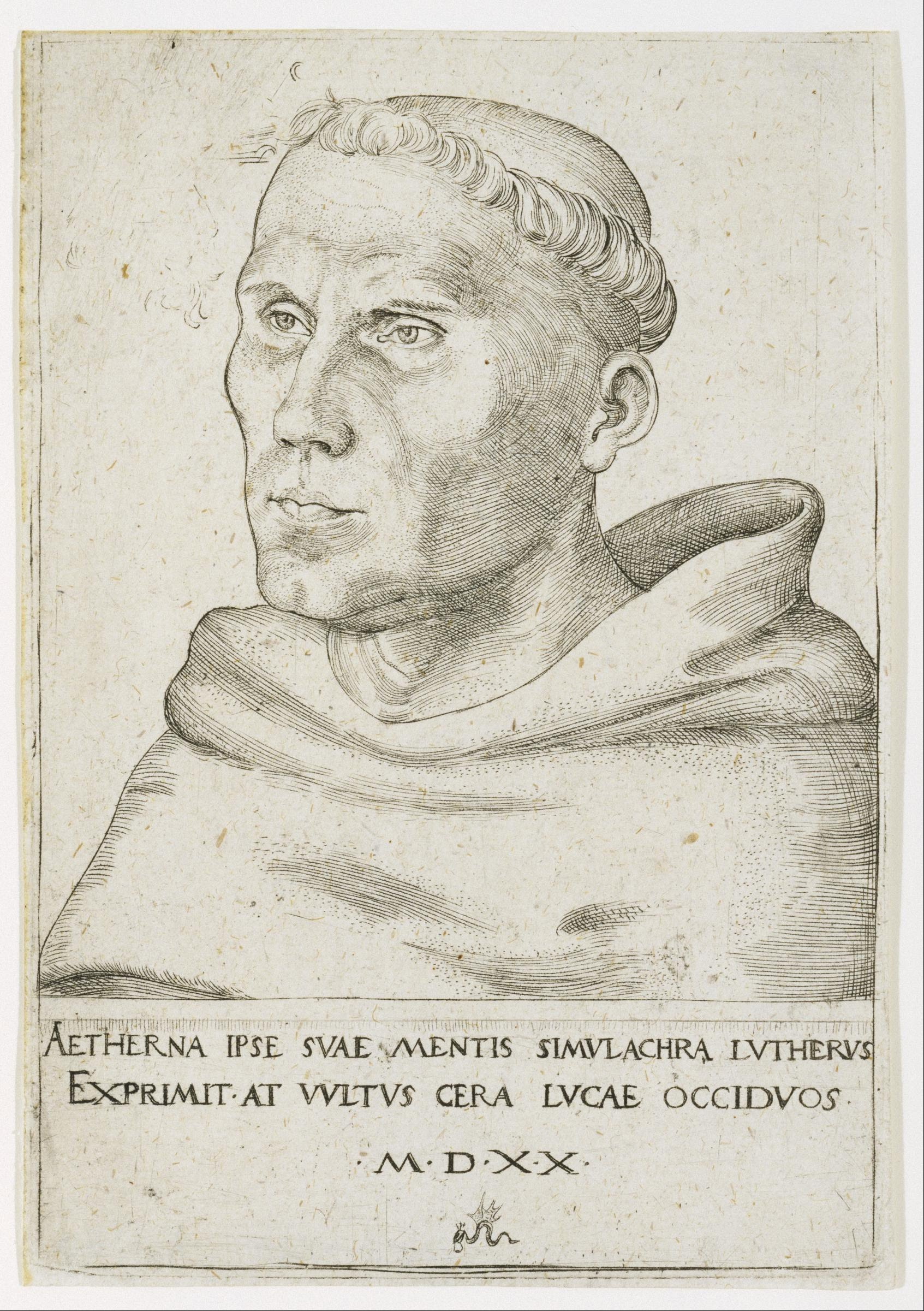
Martin Luther als Augustinereremit (Lucas Cranach d. Ä., 1520, Museum of Fine Arts, Houston)

#### Antrittsvorlesung
1518 stiftete Kurfürst Friedrich der Weise an seiner 1502 gegründeten Universität Wittenberg einen Lehrstuhl für Griechisch. Der damals bekannteste Gräzist Johannes Reuchlin lehnte aus Altersgründen den Ruf nach Wittenberg ab und empfahl Melanchthon, seinen „gesippten Freund“, für die Stelle. Die Berufung des 21-jährigen Melanchthon geschah auf Wunsch des Kurfürsten; Martin Luther bevorzugte den Leipziger Petrus Mosellanus. Melanchthon traf am 25. August 1518 in Wittenberg ein. Der schmächtige und etwa 1,50 Meter kleine Tübinger Humanist mit dünner Stimme und einem leichten Sprachfehler erregte dort zunächst Befremden. Mit seiner Antrittsrede (De corrigendis adolescentiae studiis, „Über die Neugestaltung des Studiums der Jugend“), die er am Samstag, dem 28. August, in der Schlosskirche von Wittenberg hielt, konnte Melanchthon den ungünstigen ersten Eindruck aber zerstreuen und erntete großen Beifall.
Melanchthons Bildungsprogramm, das er bei dieser Rede vorstellte, beruhte auf Grammatik, Dialektik und Rhetorik. Hätten diese Fächer eine bessere Qualität, und würde außerdem die griechische Sprache vermittelt, so würde damit „echte Frömmigkeit anstelle menschlicher Satzungen und scholastischer Unbildung“ gefördert. Das war nicht neu, passte aber ausgesprochen gut zu den Studienreformplänen im damaligen Wittenberg. Luther äußerte sich sehr anerkennend über den „kleinen Griechen“ (Graeculus), wie er Melanchthon nannte. Diese Faszination beruhte auf Gegenseitigkeit und wurde in der Folge zu einer der wichtigsten Kooperationen der Reformation, die erst mit Luthers Tod endete.
Schnell erkannten auch die Studenten, welches Potential Melanchthon in sich barg; er war daher ein überaus beliebter Universitätslehrer. Er lehrte griechische Grammatik, las über antike Autoren, erklärte biblische Bücher und verband dies mit Wissensbildung auf zahlreichen Gebieten. Die Studenten strömten zu seinen Vorlesungen, weil sie seine präzise Sprache, die Fülle an Beispielen und die klare Gliederung seiner Ausführungen schätzten. Im Dezember 1518 zählte Georg Spalatin in Melanchthons Vorlesung 400 Hörer und im Wintersemester 1520/21 sogar 600.

#### Entwicklung zum Theologen

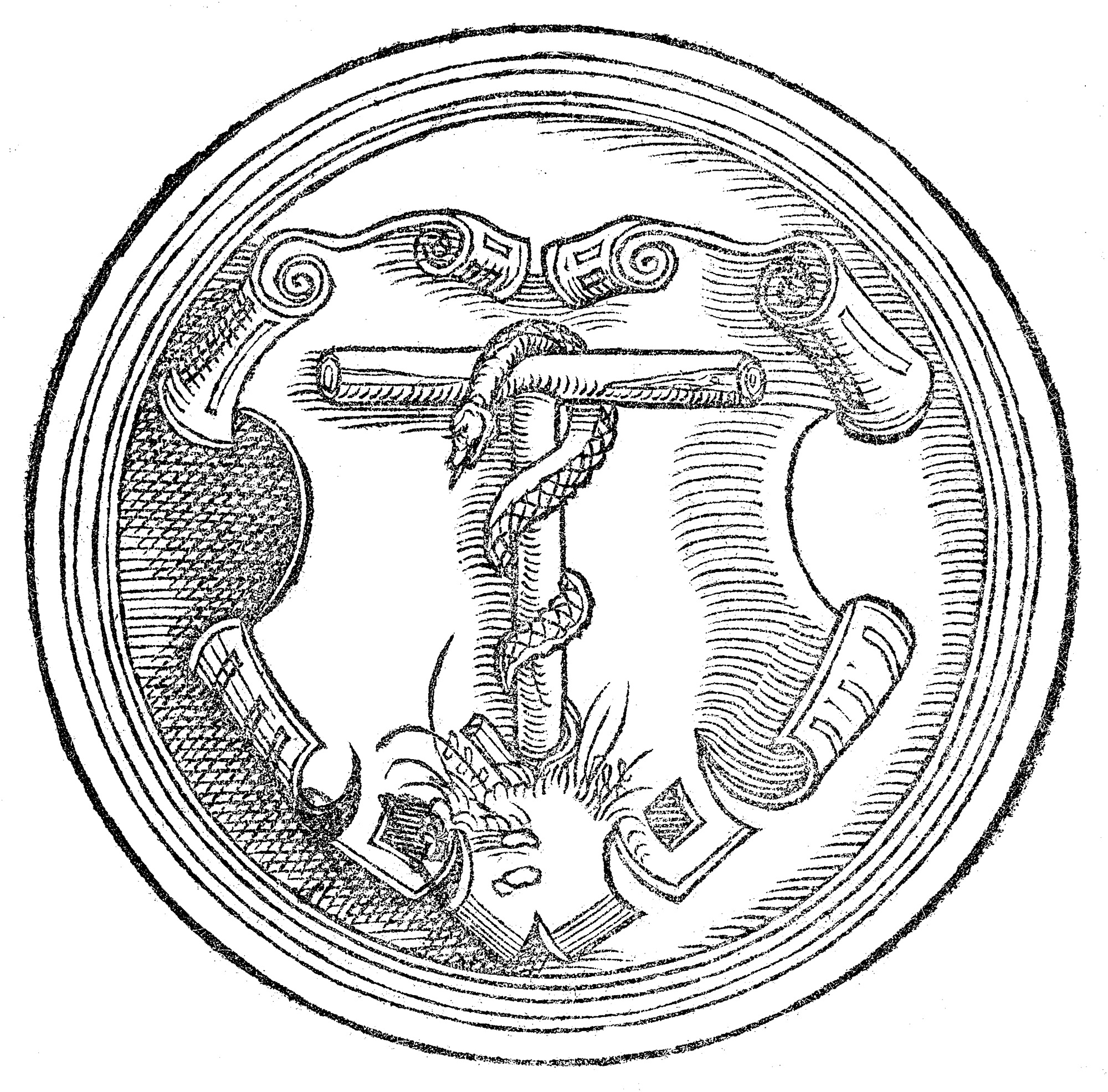
Melanchthons Wappen, in einem 1556 gedruckten Kommentar zum Römerbrief

Im Sommer 1519 begleitete Melanchthon Luther zur Leipziger Disputation. Eigentlich entschied Johann Eck dieses akademische Streitgespräch für sich. Luther erschien aber im Urteil der humanistischen Öffentlichkeit als moralischer Sieger. An diesem Erfolg hatte Melanchthon wesentlichen Anteil. In seinem Brief an Johannes Oekolampad, den er selbst drucken ließ, stellte er Eck als typischen Scholastiker dar, der sinnlose Mengen von Zitaten anhäufe, Luther dagegen erhielt höchstes Lob: „An Luther … bewundere ich seinen frischen Geist, die gelehrte Bildung und die Rednergabe.“
In seinen Publikationen trat er nun deutlich als Theologe und Parteigänger Luthers hervor. Dem entspricht das Wappensiegel, das Melanchthon seit 1519 führte: es zeigt die Eherne Schlange (Num 21,8–9 ), die Melanchthon gemäß Joh 3,14–17  als Präfiguration der Kreuzigung Jesu interpretierte. Mit Luther vertrat Melanchthon eine Theologie des Kreuzes.
Auf Anregung Luthers erwarb Melanchthon den akademischen Grad eines Baccalaureus biblicus am 19. September 1519. Seine Thesenreihe, die er bei dieser Prüfung verteidigte, stellte die Autorität der Bibel gegen die Autorität des päpstlichen Lehramts; er formulierte diese Position zum damaligen Zeitpunkt radikaler als Luther. Der Spitzensatz war: „Für einen Katholiken ist es nicht notwendig, über die Dinge hinaus, die ihm durch die Schrift bezeugt werden, noch andere zu glauben.“ Luther reagierte beeindruckt: Melanchthons Thesen seien „kühn, aber sehr wahr.“
Melanchthon beschäftigte sich in der Folgezeit zwar mit dem seinerzeit wichtigsten theologischen Lehrbuch, den Sententiae des Petrus Lombardus, erwarb jedoch nie den nächsten akademischen Grad des Sententiarius. Immerhin waren die Lombardus-Studien wichtige Vorarbeiten für sein eigenes theologisches Hauptwerk, die Loci communes (1521). Damit lag die erste Dogmatik der Wittenberger Reformation vor, die in den Jahren 1535, 1543 und 1559 neu überarbeitet und angepasst wurde.

#### Humanist und Studienreformer
Als Humanisten standen Philipp Melanchthon und Erasmus von Rotterdam seit 1519 in Briefkontakt, und auch als zwischen Luther und Erasmus 1524/25 der Streit um die menschliche Willensfreiheit eskalierte, blieb zwischen Erasmus und Melanchthon die persönliche Wertschätzung weiter bestehen, trotz inhaltlicher Differenzen. Im Zusammenhang mit dem Streit über die Willensfreiheit äußerte Melanchthon vertraulich Kritik an Luther.
Anders entwickelte sich das Verhältnis zu seinem Mentor Johannes Reuchlin: Um ihn dem Einfluss Luthers zu entziehen, versuchte Reuchlin, Melanchthon an die Universität Ingolstadt zu holen. Melanchthon lehnte ab. Offenbar verärgert, vererbte ihm Reuchlin nicht seine kostbare Bibliothek, wie er früher zugesagt hatte, vielmehr ging deren Kernbestand nach Reuchlins Tod 1522 an das Michaelisstift in Pforzheim.
Im März 1523 formulierte Melanchthon konkrete Punkte einer Studienreform, die er im folgenden Wintersemester als Rektor der Universität in Kraft setzte:
- Jedem Studienanfänger wurde ein Dozent als persönlicher Betreuer zugeteilt, der für ihn einen Studienplan entwarf.
- Die üblichen Disputationen wurden reduziert und in ihrer Form verändert.
- Redeübungen (declamationes) wurden neu ins Programm genommen, mit denen der Student lernen sollte, ein Thema zusammenhängend und in ansprechender Weise darzustellen.

Deklamationen und Reden etablierten sich im Wittenberger Studien- und Prüfungsprogramm, aber die Einführung von Tutorien scheiterte, weil weder Professoren noch Studenten Melanchthons Grundsatz teilten, dass ein unstrukturiertes Studium kontraproduktiv sei.
Als Kurfürst Johann der Beständige 1525 die Nachfolge seines Bruders antrat, ordnete er die Bezahlung der Professoren an der Wittenberger Universität neu und schuf für Luther und Melanchthon einen Sonderstatus. Melanchthon konnte sowohl an der Artistenfakultät als auch an der theologischen Fakultät Vorlesungen halten und deren Themen nach Belieben wählen. Die Griechischprofessur wurde neu besetzt. Nun unterrichtete Melanchthon je zur Hälfte an beiden Fakultäten, was auch bedeutete, dass er keinen Doktorgrad der Theologie erwerben konnte, denn dann hätte er aus der Artistenfakultät ausscheiden müssen, und dort zu unterrichten, war ihm weiterhin wichtig.

### Kirchenreformator in Kursachsen (ab 1521)

#### Luthers Stellvertreter in der Wartburgzeit
Nach dem Wormser Edikt 1521 brachte Friedrich der Weise Luther zu dessen Schutz auf der Wartburg unter, womit dieser vorübergehend nicht mehr öffentlich für die Anliegen der Reformation eintreten konnte. Luther bestimmte Melanchthon als seinen Stellvertreter, aber Melanchthon konnte diese Rolle nur im universitären Bereich ausfüllen. Ihm fehlte die Priesterweihe. Justus Jonas wagte es nicht, einen verheirateten Laien als Prediger an der Wittenberger Stadtkirche einzusetzen – was auch nicht Melanchthons eigenen Neigungen entsprach. Aber damit traten andere Wittenberger Theologen in die von Luther hinterlassene Lücke und setzten liturgische Reformen um: Andreas Bodenstein genannt Karlstadt und Gabriel Zwilling. Am Michaelistag, dem 29. September 1521 wurde in der Stadtkirche ein Abendmahlsgottesdienst mit Laienkelch (d. h. „unter beiderlei Gestalt“) gefeiert, an dem Melanchthon mit seinen Studenten teilnahm. Da es eine Zeit liturgischer Traditionsbrüche und Experimente war, ist nicht sicher, ob ein geweihter Priester dieser Feier vorstand. Melanchthon wirkte an der am 24. Januar 1522 fertiggestellten Wittenberger Kirchenordnung mit, die die reformatorischen Veränderungen festschreiben sollte.
Im Dezember 1521 forderte der Kurfürst von Melanchthon eine Stellungnahme zu den „Zwickauer Propheten“ an. Nach Thomas Kaufmann handelt es sich hier um eine alte heterodoxe Gruppe, die kirchliche Rituale scharf kritisierte, nach außen hin aber daran teilnahm. So hatte sie im Untergrund überlebt. Nun, ermutigt durch die Wittenberger Kritik an der Papstkirche, warben einige der Zwickauer offen für ihre Ansichten. Im Gespräch mit Nikolaus Storch, Marcus Thomae genannt Stübner und einem anonymen Tuchknappen zeigte sich Melanchthon beeindruckt von den Argumenten der Laientheologen gegen die Kindertaufe und bat Luther um sein Urteil. Luther wies im Antwortbrief von der Wartburg (13. Januar 1522) die Argumente der Zwickauer wie auch die Zweifel Melanchthons zurück. „Seines Erachtens sprach die einhellige Taufpraxis der Kirche für sich.“ Die Verunsicherung Melanchthons ist im Blick auf seine spätere antitäuferische Positionierung interessant; allerdings ist von den Zwickauern auch keine Gemeindegründung und keine alternative Taufpraxis bekannt.

#### Visitationen und Täuferverfolgung
Ende der 1520er Jahre visitierte Melanchthon im Auftrag des Kurfürsten Kirchen und Schulen. Dabei prüfte er die Schulsituation und reagierte auf Missstände mit Verbesserungsvorschlägen. Aus den Erfahrungen der Visitation in Thüringen (Sommer 1527) entstand das 1528 gedruckte Kompendium Unterricht der Visitatoren. Da in Wittenberg während Melanchthons Abwesenheit die Pest ausgebrochen war, hatte man die Universität nach Jena verlegt. Melanchthon wohnte mit seiner Familie bis ins Frühjahr 1528 in Jena. Spätere Visitationsreisen führten ihn 1528/29 nach Weimar, Gotha und Eisenach und 1533 nach Bitterfeld, Liebenwerda und Herzberg/Elster.
Seit der Visitation in Thüringen war Melanchthon auf die Täuferbewegung aufmerksam geworden, es gibt aber keinen Hinweis darauf, dass er je täuferische Schriften gelesen hätte. Melanchthon begann seine antitäuferische Publizistik mit einer Handreichung für Geistliche (Argumentum, quod parvulis sit adhibendum baptismus, 1527), weiter ausgearbeitet 1528 zu dem „Gutachten gegen die Wiedertäufer“ (Adversus anabaptistas iudicium). Neben die biblische Begründung der Kindertaufe tritt hier die Warnung vor den gesellschaftspolitischen Vorstellungen der Täufer. Ein unmittelbar an der Bibel orientiertes Leben untergrabe zwangsläufig die öffentliche Ordnung, besonders eklatant war das für Melanchthon in der Gütergemeinschaft und der Weigerung, bürgerliche Ämter zu übernehmen. Die Verfolgung der Täufer sei darum Pflicht der weltlichen Obrigkeit. Täufermissionare und Personen, die ihnen Herberge gewährten, sollten mit dem Tod bestraft werden; Verführte, die sich überzeugen ließen und Buße taten, solle man gnädig behandeln. „Gemeinhin behalf sich Melanchthon … mit der Konstruktion, dass der Staat nicht Glauben und religiöse Anschauungen seiner Untertanen zu bewerten hatte, wohl aber deren äußere Praktizierung. Dass dies … eine artifizielle Unterscheidung war, wurde von ihm nicht berücksichtigt.“
Als sich 1530 der Gothaer Reformator Friedrich Myconius mit seinen Bedenken hinsichtlich der Verfolgung der Täufer brieflich an Melanchthon wandte, rechtfertigte dieser die laufenden Verfolgungen. Im gleichen Jahr verfasste Melanchthon auch die Confessio Augustana, in der die Täufer als Ketzer verurteilt wurden. Ein Jahr später formulierte Melanchthon auf Anforderung des sächsischen Kurfürsten ein ausführliches Gutachten über die Anwendung der Todesstrafe gegen die Täufer. Im Winter 1535/36 war er in Jena auch selbst in einem Prozess gegen eine Gruppe Täufer engagiert, unter denen sich auch der Thüringer Täuferführer Hans Peißker befand. Peißker und zwei weitere wurden schließlich gefoltert und am 26. Januar 1536 enthauptet.

#### Schulgründungen
Melanchthon beteiligte sich auch bei der Gründung von Lateinschulen (1524 in Magdeburg, 1525 in Eisleben und 1526 in Nürnberg) und entwarf deren Schulordnungen. Seine Prinzipien dabei waren:
- Die Unterrichtssprache ist Latein.
- Die Schüler sollen nicht mit zu viel Lernstoff belastet werden. Wichtig sind Gründlichkeit und Wiederholungen.
- Die Schüler werden nach Alter und Wissen auf drei Leistungsklassen („Haufen“) aufgeteilt, erst nach dem Erreichen eines Lernziels kommen sie in die nächsthöhere Klasse.

Mit diesen Reformideen stand Melanchthon nicht allein. Das Besondere ist, dass er die sogenannte Kursächsische Schulordnung in das Kompendium Unterricht der Visitatoren (1528) übernahm, das in Kursachsen Gesetzeskraft hatte.
Besonders eng war Melanchthon der Nürnberger Lateinschule (Aegidianum) verbunden. Zwar erfüllte er nicht den Wunsch des Nürnberger Rats, die Leitung der Schule zu übernehmen, aber er vermittelte seinen Mitarbeiter Joachim Camerarius als Schulleiter, sowie weitere Lehrer, entwarf die Schulordnung und hielt am 26. Mai 1526 die Festrede zur Eröffnung der neuen Schule.

### Religionsgespräche in Speyer, Marburg und Augsburg (1529–1531)

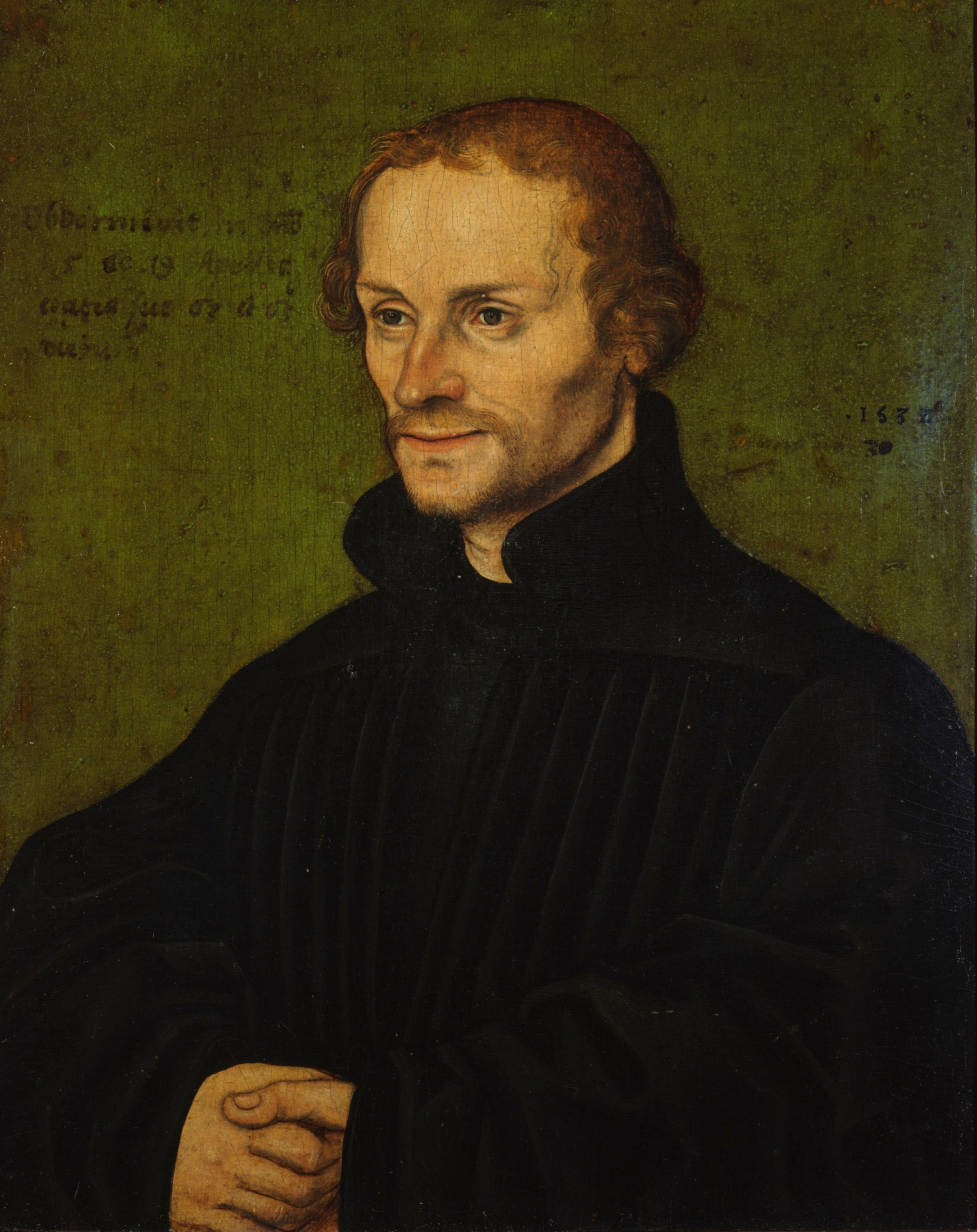
Lucas Cranach d. Ä. (Werkstatt): Philipp Melanchthon, datiert 1532 (Gemäldegalerie Alte Meister, Dresden)

Im März/April 1529 übernahm Melanchthon die Rolle des theologischen Beraters des sächsischen Kurfürsten auf dem Reichstag zu Speyer, weil Luther als Geächteter an den Verhandlungen nicht teilnehmen konnte. „Mit der Präsenz auf dem Reichstag in Speyer beginnt Melanchthons Verwendung als kursächsischer Delegierter“ – hier noch beratend im Hintergrund, in späteren Jahren mit größerer Verantwortung. Kursachsen, Hessen und die Reichsstädte Ulm, Nürnberg und Straßburg strebten ein Verteidigungsbündnis an. Melanchthon hielt politischen Widerstand gegen den Kaiser für illegitim, außerdem meinte er, dass die Reichsstädte, insbesondere Straßburg, der Abendmahlslehre der Schweizer Reformation naheständen, die von Luther und seinen Mitarbeitern abgelehnt wurde. Sein Briefwechsel mit Johannes Oekolampad führte aber in den nächsten Jahren dazu, dass Melanchthon sich der oberdeutschen Position theologisch annäherte.
Im Oktober 1529 gehörte Melanchthon zur Wittenberger Delegation beim Marburger Religionsgespräch, zu dem Ulrich Zwingli aus Zürich anreiste. Eingeladen hatte der Landgraf Philipp von Hessen. Melanchthon war ihm bereits 1524 persönlich begegnet, auf der Rückreise von einem Heimaturlaub in Bretten. Es war der Beginn einer langjährigen guten Beziehung zwischen beiden. Mit einem Theologentreffen wollte Philipp von Hessen nun zur Festigung des geplanten politischen Bündnisses einen Kompromiss in Fragen der Lehre herbeiführen. Seine Erwartungen erfüllten sich allerdings nicht. Während man auf vielen Gebieten Übereinstimmung feststellte, etwa bei der Taufe oder der Beichte, blieb die Frage offen, ob Christus real oder symbolisch in Brot und Wein anwesend sei. Aus Schweizer Sicht war nicht Melanchthon für das Scheitern der Verhandlungen verantwortlich. Bei ihm nahm man weiterhin an, er sei für das symbolische Abendmahlsverständnis zugänglicher als er aufgrund seiner „Schüchternheit“ in seinem Wittenberger Umfeld zu erkennen gebe.
Für den Augsburger Reichstag (3. April bis 11. Oktober 1530) verfasste Melanchthon als Vorbereitung die Torgauer Artikel. Ab dem 2. Mai war Melanchthon auch selbst in Augsburg und dort hauptsächlich mit der Ausarbeitung der Confessio Augustana beschäftigt. Ursprünglich hatten die Wittenberger beabsichtigt, ihre Reformen als Beseitigung von Missständen darzustellen. Das ging aber nicht mehr, nachdem Johann Eck seine 404 Artikel veröffentlicht hatte, eine Sammlung zusammenhangloser Zitate aus Schriften Luthers, Melanchthons und zwinglianischer sowie täuferischer Autoren – mit dem Angebot, sie in einer Disputation vor dem Kaiser als Ketzereien zu widerlegen. Dem war nur so beizukommen, dass die Wittenberger Theologen ihre eigene Lehre im Zusammenhang darstellten. Melanchthon machte sich an diese Arbeit. Er stand in Briefkontakt mit Luther, der auf der Veste Coburg, noch auf kursächsischem Territorium, zurückbleiben musste. Als die Confessio Augustana am 26. Juni vor dem Kaiser verlesen wurde, war Melanchthon als Hauptverfasser des Textes nicht befugt, anwesend zu sein. Er hielt sich zusammen mit Johannes Brenz in der Herberge auf. Der Druck, der auf ihm lastete, machte sich durch psychosomatische Erkrankungen bemerkbar.
Prominent besetzte Ausschüsse suchten vom 16. bis 28. August nach einer Kompromisslösung. Melanchthon sah die Zwinglianer als Gefahr, gegen die ein Zusammenschluss mit der altgläubigen Seite sinnvoll sei. Er machte in Briefen sehr weitgehende Zugeständnisse, so dass die Frage entsteht, wer ihn dazu autorisiert hatte:
- Ein Brief an Kardinal Albrecht von Mainz (3. Juni) blieb geheim und ohne erkennbare Konsequenzen.
- Ein Brief an den päpstlichen Legaten Lorenzo Campeggio (4. Juli) wurde von diesem sofort nach Rom weitergeleitet, Abschriften zirkulierten auf dem Reichstag, aber zum Beispiel auch in Venedig.

Heinz Scheible zufolge blieb Melanchthon, obwohl er an die hochrangigen Adressaten sehr höflich schrieb, in der Sache bei den reformatorischen Kernforderungen: Laienkelch, Erlaubnis der Kleriker zur Heirat und der Ordensleute zum Verlassen der Klöster, Gottesdienstreformen.
Die Gespräche scheiterten letztlich am Widerstand der Reichsstädte, voran Nürnbergs, die der altgläubigen Seite nicht so weit entgegenkommen wollten. Mit Nachschriften der am 3. August verlesenen Confutatio ausgestattet, machte sich Melanchthon dann an die Ausarbeitung einer Apologie der Confessio Augustana, unterstützt von Justus Jonas, Johannes Brenz und Georg Spalatin. Kaiser Karl V. nahm dieses Dokument nicht an (22. September 1530). Melanchthon überarbeitete nach seiner Rückkehr nach Wittenberg den Text der Apologie nochmals und veröffentlichte ihn im Mai 1531 zusammen mit der Confessio Augustana. Beide Werke wurden später in das Corpus der Bekenntnisschriften der evangelisch-lutherischen Kirche aufgenommen. Aus Melanchthons Sicht waren es seine eigenen Texte, an denen er später noch Änderungen vornahm, so wie er es zum Beispiel bei seinen Loci communes auch tat.
Melanchthon hatte nie wieder so viel reichspolitische Einflussmöglichkeiten wie 1530 in Augsburg, aber wie er damit umging, sein Kommunikationsverhalten und seine psychosomatischen Probleme, trugen wesentlich zu dem negativen Melanchthonbild der Nachwelt bei. Kritik an Melanchthons „Leisetreterei“ konnte sich vermeintlich auf Luther selbst berufen. Er schrieb zu einem Vorentwurf der Confessio Augustana, sie gefalle ihm „fast wohl [= sehr gut]“, und er habe gar nichts daran zu verbessern, zumal er „so sanft und leise nicht treten“ könne. Scheible sieht darin eine humorvoll-freundliche Bemerkung, denn nach allen zeitnahen Äußerungen war Luther wirklich mit Melanchthons Text zufrieden. Aber insgesamt ist der Briefwechsel zwischen Luther und Melanchthon nach Scheible von Luthers erzwungener Untätigkeit und daraus folgendem Missmut geprägt, den Melanchthon in Form von Aggression und Herablassung zu spüren bekam – schon deshalb nicht einfach für ihn, weil die sogenannten „Trostbriefe“ auch von dritten gelesen wurden. Luther tat darin die Sorgen seines Mitarbeiters als Kleinglauben ab, ohne in den Sachfragen, die Melanchthon umtrieben, Klärendes beizutragen.

### Tätigkeit für den Schmalkaldischen Bund (1531–1546)

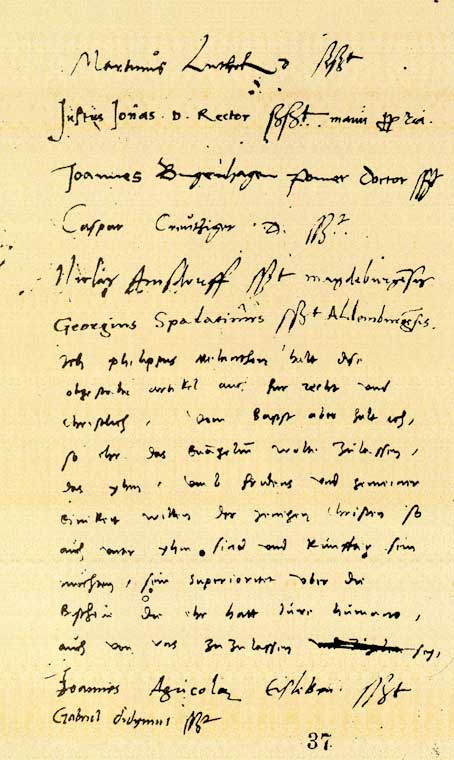
Unterschriften unter die Schmalkaldischen Artikel, mit Melanchthons Kommentar (Hauptstaatsarchiv Weimar, Ernestinisches Gesamtarchiv, Reg. H 124, 37r.)

Bis zur Torgauer Konferenz (Oktober 1530) hatten Luther und Melanchthon ein Widerstandsrecht der Fürsten gegen den Kaiser abgelehnt. Aber nun wurden sie von den anwesenden Juristen überzeugt, dass dieses Widerstandsrecht in der Reichsverfassung begründet sei. Als der Schmalkaldische Bund gegründet wurde, engagierte sich Melanchthon gemeinsam mit Martin Bucer dafür, das politische Bündnis durch ein gemeinsames Glaubensbekenntnis zu stabilisieren. Dass Melanchthon seit dem Augsburger Reichstag in die Rolle des führenden lutherischen Theologen hineingewachsen war, bewirkte bei ihm eine größere Selbständigkeit gegenüber Luther. Als er sich mit seinen Positionen bei der Abfassung der Schmalkaldischen Artikel nicht durchsetzen konnte, unterschrieb er mit folgendem Kommentar:

„Ich Philippus Melanthon halt diese obgestallte Artikel auch fur recht und christlich, vom Bapst aber halt ich, so er das Evangelium wollte zulassen, daß ihm umb Friedens und gemeiner Einigkeit willen derjenigen Christen, so auch unter ihm sind und kunftig sein möchten, seine Superiorität uber die Bischöfe, die er hat jure humano, auch von uns zuzulassen sei.“

Seit 1535 schrieb Melanchthon wiederholt an gute Freunde, dass er sich vom kurfürstlichen Hof schlecht behandelt fühlte und Theologen aus dem reformatorischen Lager behaupteten, er verfälsche Luthers Rechtfertigungslehre. Melanchthon versicherte sich mehrfach bei Luther, dass dieser seine theologischen Positionen billigte, aber die Gerüchte blieben. Dieser Widerstand hatte für Melanchthon etwas Ungreifbares; schließlich fand er in einem Brief an Veit Dietrich (22. Juni 1537) dafür die Erklärung, dass Luther Sachverhalte grob zuspitze und damit den Beifall der Ungebildeten hätte, die den Sinn sachlicher und sprachlicher Differenzierungen nicht begriffen. Melanchthon arbeitete die Wittenberger Konkordie aus, und er sorgte dafür, dass die von Luther formulierten Schmalkaldischen Artikel, die Konfliktpotential hatten, auf dem Schmalkaldischen Bundestag 1537 wirkungslos blieben. Der Bund bekannte sich weiterhin zur Confessio Augustana, erweitert um einen Traktat über die Macht und den Primat des Papstes mit einer Abhandlung über die Jurisdiktionsgewalt der Bischöfe, Texte, die Melanchthon im Februar 1537 im Auftrag des Bundes verfasste.

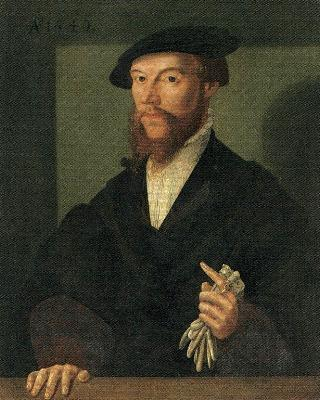
Johannes Calvin (Anonymer Künstler um 1540, Wallonisch-Niederländische Kirche Hanau)

Als theologischer Berater des Kurfürsten reiste Melanchthon im Februar 1539 nach Frankfurt am Main. Auf dem dortigen Fürstentag wurde der Frankfurter Anstand beschlossen, ein befristeter Religionsfriede. Hier in Frankfurt kam es zu Begegnungen Melanchthons sowohl mit Johannes Calvin als auch mit Josel von Rosheim, dem Vertreter der Juden im Reich:
- Calvin war mit der Straßburger Delegation nach Frankfurt gereist, um Melanchthon persönlich kennenzulernen, und es entwickelte sich in den Folgejahren (bis 1543) ein gelehrter, freundschaftlicher Briefwechsel zwischen beiden, der Gemeinsamkeiten, aber auch Differenzen in der Prädestinationslehre zutage brachte.[65]
- Josel von Rosheim bat Melanchthon, sich beim Kurfürsten Joachim I. für die 1510 unter dem Vorwurf der Hostienschändung aus Brandenburg vertriebenen jüdischen Familien einzusetzen; auf Melanchthons Intervention hin rehabilitierte der Kurfürst die Juden. Sie konnten wieder nach Brandenburg zurückkehren. Dieses projüdische Engagement Melanchthons ändert allerdings nichts daran, dass er die traditionelle negative Beurteilung des Judentums durch christliche Theologen teilte: die Kirche sei das wahre Israel, die Juden seien schuld an der Kreuzigung Jesu, die Tempelzerstörung sei die göttliche Strafe hierfür. Luthers Judenschriften billigte er.[66]

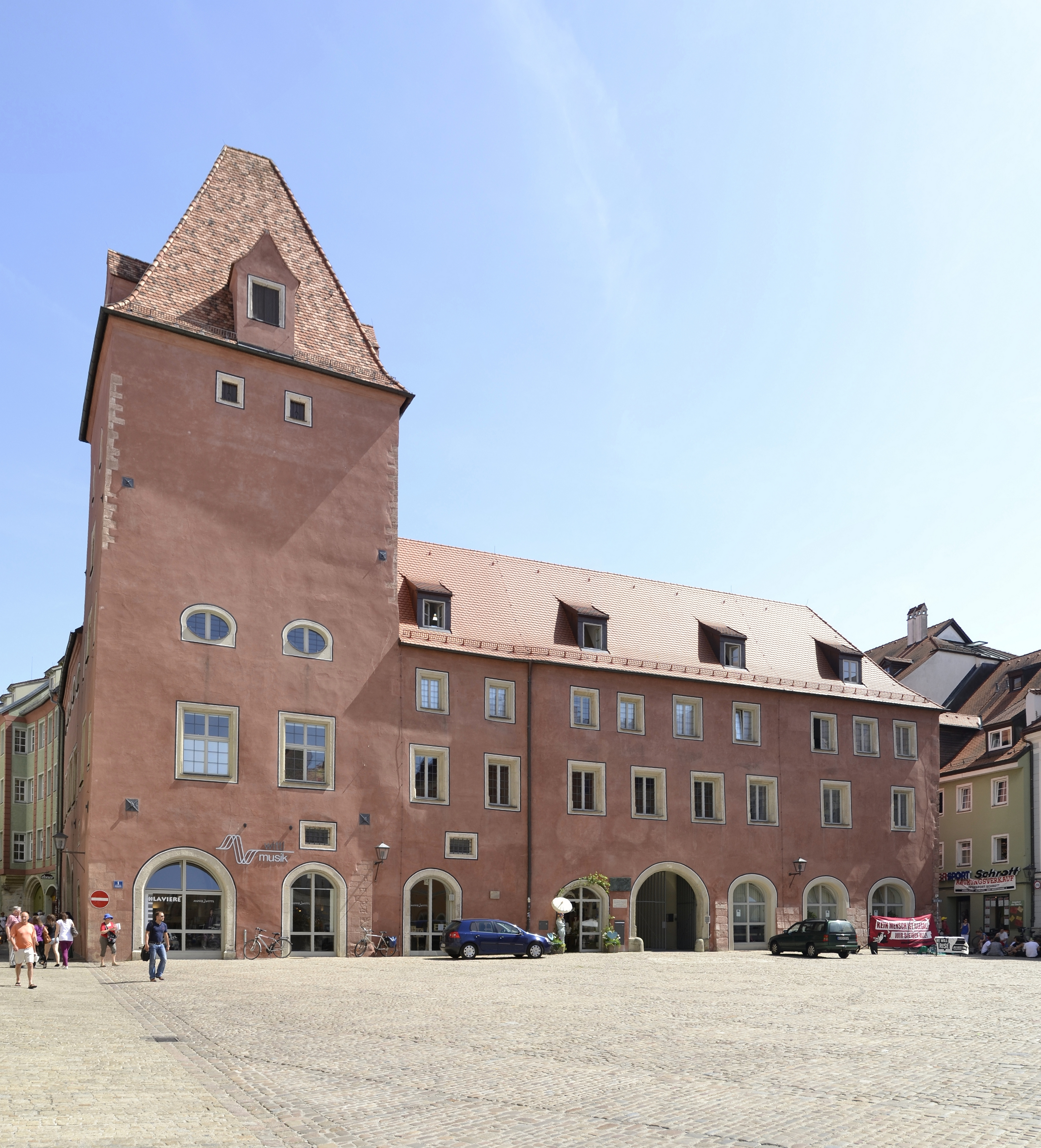
Neue Waag in Regensburg, Ort des Regensburger Religionsgesprächs

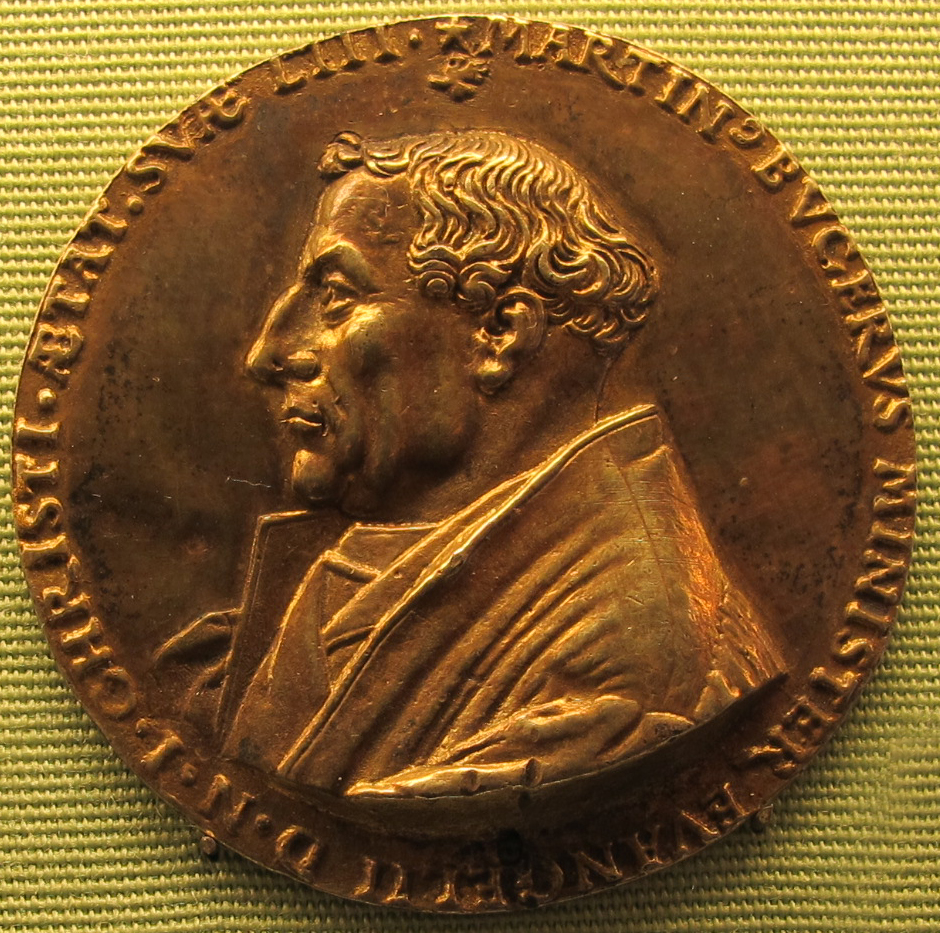
Martin Bucer 1543 (Friedrich Hagenauer, Medaille, Staatliche Münzsammlung München)

Melanchthon war am 5. März 1540 in Rotenburg an der Fulda gemeinsam mit Martin Bucer Trauzeuge bei der geheimen Trauung Philipps von Hessen mit Margarethe von der Saale. Die Reformatoren hatten dem Landgrafen eine strikt geheime Doppelehe zugestanden; Bucer und Melanchthon waren entsetzt, dass der Landgraf die Ehe bekannt machte, denn Bigamie konnte mit dem Tode bestraft werden. Die Gerüchte über Philipps Ehe begleiteten Melanchthon, als er zum Religionsgespräch nach Hagenau reiste, und führten unterwegs, in Weimar, zu seinem körperlichen und psychischen Zusammenbruch. Er kehrte über Eisenach nach Wittenberg zurück, um sich zu erholen.
Das Religionsgespräch in Worms fand über die Jahreswende 1540/41 statt. Melanchthon hatte die Confessio Augustana Variata (d. h. mit der Änderung „cum pane“ als Konsensformel der Wittenberger und der Oberdeutschen) mitgebracht. Sie war aber für die altgläubige Seite keine geeignete Gesprächsgrundlage. Melanchthon erhielt Gelegenheit, mit Eck über die Sündenlehre zu disputieren (Januar 1541), quasi als Ersatz für die nicht zustande gekommenen Verhandlungen. Martin Bucer und Johannes Gropper arbeiteten ebenfalls in Worms ein Konsensdokument aus, das Wormser Buch, das von Melanchthon allerdings als Utopie abgetan wurde.
Wieder in Wittenberg, musste Melanchthon kurz darauf zum Regensburger Religionsgespräch (1541) abreisen. Unterwegs hatte er einen Unfall. Eine schwere Verstauchung der rechten Hand, die in Regensburg sogar vom kaiserlichen Leibarzt behandelt wurde, beeinträchtigte ihn noch lange beim Schreiben. Den Gesprächen lag das Wormser Buch zugrunde. Es gab zwar einige Ergebnisse, aber letztlich ließ sich der Dissens bei den Sakramenten Eucharistie und Beichte nicht überbrücken. Melanchthon entwickelte hier in der Auseinandersetzung mit der Transsubstantiationslehre eine für seine weitere Theologie wichtige, dynamische Abendmahlslehre: Christus sei bei der Abendmahlsfeier wirksam gegenwärtig (Aktualpräsenz).
Im April 1543 reiste Melanchthon nach Bonn. Gemeinsam mit Bucer unterstützte er den Kölner Reformationsversuch. Die beiden Theologen verfassten das Einfaltigs bedencken (Kölner Reformation) für den Kölner Erzbischof Hermann V. von Wied; Bucer war Hauptverfasser dieser Kirchenordnung, und Melanchthon steuerte Kapitel über Trinität, Schöpfung, Rechtfertigung, Kirche und Buße bei. Hermann von Wied scheiterte mit seinem Reformprojekt am Widerstand des Domkapitels. Kaiser Karl V. beendete den Reformationsversuch am Rhein, und Melanchthon kehrte im August 1543 nach Wittenberg zurück. Hier kam es zu einem Konflikt mit Luther, der die Abendmahlstheologie im Bedencken missbilligte – nach Christine Mundhenk die „einzige schwere Krise“ zwischen Luther und Melanchthon. Luthers Zorn galt eigentlich Bucer, aber Melanchthon fühlte sich ebenfalls angegriffen. Er rechnete damit, in der Abendmahlsschrift, an der Luther arbeitete, mit dessen gefürchteter Polemik überzogen zu werden (was nicht geschah). Für diesen Fall plante er seine Abreise aus Wittenberg.
Mit der im September 1544 veröffentlichten Schrift „Kurzes Bekenntnis vom heiligen Sakrament“ kündigte Luther den Zürcher Reformatoren wegen Differenzen in der Abendmahlsfrage die Kirchengemeinschaft auf. Melanchthon wollte diese Eskalation so nicht mitvollziehen und nahm Ende August Kontakt mit Heinrich Bullinger auf. Am 3. September 1544 bot Bullinger Melanchthon an, nach Zürich überzusiedeln, wo er willkommen sei und eine gut dotierte Stelle haben könne. Aber Ambrosius Blarer, der sowohl mit Melanchthon als auch mit Bullinger befreundet war, vermutete in einem Brief an Bullinger richtig: der Sturm, den seine Abreise aus Wittenberg ausgelöst hätte, war Melanchthons Sache nicht. Bullinger erhielt auf sein Angebot keine Antwort.
1545 verfasste Melanchthon für den Wormser Reichstag eine systematische Darstellung wichtiger reformatorischer Themen. Dieser Text, die sogenannte „Wittenberger Reformation“, war die Vorlage für die Mecklenburger Kirchenordnung von 1552 und nach deren Vorbild für weitere Kirchenordnungen.

### Schmalkaldischer Krieg und Interim (1546–1549)

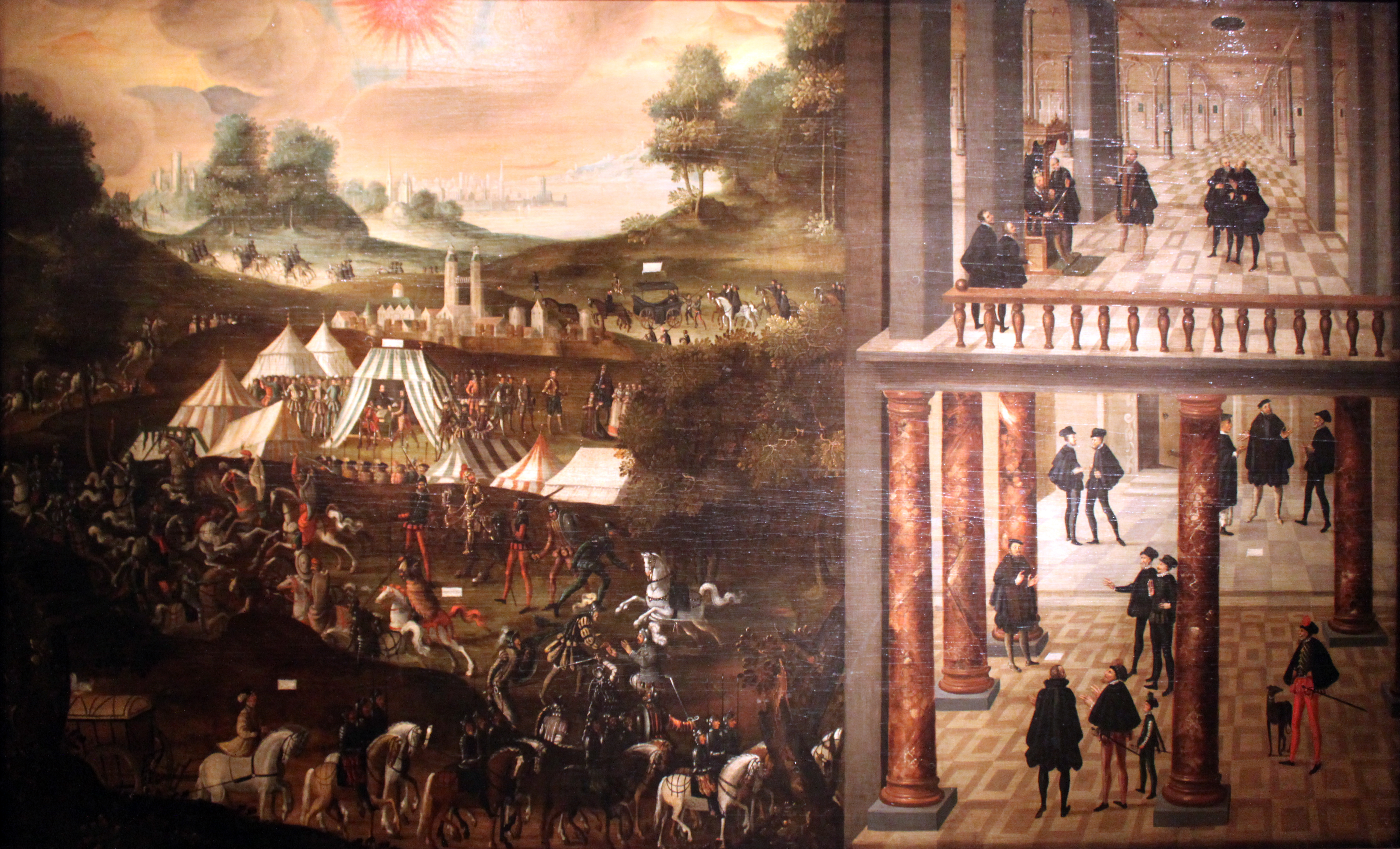
Niederlage der Protestanten in der Schlacht bei Mühlberg und fünfjährige Haft des Kurfürsten Johann Friedrich von Sachsen (Anonymer Künstler, 1630, Deutsches Historisches Museum Berlin)

Am 18. Februar 1546 starb Martin Luther, und Melanchthon hielt die lateinische Grabrede. Er verfasste auch eine viel rezipierte Biografie des Reformators (Historia Lutheri), „eine in humanistischer Eleganz verfasste Würdigung der Leistungen Luthers“. Im Sommer des gleichen Jahres begann der Schmalkaldische Krieg.
Melanchthon unterstützte den Bund nach Kriegsbeginn, auch wenn er das Vorgehen des sächsischen Kurfürsten gegen Naumburg und Wurzen sowie den Donaufeldzug kritisch sah. Nach der Invasion Moritz’ von Sachsen in kursächsisches Territorium wurde die Universität Wittenberg am 6. November 1546 geschlossen. Melanchthon hatte sich mit seiner Familie zunächst ins neutrale Anhalt, nach Zerbst, begeben; aber nach der protestantischen Niederlage in der Schlacht bei Mühlberg (24. April 1547) zogen sie weiter nach Magdeburg, Braunschweig, Gifhorn und wieder gen Süden nach Nordhausen, die Reichsstadt im Harzvorland, mit deren Bürgermeister Michael Meyenburg Melanchthon befreundet war. Unterdessen war die kaiserliche Besatzung aus Wittenberg abgezogen, und der neue Kurfürst Moritz versicherte auf dem Landtag zu Leipzig (20. Juli 1547), dass er die Universität Wittenberg finanziell unterstützen werde und dass dort die lutherische Theologie ohne Abstriche unterrichtet werden könne – das Ergebnis intensiver Verhandlungen. Daraufhin kehrte Melanchthon am 25. Juli 1547 nach Wittenberg zurück und nahm seine Vorlesungstätigkeit wieder auf.
Als in Augsburg der Reichstag nach dem Sieg des Kaisers über den Schmalkaldischen Bund zusammentrat (1547/48), wurde Melanchthon als theologischer Berater der protestantischen Seite gebraucht. Da es aber ein kaiserliches Auslieferungsersuchen gegen ihn gab, konnte er nicht nach Augsburg reisen und hielt sich im Zisterzienserkloster Altzella auf. Er lehnte das Augsburger Interim ab, war aber zu einigem Entgegenkommen bereit, weil er irrtümlich glaubte, dass es ein Kompromiss sei, der auch die Altgläubigen binde. Melanchthon verfasste einen Brief an den kursächsischen sowie auch kaiserlichen Rat Christoph von Carlowitz, in dem er seine Position erläuterte, der aber vor allem wegen einer kritischen Bemerkung Melanchthons über Luther bekannt wurde:

„Ich ertrug auch vordem eine fast entehrende Knechtschaft, da Luther oft mehr seinem Temperament folgte, in welchem eine nicht geringe φιλονεικία lag, als auf sein Ansehen und auf das Gemeinwohl zu achten.“

Der Schlüsselbegriff ist altgriechisch φιλονεικία philoneikía, Streitlust. Melanchthon streute öfter spitze Bemerkungen auf Griechisch in seine lateinische Korrespondenz ein. Nimmt man Melanchthons sonstigen Sprachgebrauch hinzu, kann man paraphrasieren: „Wenn Luther von etwas überzeugt war, dann hielt er kampfeslustig daran fest und suchte es durchzusetzen, auch wenn er selbst dabei in ein schiefes Licht geriet und die evangelische Sache zu zerbrechen drohte.“ Im Kontext des Briefes wollte Melanchthon sich als besonders loyal darstellen, so wie zu Luther während dessen Lebzeiten, so jetzt auch aus Gründen der politischen Verantwortung. Er musste aber damit rechnen, dass der Diplomat Carlowitz den Privatbrief nicht für sich behielt. Bald zirkulierte der Text unter den Gesandten des Reichstags und wirkte auf Lutheraner, die von einer innigen Freundschaft zwischen Luther und Melanchthon ausgingen, wie ein Schock: „die Confessionisten [= Bekenner der Confessio Augustana] habens mit Schrecken und Hertzenleidt, die Catholischen mit unaussprechlichen Freuden gelesen“, schrieb der pommersche Delegierte Bartholomäus Sastrow. Es war eine Demütigung, die Melanchthon viele Sympathien kostete.

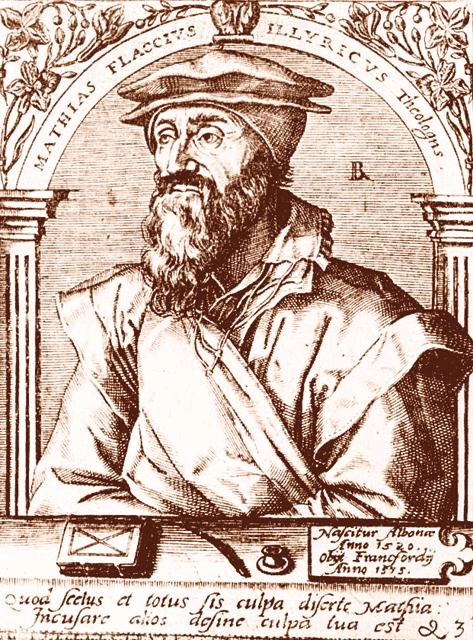
Matthias Flacius Illyricus, Kupferstich von Theodor de Bry (Werkstatt und Nachfolge), vor 1654

Da Kursachsen das Augsburger Interim nach dem ablehnenden Votum Melanchthons und anderer Theologen nicht annahm, Moritz von Sachsen aber den Kaiser nicht brüskieren konnte, begann eine Suche nach neuen Kompromisslösungen, an der Melanchthon maßgeblich beteiligt war. So führte er mit dem Naumburger Bischof Julius von Pflug einen Briefwechsel über das Messopfer. Aus diesen Vorarbeiten entstand eine evangelische Kirchenordnung, die im Dezember mit Kurbrandenburg abgestimmt und danach dem 1548/49 tagenden Leipziger Landtag vorgelegt, von diesem allerdings nicht angenommen wurde. Theologen, die sich als „echte“ Schüler Luthers verstanden (Gnesiolutheraner), belegten die Leipziger Artikel mit dem Namen Leipziger Interim. Diese Begriffsprägung stammt von Matthias Flacius Illyricus. In der Öffentlichkeit und in der Nachwirkung wurden Augsburger und Leipziger Interim oft in eins gesetzt, wie es von Flacius auch beabsichtigt war.
- Melanchthon war der Meinung, dass unter den gegebenen politischen Rahmenbedingungen, nach der Niederlage des Schmalkaldischen Bundes, pragmatisch verhindert werden müsse, dass reformatorisch gesinnte Pfarrer von ihren Stellen vertrieben werden. Um Predigt und Abendmahlsfeier fortsetzen zu können, solle man in Nebensächlichkeiten (sogenannten Adiaphora) nachgeben und beispielsweise bei der Liturgie einen Chorrock tragen.[86]
- Im geächteten Magdeburg sammelten sich die Lutheraner, die zum Widerstand gegen das Interim bereit waren, und entfalteten eine rege Publikationstätigkeit („Unseres Herrgotts Kanzlei“). Diese Gruppe um Flacius vertrat die Position: „Wenn es um das Bekenntnis geht und Anstoß erregt würde, gibt es keine nebensächlichen Äußerlichkeiten (Nihil est adiaphoron in casu confessionis et scandali).“ Flacius, ein ehemaliger Melanchthonschüler, war nirgendwo in kirchenpolitischer Verantwortung und musste insofern keine Rücksichten nehmen.[87]

Hans-Otto Schneider meint, Melanchthon und Flacius hätten die durch das Augsburger Interim entstandene Situation weitgehend gleich eingeschätzt und daraus gegensätzliche Konsequenzen gezogen. Auch Melanchthon sei klar gewesen, dass die lutherische Lehre mittelfristig so nicht zu sichern war, aber durch ein „Agieren und Lavieren hinter den Kulissen“ habe er gehofft, die Kirche zu erhalten, bis die Zeiten wieder besser würden. Flacius, der nie in die Geheimdiplomatie eingebunden war, forderte Widerstand gegen die Obrigkeit und Bereitschaft zum Martyrium. Die Gruppe um Flacius griff die persönliche Integrität Melanchthons an; Versöhnungsversuche scheiterten im Sommer 1556. Der Streit wurde erst nach Melanchthons Tod entschieden – und zwar gegen ihn (Konkordienformel).
1551 schien es möglich, dass eine protestantische Delegation am Tridentinischen Konzil teilnehmen konnte. Melanchthon verfasste dafür in Dessau die Confessio Saxonica, die am 10. Juli von 31 kursächsischen Theologen unterzeichnet wurde. Heinz Scheible zufolge war diese Konferenz „die für Melanchthon erfreulichste in seinem ganzen Leben.“ Die Saxonica sei die reifste Bekenntnisschrift, die Melanchthon je verfasste, und weder bei der Unterzeichnung noch danach wurde Kritik geübt. Auch Brandenburg-Küstrin, Mansfeld, Straßburg, Württemberg und weitere protestantische Akteure schlossen sich an. Mit dem Dokument machte sich Melanchthon im Januar 1552 auf die Reise, kam aber wegen des Fürstenaufstands nur bis Nürnberg. Der militärische Erfolg der Protestanten führte zum Passauer Vertrag (August 1552) und schließlich zum Augsburger Reichs- und Religionsfrieden. Als dieser 1555 auf dem Augsburger Reichstag verabschiedet wurde, war Melanchthon nicht anwesend.

### Übergang ins Konfessionelle Zeitalter (ab 1546)

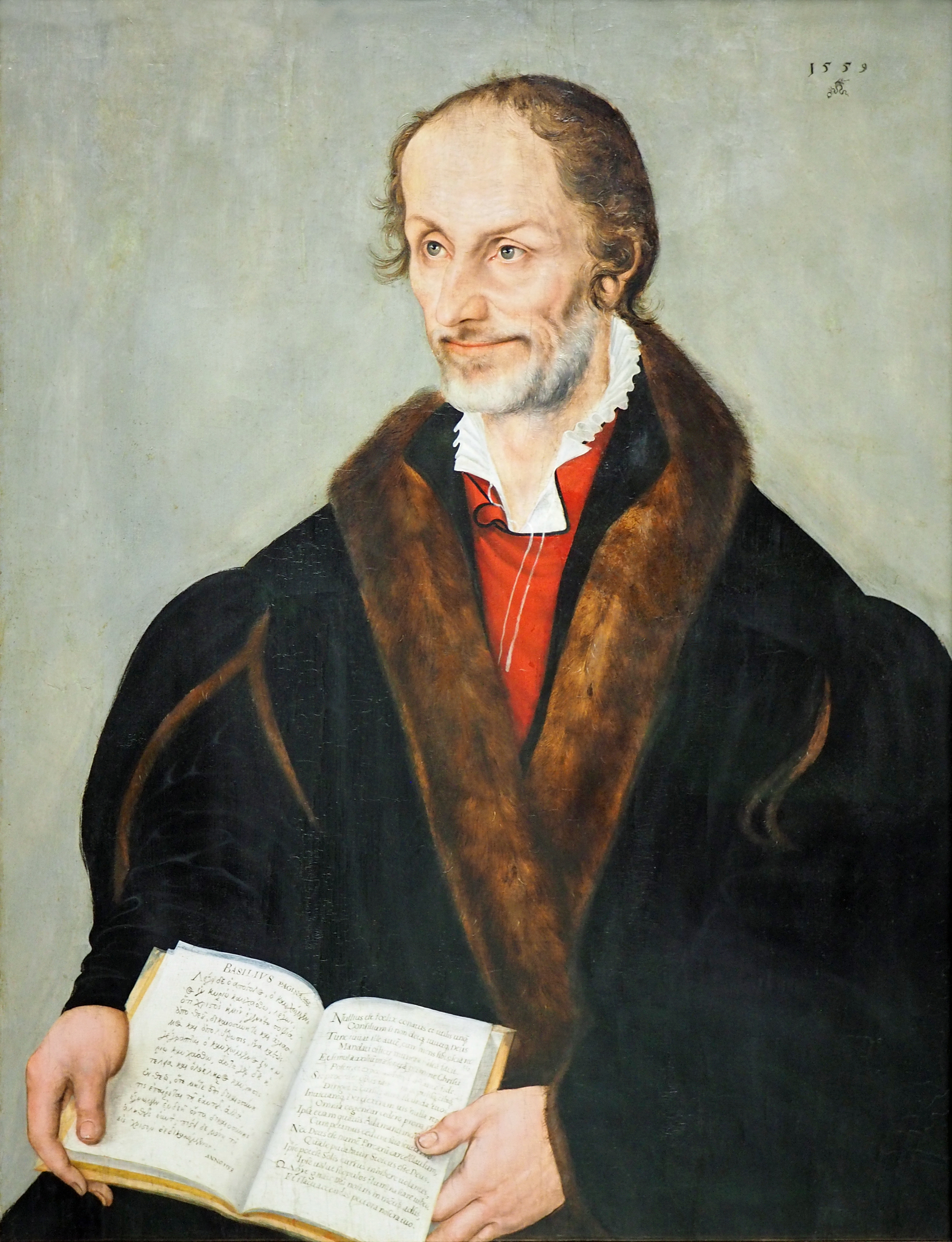
Philipp Melanchthon im hohen Alter, Gemälde von Lucas Cranach d. J. von 1559 (Städelsches Kunstinstitut)

Nach dem Tod Luthers 1546 gab es ein Autoritätsvakuum. Die militärisch unterlegenen Protestanten standen seit 1547 unter großem politischem Druck. Viele Akteure meinten, in der Endzeit zu leben: Es ging um alles oder nichts, und die Papstkirche wurde als Macht des Bösen angesehen (Belial, Antichrist). Nun kam ein Transformationsprozess in Gang; aus der relativ offenen, vielfältigen Wittenberger Reformation wurde das konfessionelle Luthertum. Das geschah mit den Mitteln der damaligen Streitkultur und war für die Beteiligten oft traumatisch. Die neuere Forschung unterscheidet acht „Streitkreise“, d. h. Gruppen von Schriften und Gegenschriften zu einem gemeinsamen Thema. Wenn man die Akteure, wie es üblich ist, in zwei „Lager“ einteilt – hier Luthers Erben (Gnesiolutheraner), dort Melanchthon und seine Schüler (Philippisten) –, so vereinfacht man damit die unübersichtliche Gemengelage. Im Osiandrischen Streit verteidigte sogar Flacius Melanchthons Rechtfertigungslehre, und den Antinomistischen Streit trugen die Gnesiolutheraner weitgehend unter sich aus.
Ab 1552 trugen Joachim Westphal und Johannes Calvin einen Streit um das Abendmahlsverständnis aus, bei dem sich auf Seiten Calvins Diskussionspartner aus mehreren europäischen Ländern zu Wort meldeten. Melanchthon schwieg. Calvin drängte ihn zu einer Stellungnahme, und als das nicht wirkte, behauptete er am 5. Januar 1556, Melanchthon teile seine Position. Auch Westphal berief sich auf Melanchthon, und beide Seiten konnten das mit einem gewissen Recht tun: Westphal meinte den Melanchthon von 1529/30, Calvin dagegen den Melanchthon, der sich nach der Wittenberger Konkordie (1536) theologisch weiterentwickelt hatte. Da Calvin sich mit ihm nicht abgesprochen hatte, war sein Vorgehen für Melanchthon ein Affront, und er ging zu Calvin auf Distanz. Calvin unternahm mehrere Kontaktversuche im Verlauf des Jahres 1557 und erkundigte sich schließlich, wie das Schweigen aus Wittenberg gemeint sei (7. September 1557). Melanchthon antwortete am 8. Oktober so nichtssagend, dass damit der Kontakt definitiv abgebrochen war.
Im März 1556 wandte sich der Züricher Reformator Heinrich Bullinger an Melanchthon mit dem Wunsch, seinem Sohn (ebenfalls Heinrich), der in Wittenberg studierte, gegen Bezahlung Kost und Logis zu gewähren. Melanchthon stimmte zu. Die Anwesenheit des Sohnes Bullinger in Melanchthons Haushalt förderte die Kommunikation zwischen den Reformatoren. Rund ein Jahr schrieben sich Bullinger und Melanchthon; letzterer klagte über seine bedrückende Lebenssituation in Wittenberg; Bullinger lud ihn wieder nach Zürich ein, sorgte aber auch dafür, dass das bekannt wurde und im oberdeutschen Raum Gerüchte über einen bevorstehenden Umzug Melanchthons kursierten. Im Lauf des Jahres 1557 zeichnete sich ab, dass Melanchthon in Wittenberg blieb, und für Bullinger endete dieser Austausch schroff und unerwartet damit, dass Melanchthon am 21. Oktober 1557 in Worms die Verurteilung der Züricher Abendmahlslehre unterschrieb. Anlass für Melanchthons Aufenthalt dort war ein neuerliches Religionsgespräch, das wegen der Uneinigkeit im protestantischen Lager ohne Ergebnisse blieb und Melanchthons mittlerweile negative Meinung über derartige Veranstaltungen bestätigte. Ottheinrich von der Pfalz lud ihn von Worms nach Heidelberg ein, um bei einer Universitätsreform mitzuarbeiten. In der Stadt, wo er einst studiert hatte, wurde Melanchthon am 22. Oktober 1557 ehrenvoll empfangen. Hier überbrachte ihm Joachim Camerarius am 27. Oktober die Nachricht vom Tod seiner Frau.

### Familie

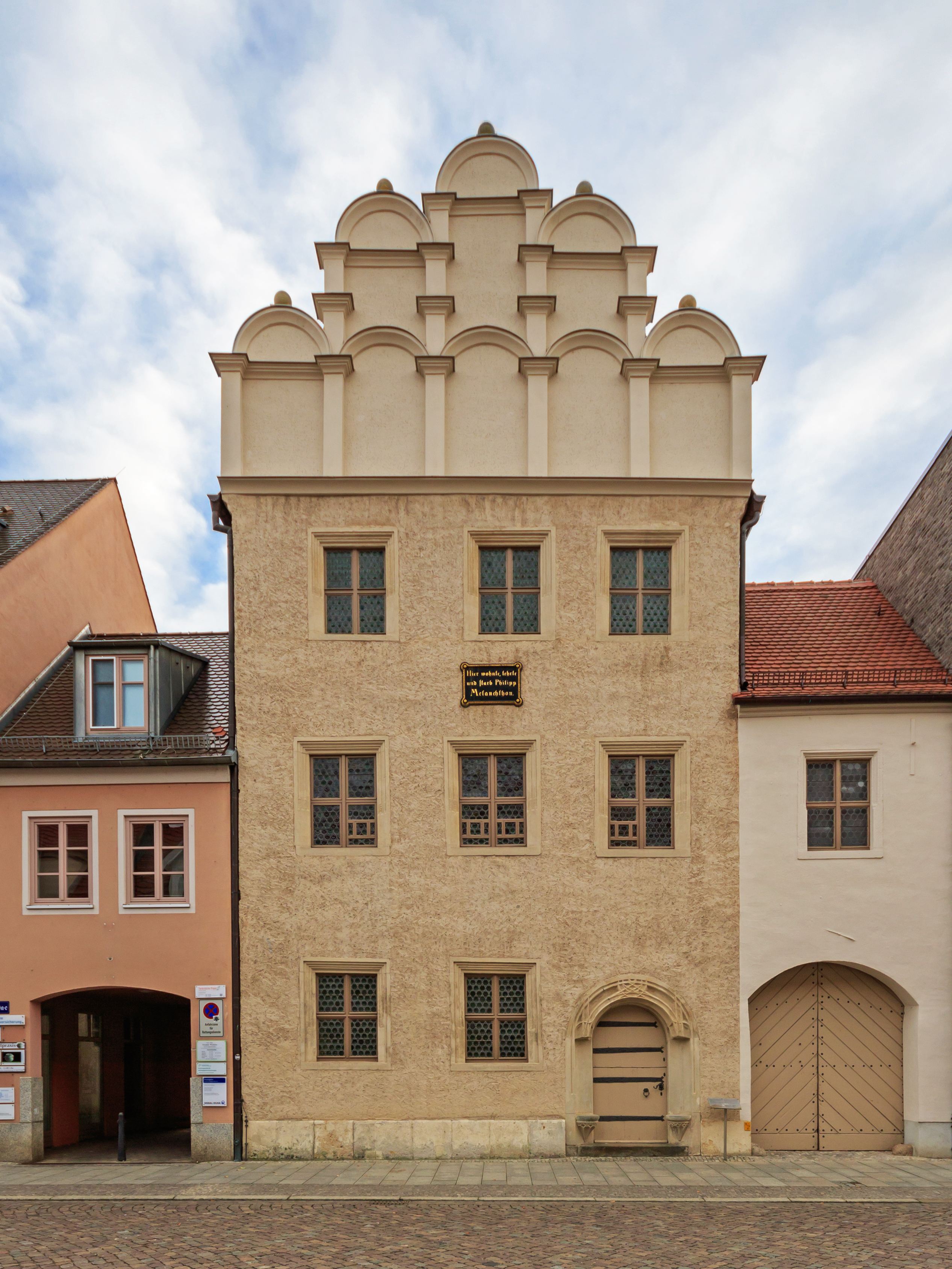
Melanchthonhaus Wittenberg

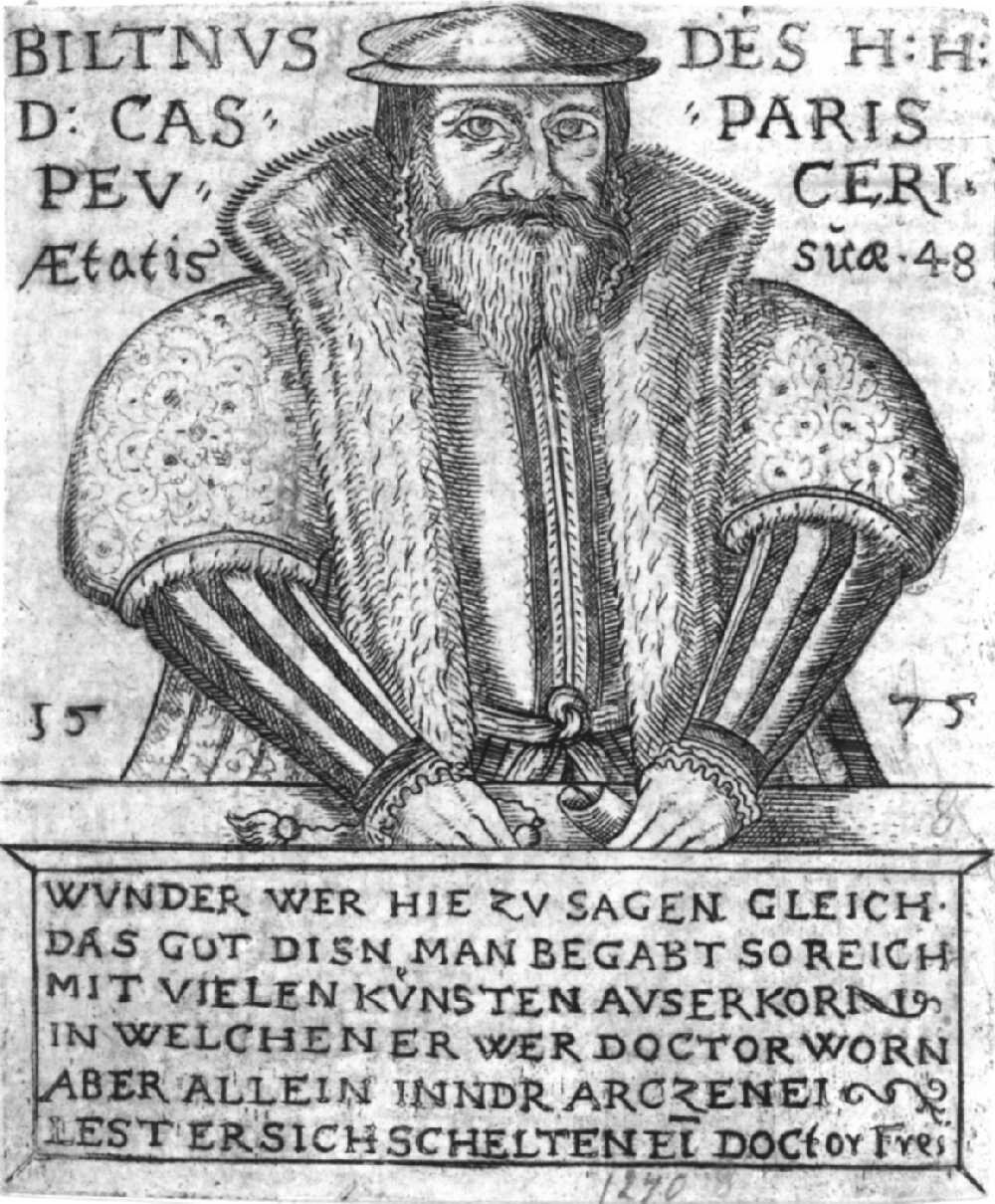
Caspar Peucer, Schwiegersohn und Mitarbeiter Melanchthons

Unter den vier führenden Wittenberger Reformatoren war Philipp Melanchthon der einzige Laie. Er war nicht wie Johannes Bugenhagen, Justus Jonas und Martin Luther durch die Priesterweihe zum Zölibat verpflichtet und heiratete als erster aus diesem Kreis. Die Initiative dazu ging freilich nicht von Melanchthon selbst aus, sondern von Luther.
Melanchthon wohnte nach seiner Ankunft in Wittenberg zunächst zur Miete, spätestens seit 1519 in einer Art Wohngemeinschaft mit einigen Studenten zusammen. Luther meinte, die Gesundheit Melanchthons sei durch Überarbeitung gefährdet. Außerdem fühlte sich der junge Tübinger Humanist an seinem neuen Wohnort offenbar nicht wohl. Um Melanchthons Lebensumstände zu verbessern, aber auch um ihn in Wittenberg zu halten, suchte Luther für Melanchthon 1520 eine Frau. Eine arrangierte Ehe war zu jener Zeit üblich. Melanchthon war zunächst nicht interessiert, er fürchtete um den Fortgang seiner Studien. Luther trat dann aber wohl in Melanchthons Auftrag als Brautwerber im Haus Krapp auf, einer Wittenberger Oberschichtfamilie. Der Tuchhändler und Bürgermeister Hans Krapp war bereits verstorben, die Witwe Katharina geb. Müntzer lebte noch bis 1548. Die Eheberedungen führten im August 1520 zur Verlobung zwischen dem 23-jährigen Philipp Melanchthon und der gleichaltrigen Katharina Krapp. Die Braut war für die damalige Zeit relativ alt; wohl deshalb stimmte die Familie der Ehe mit einem mittellosen, wenn auch sozial hochstehenden Partner zu. Das Paar wurde am Abend des 26. November 1520 getraut, wahrscheinlich von Luther, und nach dem Kirchgang am folgenden Morgen fand das Hochzeitsfest statt. Daran nahmen neben der Familie der Braut Honoratioren von Stadt und Universität teil, einige Freunde Melanchthons, und da dessen Angehörige nicht aus Süddeutschland anreisen konnten, wurden sie von Luthers Familie aus Mansfeld vertreten.
Sie bezogen ein kleines altes Haus, das Katharina vielleicht als Mitgift in die Ehe brachte. Die ersten Ehejahre waren wirtschaftlich sehr bescheiden, bis Melanchthons Professorengehalt ab 1525 mehrfach angehoben wurde. Zum Haushalt gehörte auch Johannes Koch, Melanchthons Famulus und enger Vertrauter, der weitreichende Vollmachten besaß. Katharina brachte vier Kinder zur Welt, die ersten drei Geburten waren für sie mit Lebensgefahr verbunden. Zwei Töchter und ein Sohn erreichten das Erwachsenenalter:
- Anna (* 24. August 1522 in Wittenberg; † 27. Februar 1547 in Königsberg),
- Philipp (* 21. Februar 1525 in Wittenberg; † 3. Oktober 1605 in Wittenberg),
- Georg (* 25. November 1527 während der Pestevakuierung in Jena[102] ; † 15. August 1529 in Wittenberg[103]),
- Magdalena (* 19. Juli 1531 in Wittenberg; † 12. September 1576).

Melanchthon erhielt zahlreiche Angebote anderer Universitäten. Kurfürst Johann Friedrich I. wollte ihn jedoch in Wittenberg halten. Er schenkte ihm 1536 das Grundstück hinter dem von der Familie Melanchthon bewohnten alten Haus und ließ diesen Lehmfachwerkbau durch ein repräsentatives neues Steinhaus mit Renaissancegiebel ersetzen, das heutige Melanchthonhaus. Im Oktober zog die Familie dort ein, aber fertiggestellt war es erst 1539.
Melanchthon nahm großen Anteil an der Entwicklung seiner Kinder. Gleich nach der Geburt erstellte er für sie das Horoskop. Kinderkrankheiten konnten ihn veranlassen, eine Reise zu verschieben. Die Erziehung der Kinder war den Eltern wichtig und wurde durch tägliche Tischlesungen ergänzt, neben religiöser Literatur auch griechische und lateinische Klassiker.
Die älteste Tochter Anna erhielt eine besonders gute Erziehung. Mit 14 Jahren heiratete sie Melanchthons einstigen Schüler Georg Sabinus, einen Altphilologen und Juristen, später Gründungsrektor der Universität Königsberg. Die Ehe währte zehn Jahre und war ausgesprochen unglücklich, woran Melanchthon sich eine Mitverantwortung gab. Als Anna Sabinus mit 24 Jahren bei ihrer sechsten Geburt starb, waren die Eltern tief getroffen, übernahmen dann aber Verantwortung für Annas Kinder, von denen die Tochter Katharina (* 1538) ab 1544 dauerhaft bei ihnen in Wittenberg lebte.
Der Sohn Philipp ging 18-jährig eine heimliche Verlobung ein, die aber auf Druck seiner Eltern aufgelöst wurde. Die jüngste Tochter Magdalena heiratete 1550 den Mathematiker und Mediziner Caspar Peucer; die Familie Peucer bewohnte das zum Melanchthonhaus gehörige Hinterhaus, so dass ein enger Kontakt zwischen Schwiegervater und Schwiegersohn bestand.
Obwohl seine Frau aus der Wittenberger Oberschicht stammte und Melanchthon als Professor an der Universität gut verdiente, gab es im Hause Melanchthon nie einen größeren Wohlstand. Ständige Besuche von Universitätsangehörigen, die sich bei diskutierenden Tischrunden im Hause versammelten, junge Studenten, die Melanchthon in seiner schola domestica als persönlicher Mentor unterrichtete und versorgte, schmälerten das Budget des Haushalts. Katharina Melanchthon starb am 11. Oktober 1557, als ihr Mann sich zu Religionsgesprächen in Worms aufhielt. Als ihn die Todesnachricht erreichte, blieb er gefasst, und trotz großer Trauer stand er erst zehn Wochen später am Grab seiner Frau. Zweieinhalb Jahre lebte er als Witwer, versorgt von der Familie Peucer, und erlebte noch die Heiraten der beiden ältesten Töchter von Anna Sabinus.

### Krankheiten und Tod

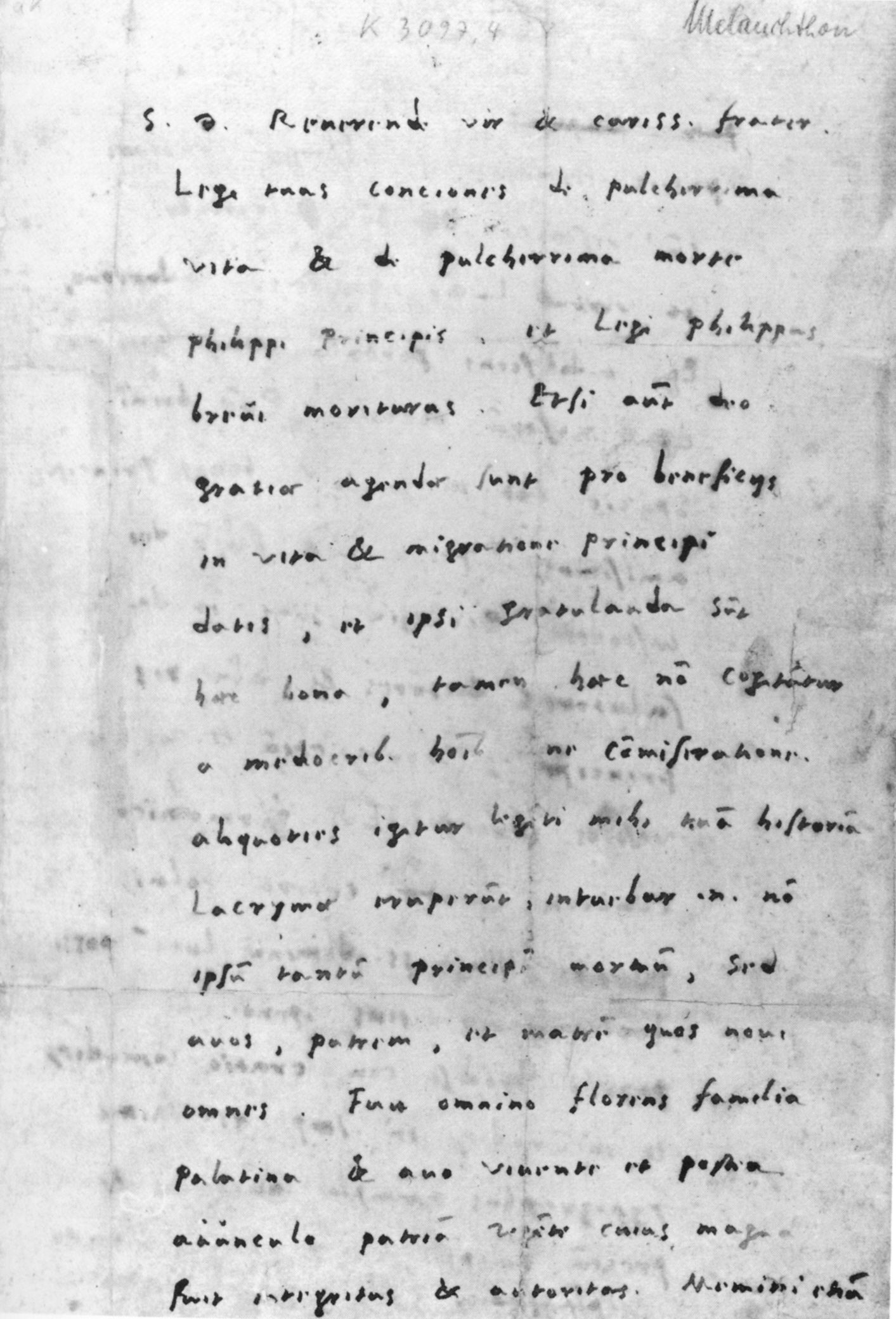
Brief Melanchthons an Jakob Runge (Badische Landesbibliothek K 3097,4)

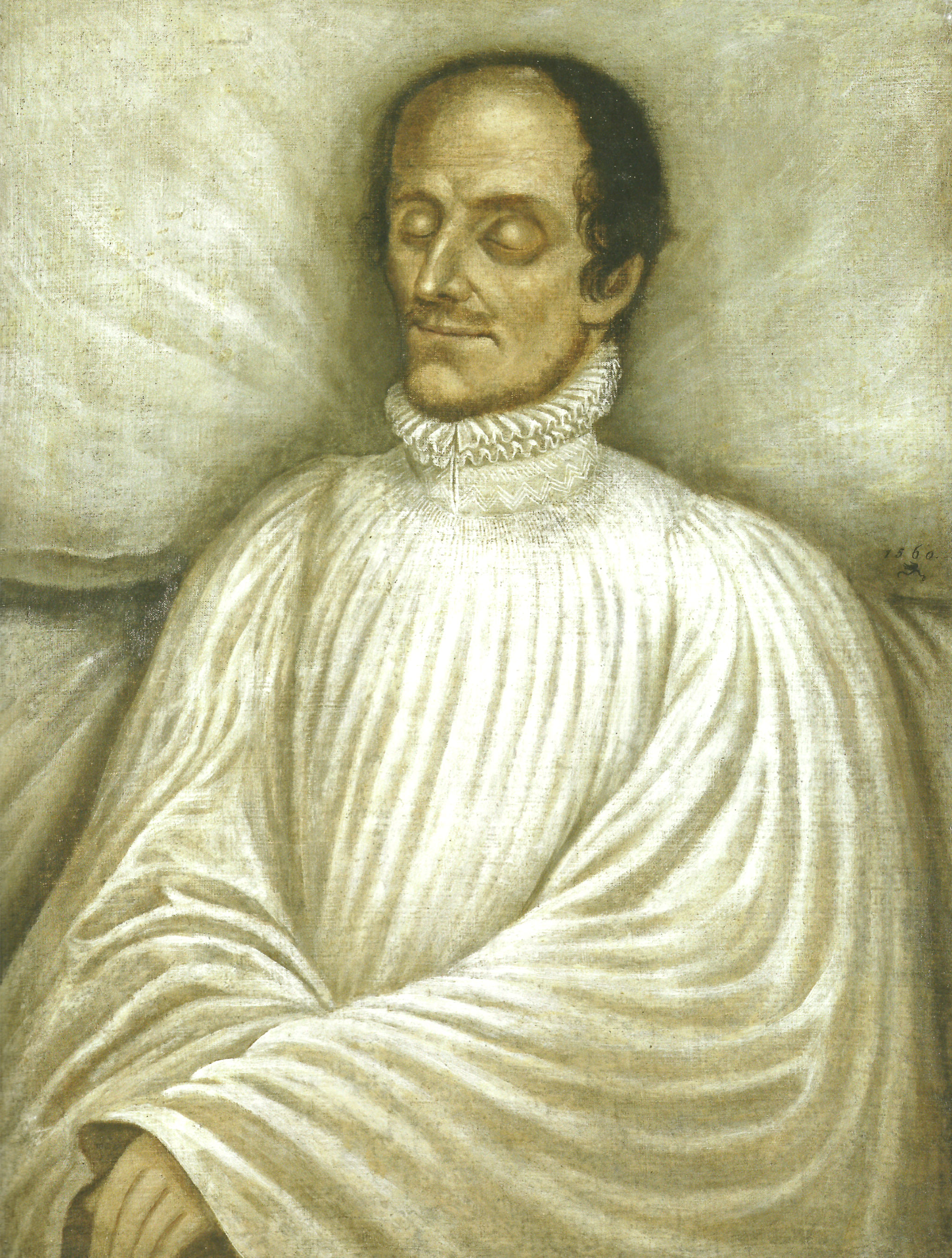
Melanchthon im Sterbehemd (Lucas Cranach der Jüngere, Werkstatt, 1560, Kunstsammlung der Universität Leipzig)

Melanchthon reagierte auf belastende Lebenssituationen mit psychosomatischen Störungen. So litt er im Sommer 1530 während des Augsburger Reichstags, bei der Arbeit an der Confessio Augustana, an Husten und Schlaflosigkeit, schließlich an so heftigen Gliederschmerzen, dass er nicht mehr gehen konnte. Sorgen wegen der Eheprobleme seiner Tochter Anna bewirkten ebenfalls psychosomatische Erkrankungen und depressive Phasen bis hin zu Todeswünschen. Aus seinen Briefen geht hervor, dass er oft Schonkost brauchte.
Von einer Dienstreise nach Leipzig Ende März 1560 kam der 63-jährige Melanchthon am 4. April durchgefroren zurück. Während der Nacht vom 7. zum 8. April bekam er Fieber und starken Husten. Trotz seiner Erkrankung nahm er an den Folgetagen noch die meisten seiner üblichen Tätigkeiten wahr, doch ab Karsamstag, dem 13. April, war er bettlägerig. Am Ostersonntag, dem 14. April, schrieb Melanchthon morgens seine letzten Briefe, darunter einen Abschiedsbrief an seinen „Meisterschüler“ Jacob Runge in Greifswald (Foto). Darin heißt es: „Dies schrieb ich mühsam mit zitternder Hand, weil ein Katarrh ... mir nun ein Fieber auslöste ... und die Konjunktion von Saturn und Mars an einem todbringenden Ort mir feindlich ist.“ Die Familie brach zum Ostergottesdienst auf, nur Joachim Camerarius blieb als Freund an Melanchthons Bett. Mitarbeiter und Freunde besuchten ihn an den folgenden Tagen, und Melanchthon betete für sie. Am 19. April versammelten sich Familie und Freunde um Melanchthons Sterbebett. Er bewegte in seinen letzten Stunden häufig die Lippen, was man als stilles Gebet interpretierte; zwischen sechs und sieben Uhr abends verstarb er.
Der Leichnam wurde im Studierzimmer aufgebahrt, und Wittenberger Bürger wie auch Universitätsangehörige nahmen von ihm Abschied. Auch von Melanchthon gibt es, wie von Luther, einen Zettel mit letzten Aufzeichnungen. Melanchthon nannte darin Gründe, warum man den Tod nicht fürchten müsse: „Du wirst von der Sünde erlöst. Du wirst befreit von aller Mühsal und der Wut der Theologen (rabies theologorum). Du wirst ins Licht kommen, du wirst Gott schauen und seinen Sohn. Du wirst die wunderbaren Geheimnisse erkennen, die du in diesem Leben nicht verstehen konntest…“ Martin H. Jung kommentiert: Melanchthons Jenseits war eine Art „himmlische Akademie.“

### Beisetzung

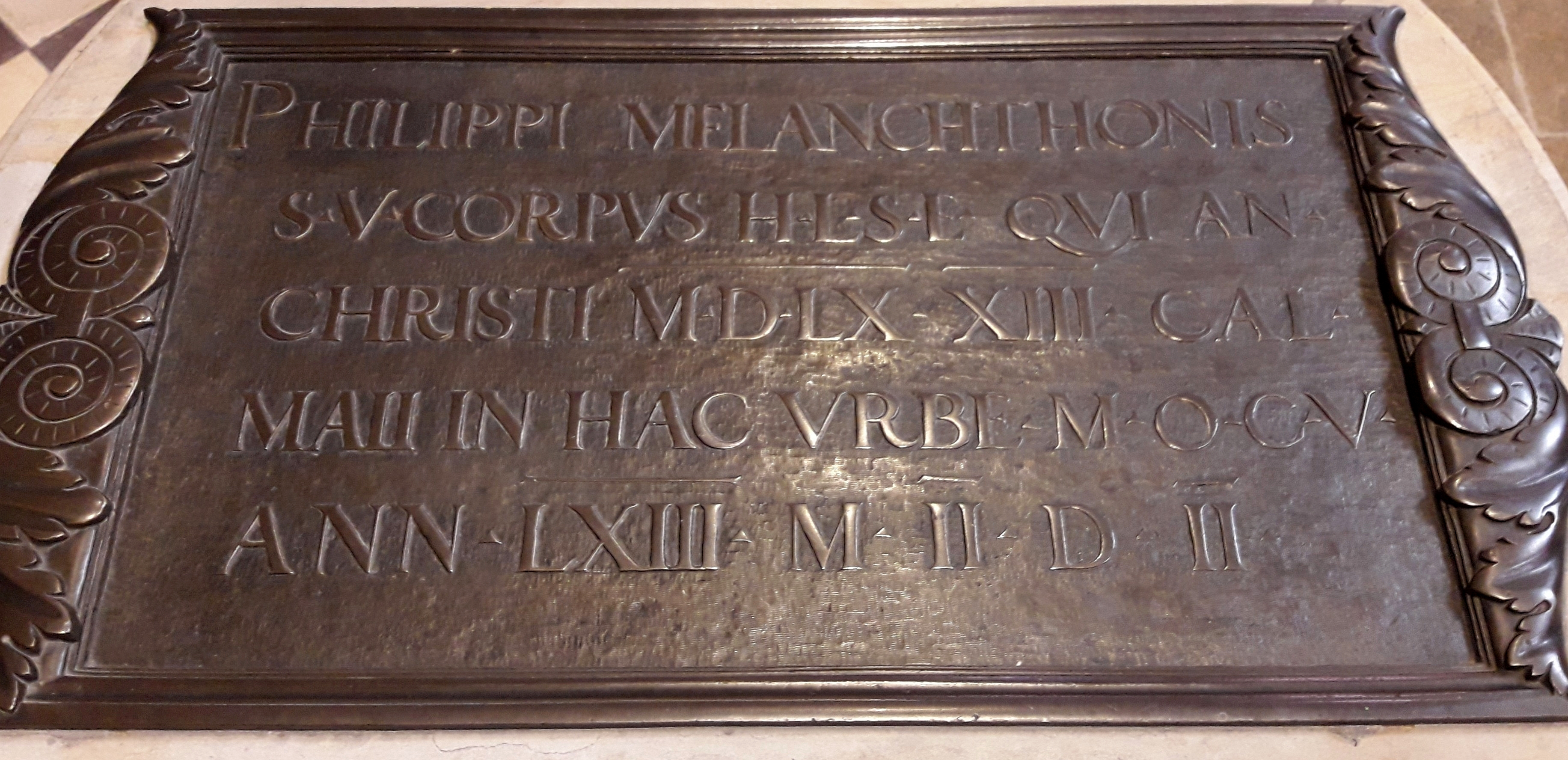
Grabstätte von Philipp Melanchthon in der Schlosskirche zu Wittenberg mit seinen Lebensdaten in römischen Ziffern

Melanchthon stand mit seiner Person für die Kontinuität mit den Anfängen der Reformation. So bedeutete sein Tod eine tiefe Verunsicherung, der man mit einer besonders feierlichen Trauerzeremonie begegnete. In der Stadtkirche St. Marien fand am 21. April 1560 nachmittags der Trauergottesdienst statt. Die deutsche Leichenrede hielt Paul Eber. Die Prozession der Wittenberger und Universitätsangehörigen zog von dort zur Schlosskirche. Der Sarg wurde neben Luthers Grab abgesetzt, und der Medizinprofessor Veit Winsheim hielt die lateinische Trauerrede. Er beschwor den „Mythos Wittenberg“ und die Eintracht zwischen Luther und Melanchthon. Nun wurde der Sarg ins Grab gesenkt, womit die über dreistündige Veranstaltung endete.
Die Bronzeplatte über Melanchthons Grab ist derjenigen Luthers gleich gestaltet und trägt folgende lateinische Inschrift: „An diesem Ort ist der Leib des würdigen Mannes Philipp Melanchthon beigesetzt, der im Jahre Christi 1560 am 19. April verstarb, nachdem er 63 Jahre, 2 Monate und 2 Tage gelebt hatte.“ Der Sandsteinsockel entspricht nicht dem Originalzustand. Damit wurde die Bronzeplatte bei Renovierungsarbeiten 1892 erhöht.

### Reaktionen auf Melanchthons Tod
In verschiedenen Orten fanden Melanchthon-Gedenkveranstaltungen statt, zum Beispiel eine Trauerfeier der Universität Tübingen (15. Mai 1560); die Gedenkrede hielt Jakob Heerbrand. Mit Nachrufen auf den Meister, teils lyrischer Art, bekannten sich viele Gelehrte als Philippisten; die Gegenseite nutzte Melanchthons Tod zwar nicht zu Schmähungen, doch gab es ein beredtes Schweigen, etwa in Magdeburg und in der Schweiz.
Joachim Camerarius, der als enger Freund Melanchthons an dessen Sterbebett gesessen hatte, verfasste eine Biografie, die 1566 in Leipzig erschien und bis ins 18. Jahrhundert nachgedruckt wurde: Philipp Melanchthons Herkunft, ganzer Lebenslauf und Tod (De Philippi Melanchthonis ortu, totius vitae curriculo et morte). Camerarius kannte Melanchthons Privatleben sehr gut, aber er wählte aus, was geeignet war, dem Toten ein ehrendes Andenken zu sichern. So betonte er Melanchthons Übereinstimmung mit Luther und sein standhaftes, ehrliches und kluges Verhalten in Verhandlungen.

## Werk

### Grammatik, Rhetorik, Dialektik
1516 erschien das erste wissenschaftliche Werk Melanchthons im Druck: eine Ausgabe des römischen Komödiendichters Terenz samt einer Einleitung über die Geschichte der antiken Komödie, des Weiteren 1518 eine griechische Grammatik, die sich in den folgenden Jahrzehnten zum Standardwerk mit über vierzig Auflagen entwickelte. Was dieses Buch so erfolgreich machte, war die Kombination von Spracherwerb und Hinführung zu den antiken Klassikern und, damit verbunden, Persönlichkeitsbildung.
Humanisten entwickelten die Stichwortsammlung als Methode zur Systematisierung des Stoffes. Erasmus von Rotterdam stellte im Methodus (1516) Bibelzitate geordnet nach Schlagworten (Loci) zusammen, die dann gelernt werden sollten. Melanchthon ging in den Loci communes einen Schritt weiter: die Schlagworte sollen aus dem Bibeltext selbst erhoben, nicht von außen an ihn herangetragen werden. Das Verfahren zur Gewinnung dieser Loci ist die Analyse des Römerbriefs mit dem Instrumentarium der späthumanistischen Rhetorik. Dass Melanchthon als Theologe so vorgehen würde, war zu erwarten, denn er war stark geprägt von der rhetorischen Dialektik Rudolf Agricolas. „Es war geradezu unausweichlich: sofern Melanchthon sich mit Theologie befasste, konnte angesichts seiner Bildungsstruktur nur eine rhetorisch-philosophische, eben topische Theologie herauskommen.“
Die Rhetorik gliederte ihr Aufgabenfeld bisher in genus demonstrativum (Beweisführung), genus deliberativum (Handlungsanweisung) und genus iudicale (Beurteilung von Streitfällen); Melanchthon fügte ein genus didascalicum neu hinzu, die plausible Darstellung von Zusammenhängen. Melanchthon verfasste zahlreiche Reden, in denen er Proben ablieferte, was das genus didascalicum beinhaltet: Themen aus unterschiedlichen Wissensgebieten werden kurz, klar strukturiert und gut lernbar vorgetragen.

### Neulateinische Dichtung
Von Melanchthon sind über 600 neulateinische Epigramme erhalten. Ein Humanist des 16. Jahrhunderts war stets auch Dichter. Es gehörte in diesen sozialen Netzwerken dazu, sich angeblich nur flüchtig hingeworfene, in Wirklichkeit aber sehr gut ausgearbeitete Gedichte zukommen zu lassen. Typischerweise stellt der Verfasser bescheiden sein poetisches Talent in Frage und kann damit rechnen, dass das Publikum ihm dieses zusprechen wird. Melanchthons Epigramme sind solche Gelegenheitsdichtungen, stets in geistreichem Bezug auf antike Autoren, was aber oft nur angedeutet wird. Der Leser muss also einen entsprechenden Hintergrund haben, um auf dieses Spiel eingehen zu können. Melanchthons Gedichte haben häufig religiöse Inhalte.

### Geschichtsschreibung
Melanchthon betonte seit seiner Wittenberger Antrittsvorlesung den Wert der Geschichtsschreibung. Er verfasste Reden über historische Themen und als Alterswerk eine Universalgeschichte von der Schöpfung der Welt bis zu Karl dem Großen unter dem Titel Chronicon Carionis. Sein Schwiegersohn Caspar Peucer führte das Werk weiter bis zum Vorabend der Reformation, wobei er Texte Melanchthons einarbeitete. Melanchthon betonte, ganz im Sinn der Zwei-Reiche-Lehre, den Unterschied zwischen politischer Geschichte und Kirchengeschichte. Die Interventionen mittelalterlicher Päpste in die kaiserliche Politik seien daher unrechtmäßig. Karl der Große war für Melanchthon ein idealer Herrscher, der auch durch seine Frömmigkeit und Bildung vorbildhaft gewesen sei.

### Mathematik
Melanchthon war in seiner Tübinger Studienzeit von den Vorlesungen Johannes Stöfflers fasziniert. Sie weckten sein Interesse für Naturwissenschaften und Mathematik einerseits, Astronomie und Astrologie andererseits. Besonders beschäftigte er sich späterhin mit Astrologie, was ein solides Grundwissen in Arithmetik und Geometrie zur Voraussetzung hatte. Melanchthon förderte diese Kenntnisse im Rahmen seiner Studien- und Schulreform. Er verfasste Vorworte zu lateinischen Lehrbüchern, zum Beispiel zur Basler lateinischen Euklid-Ausgabe von 1537 und zur Arithmetica Integra des Michael Stifel (1544). Er setzte sich seit 1521 dafür ein, dass die Universität Wittenberg zwei Lehrstühle für „niedere“ und „höhere“ Mathematik erhielt, was erst 1536 gelang; an den Berufungen von Georg Joachim Rheticus und Erasmus Reinhold hatte er einen erheblichen Anteil. Während er mit dem Mathematiker Nikolaus Medler im Briefwechsel stand, ist kein Kontakt Melanchthons zu Rechenmeistern wie Adam Ries oder Johann Albert bekannt. Da Albert in Wittenberg als Küster an der Stadtkirche tätig war, müsste er Melanchthon im Alltag häufig begegnet sein; womöglich machte dies den Austausch von Briefen überflüssig.

### Astronomie und Astrologie

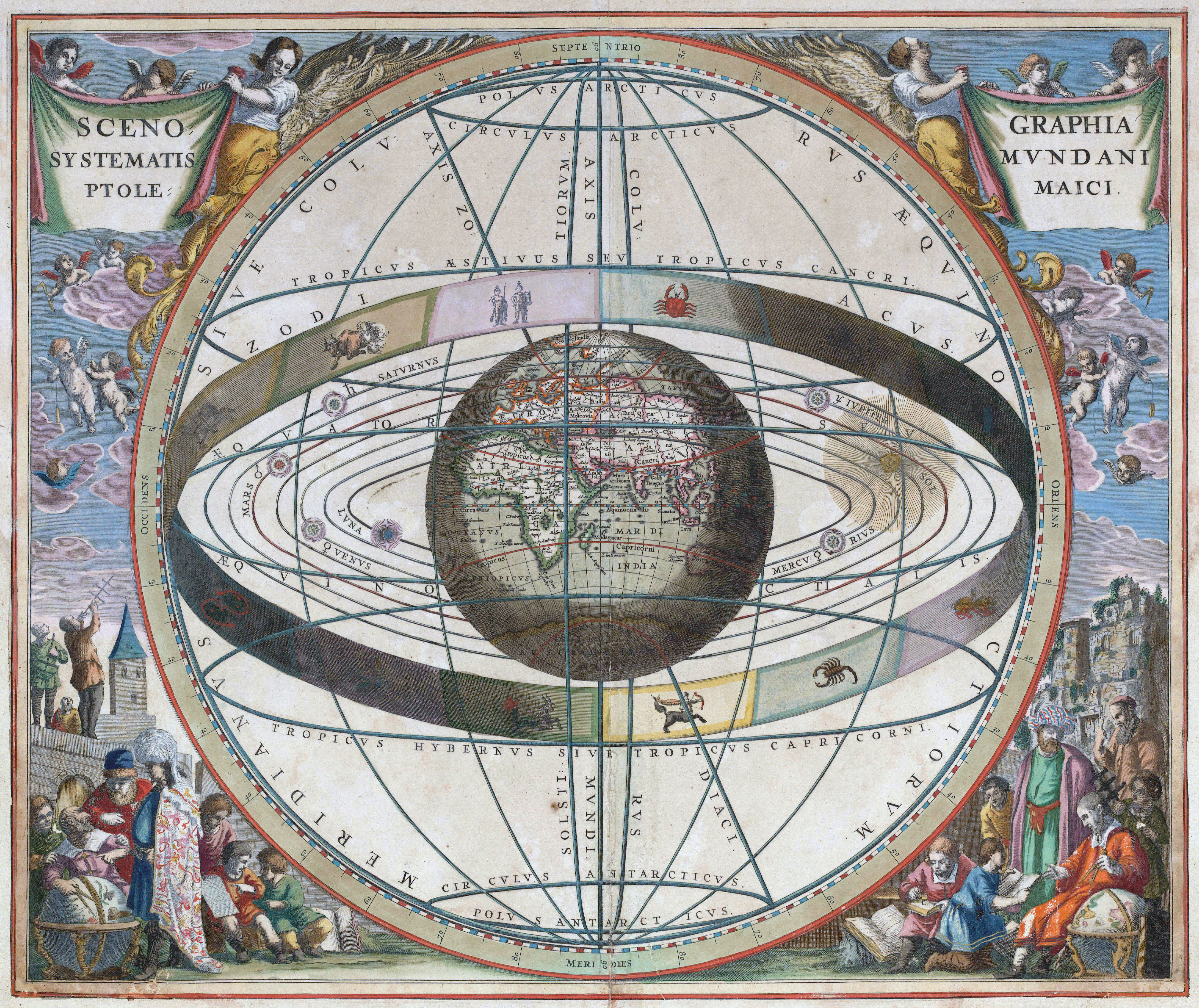
Geozentrisches Weltbild nach Ptolemäus (Andreas Cellarius, Harmonia Macrocosmica, 1660/61)

Melanchthon lehnte das heliozentrische Weltbild des Nikolaus Kopernikus ab, weil das geozentrische Weltbild der Bibel entspreche. Er war stark an der Verbesserung der Astronomie interessiert und sah den Weg dahin in der Rückkehr zu den antiken Quellen, in diesem Fall zu Claudius Ptolemäus, dessen Tetrabiblos er ins Lateinische übersetzte. Melanchthon vermied es, gegen Kopernikus zu polemisieren und machte stattdessen Aristarchos von Samos als Gegner aus.
Rheticus, einer der beiden Wittenberger Mathematikprofessoren, war indes von Kopernikus überzeugt. Als er 1542 von Wittenberg nach Nürnberg zog, um dort die Werke des Kopernikus drucken zu lassen, gab ihm Melanchthon ein Empfehlungsschreiben mit. Melanchthon selbst arbeitete Vorlesungen zur Naturlehre (Physik) aus, die 1549 auch als Lehrbuch gedruckt wurden. Darin diffamierte er Kopernikus, ohne ihn namentlich zu nennen:

„Aber hier haben einige, sei es aus Neuerungssucht, sei es um ihre geistigen Fähigkeiten unter Beweis zu stellen, die Behauptung aufgestellt, die Erde bewege sich, und sie bestehen darauf, daß weder die achte Sphäre noch die Sonne sich bewege. ... Diese Spielereien sind keineswegs neue Erfindungen. ... Auch wenn scharfsinnige Wissenschaftler vieles um der geistigen Übung willen untersuchen, so ist es dennoch nicht anständig, in aller Öffentlichkeit unsinnige Lehrmeinungen zu vertreten, und das Beispiel stiftet Schaden.“

Seit der Neuauflage von 1550 ließ Melanchthon das heliozentrische Weltbild immerhin als Denkmodell zu. Erasmus Reinhold, der zweite Wittenberger Mathematiker, erarbeitete seit 1544 Tabellen, die die Position der Planeten im Verhältnis zu den Fixsternen darstellten (Ephemeriden). Gemeinsam mit Caspar Peucer, Melanchthons Schwiegersohn und enger Mitarbeiter, entwickelte er die sogenannte „Wittenberger Deutung“, der sich schließlich auch Melanchthon anschloss: Die Frage der Erdbewegung tritt zurück zugunsten der Gleichförmigkeit der Kreisbewegung, und Kopernikus wurde insoweit rezipiert, als seine Berechnungen den Gleichförmigkeitsgrundsatz bestätigten. Auf diese Weise konnte man die praktischen Vorteile von Kopernikus’ De revolutionibus nutzen und dennoch, zumindest theoretisch, am geozentrischen Weltbild festhalten.
Melanchthon war von der Astrologie fasziniert, was sich in seinen Schriften spiegelt. Dabei war er sich mit Martin Luther uneinig, der jegliche nicht-biblische Prophetie (wie mantische Künste) und okkulte Wissenschaften als vom Teufel verursachte Wissenszweige ablehnte. Lynn Thorndike nahm 1941 an, dass Melanchthon einen Zirkel von Astrologen um sich scharte, die miteinander in Briefkontakt standen. Darunter sollen sich unter anderem Simon Grynaeus, Joachim Cureus, Johannes Carion, Hieronymus Wolf, Johannes Schöner sowie Melanchthons Schwiegersohn Peucer befunden haben. Tatsächlich standen zahlreiche deutsche Astrologen des späten 16. Jahrhunderts in Verbindung mit der Wittenberger Universität, die in ihrem Studienprogramm einen besonderen Schwerpunkt in Mathematik und Astrologie hatte. Melanchton dabei als zentral anzusehen, wäre aber wohl eine Überzeichnung.
Die angewandte Astrologie hatte Einfluss auf Melanchthons Lebensplanung. Besonders stark wirkte sich ein Horoskop aus, das der pfälzische Hofastrologe Johannes Virdung für ihn erstellt hatte: Der Weg nach Norden sei für ihn gefährlich, und ihm drohe ein Schiffbruch in der Ostsee. Konsequenterweise schlug Melanchthon alle Einladungen nach Dänemark und England aus, trotz der Möglichkeiten, die sich ihm dort geboten hätten.

### Theologie
Die Lutherbibel ist ein Gemeinschaftswerk, an dem Melanchthon großen Anteil hatte. Im Griechischen war er Luther weit überlegen, der bei ihm Unterricht nahm. Seine in Tübingen erworbenen Hebräischkenntnisse qualifizierten ihn für eine Vakanzvertretung des Wittenberger Hebräischlehrstuhls. Er erarbeitete die Übersetzung der im Neuen Testament vorkommenden Münzbezeichnungen durch die Namen zeitgenössischer, ihnen im Wert entsprechender Münzen und veröffentlichte 1529 eine Schrift über antike Maß- und Münzbezeichnungen. Melanchthon übersetzte in den Apokryphen wahrscheinlich das 1. Buch der Makkabäer.
Seine Schriften zur systematischen Theologie hat Melanchthon mehrfach überarbeitet; vorgestellt wird seine Theologie im Folgenden in ihrer ausgereiften Form, in der sie auch am meisten rezipiert wurde. Die Theologie ist nach Melanchthon so gewiss wie die Mathematik, gründet aber nicht auf Vernunft, sondern auf Offenbarung; der sachgemäße Weg zum Verständnis dieser Offenbarung geht über die Kenntnis der Sprachen, in denen sie vorliegt: Hebräisch und Griechisch. Auch die altkirchlichen Dogmen, zum Beispiel die Trinitätslehre, waren für Melanchthon aus der Bibel ableitbar. Das verteidigte er seit 1530 gegen die Antitrinitarier. Das zweckfreie Studium der Natur ermögliche Erkenntnis Gottes aus seiner Schöpfung (vgl. Natürliche Theologie), die freilich durch Offenbarung ergänzt werden muss. Gott habe den Menschen so erschaffen, dass er aus eigenem Willen Böses tun kann. Das ist Melanchthons Antwort auf das Theodizeeproblem. Der Mensch kann nicht aus eigenem freien Willen das Heil erreichen, aber er ist von Gott so geschaffen, dass er seine Zustimmung zum Heil verweigern kann: mit dieser Argumentation lehnte Melanchthon die von Calvinisten vertretene doppelte Prädestination ab.
In seiner Ethik unterscheidet Melanchthon Gesetz und Evangelium. Das im Dekalog zusammengefasste göttliche Moral- und Sittengesetz sei der Sache nach in verschiedenen Kulturen bekannt und ermögliche das Zusammenleben der menschlichen Gesellschaft. Dieser usus civilis betrifft Themenbereiche wie Arbeit, Eigentum, Autorität, Familie. Nicht nur äußerlich befolgt, sondern radikal verstanden decke das Gesetz die Zweifel und bösen Neigungen auf und überführe den Menschen somit im Gewissen seiner Sündhaftigkeit (usus theologicus oder elenchticus). Das Evangelium offenbare die Versöhnung des Menschen mit Gott, die durch Jesus Christus geschenkt wird; das Gesetz hingegen schenke dem Menschen nichts, sondern fordere Erfüllung seiner Gebote. Im Gegensatz zu Johannes Agricola und Matthias Flacius ordnet Melanchthon die Bußpredigt nicht dem Gesetz zu, sondern dem Evangelium. Der reuige Mensch müsse daher nicht verzweifeln; er empfange die Vergebung sola gratia. Das bleibt keine äußerliche Zusage: der Heilige Geist verhelfe dem Menschen dazu, sich die Versöhnung mit Gott vertrauensvoll anzueignen. Melanchthon definiert Rechtfertigung forensisch als ein Urteil Gottes, das gleichzeitig mit der vom Heiligen Geist bewirkten Erneuerung zu denken ist. So erneuert, könne der Mensch das Gesetz auf eine tiefere Weise verstehen (tertius usus legis).
Melanchthons Ekklesiologie weist den Gedanken ab, die wahre Kirche sei unsichtbar: Kirche ist die sichtbare „Versammlung aller Gläubigen …, bei denen das Evangelium rein gepredigt und die heiligen Sakramente laut dem Evangelium gereicht werden (congregatio sanctorum, in qua evangelium pure docetur et recte administrantur sacramenta).“ Die von Melanchthon geförderte Beschäftigung mit der Kirchengeschichte dient dem Nachweis, dass eine solche Kirche stets existierte. Bischöfliche Sukzession gehört nicht zu den Kennzeichen der Kirche, doch dem geistlichen Amt gebührt Respekt. In der Sakramentenlehre erhebt Melanchthon aus dem Neuen Testament drei Zeichen der Gnade: die Taufe (und zwar die Kindertaufe nach dem Brauch der frühen Kirche), das Abendmahl und die Absolution. Auch die Ordination zum Pfarramt kann Melanchthon als Sakrament bezeichnen. Die Firmung wird abgelehnt, die Konfirmation empfohlen. Im Abendmahl ist Christus nach Melanchthon wahrhaft gegenwärtig, aber er macht keine Angaben dazu, wie sich Christi Leib und Blut zu Brot und Wein der Feier verhalten. Zwischen einer Realpräsenz, wie sie unter anderem Joachim Westphal lehrte, und dem spiritualistischen Abendmahlsverständnis Johannes Calvins versuchte Melanchthon mit Martin Bucer einen Mittelweg zu halten. Die in der Wittenberger Konkordie gefundene Kompromissformel, Christus sei „mit Brot und Wein“ (cum pane et vino) gegenwärtig, trug er 1540 nachträglich in die Confessio Augustana ein (CA Variata).

### Rechtswissenschaft
Im Unterschied zu Luther interessierte sich Melanchthon für juristische Themen; man erkennt darin den Einfluss seines Mentors, des Juristen Johannes Reuchlin. In Wittenberg war er mit dem Juristen Hieronymus Schurff befreundet. Melanchthon vollzog Luthers Ablehnung des kanonischen Rechts mit. Dadurch wurde die Frage drängend, was z. B. im Eherecht, Prozessrecht und vielen anderen Bereichen an dessen Stelle treten könne. Nach einem kurzen biblizistischen Versuch mit dem Pentateuch als Rechtsquelle entschied sich Melanchthon für das römische Recht. Die Sammlung des Corpus iuris civilis komme als ratio scripta dem Naturrecht am nächsten. Aus der Nikomachischen Ethik (Aristoteles) leitete Melanchthon seine Aequitaslehre ab; die Milderung (mitigatio) des Gesetzes (ius strictum) entspreche der Barmherzigkeit Gottes. Bei Cicero fand Melanchthon die anthropozentrische und subjektivistische Akzentuierung, die für seine eigene Naturrechtslehre kennzeichnend ist. Er betonte also die stoische, rationale Herleitung gegenüber der aristotelischen Herleitung aus affektiven Neigungen des Menschen. Diese Fähigkeit, Gut und Böse zu unterscheiden, macht zusammen mit der Gotteserkenntnis und der Fähigkeit, mit dem Willen dem für gut Erkannten zu entsprechen, das Wesen der Gottebenbildlichkeit aus. Der Unterschied zur scholastischen Naturrechtslehre ist deutlich: „Das Naturrecht … wird ganz im subjektiven menschlichen Geist verankert. Die scholastische Ableitung des Naturgesetzes aus der lex aeterna wird in den Hintergrund gedrängt…, ebenso wie die … Begründung konkreter Naturgesetze von den natürlichen Neigungen … her.“

### Medizin

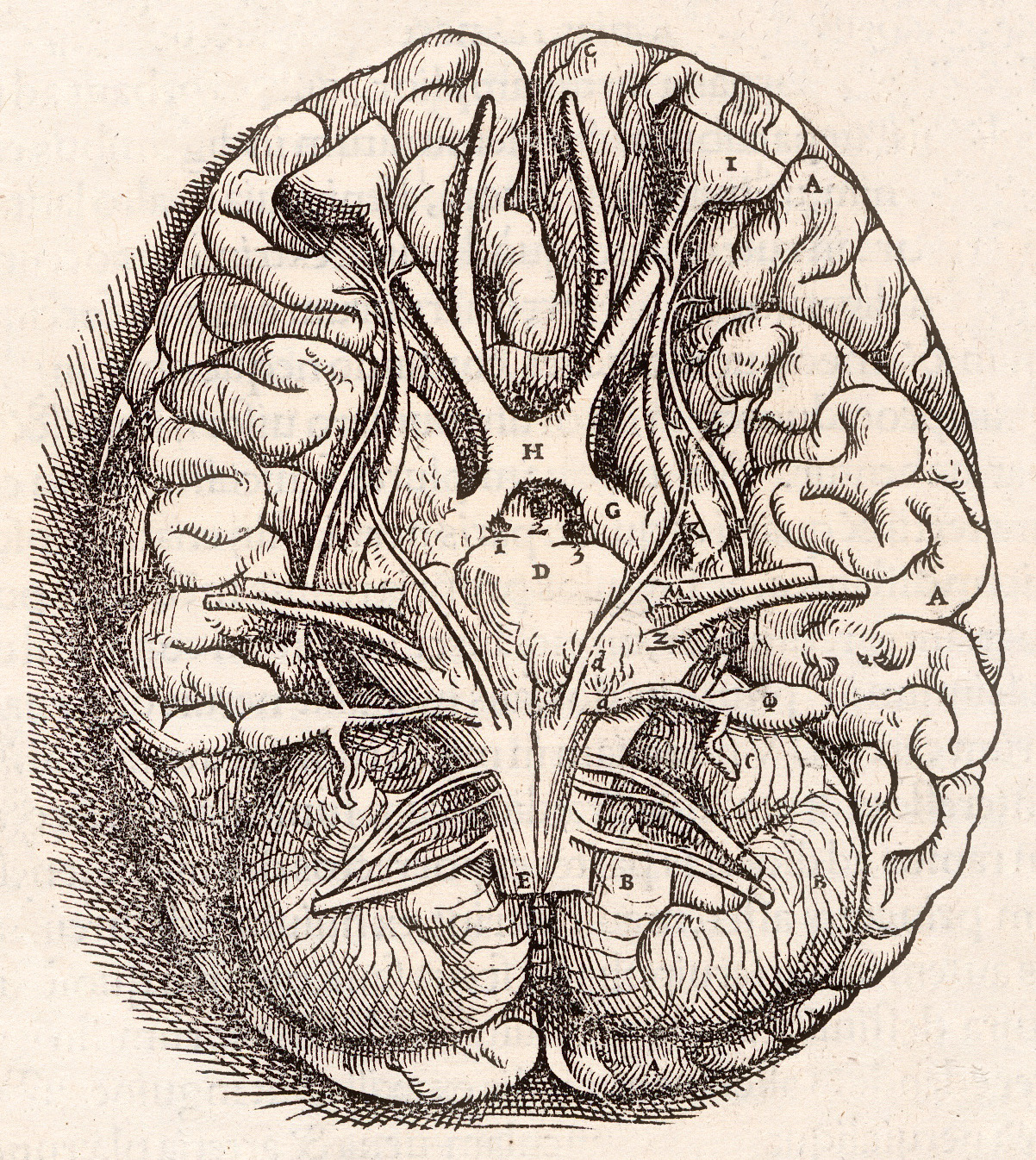
Hirnbasis in Vesalius’ Fabrica (1543)

Melanchthon vertrat eine Wiederbelebung der antiken griechischen Medizin und empfahl besonders die Schriften von Hippokrates und Galen. Er verstand Medizin vor allem als Buchwissenschaft und war misstrauisch gegenüber der reinen Empirik. Deshalb forderte er, die nicht-akademisch gebildeten Ärzte der Kontrolle universitär ausgebildeter Mediziner zu unterstellen. Über den praktischen Wert zur Behandlung von Krankheiten hinaus schätzte er die Medizin als Wissenschaft, die sich der Ordnung der Schöpfung widme. Sein vielgelesenes „Buch über die Seele“ (Liber de anima, 1552) ist für die Gattung ungewöhnlich, da mehr als die Hälfte des Textes Anatomie und Physiologie behandelt. Die Autorität ist Galen. Melanchthon besaß ein Exemplar von Andreas Vesalius’ De humani corporis fabrica und nutzte dessen durch Leichenschau gewonnene Erkenntnisse für Korrekturen. Er brachte den Leser zwar auf den neueren Kenntnisstand, ließ die Widersprüche zwischen Vesalius und Galen aber möglichst in den Hintergrund treten. Eine wichtige Korrektur betrifft das „netzförmige Geflecht“, das Galen an der Hirnbasis beschrieb, dessen Existenz „man“ (d. h. Vesalius) aber nun verneine.
Das Studium der menschlichen Anatomie versuchte Melanchthon für die Anthropologie nutzbar zu machen, indem er nach Galen den Verstand im Gehirn, die Affekte im Herzen und die Triebe in der Leber lokalisierte. Die vollkommene Harmonie sei durch den Sündenfall gestört, aber Gott wirke zur Rettung des Menschen mit dem Evangelium auf den Verstand und mit dem Heiligen Geist auf die Affekte ein. Der anatomisch Geschulte könne nachvollziehen, wie die Organe zusammenwirken und werde so in der Wahl der richtigen Lebensweise unterstützt, Frömmigkeit inbegriffen.

## Wirkungsgeschichte

### Vom 16. bis 18. Jahrhundert

#### Deutschsprachiges Luthertum

##### Melanchthon als Theologe
„Melanchthon wurde in der Vielgestaltigkeit seiner Rezeptionen ein wichtiger Faktor der theologischen Pluralisierung des Protestantismus.“ (Walter Sparn). Die in den 1570er Jahren in einem komplexen Diskussionsprozess ausgehandelte Konkordienformel war der Versuch, die innerlutherischen Streitigkeiten zu beenden; sie ist ein Kommentar bzw. eine Leseanleitung zu den älteren Bekenntnisschriften, darunter zwei Dokumente aus Melanchthons Feder: Confessio Augustana und Apologie. In der Vorrede nannte sie zustimmend Melanchthons Namen, aber inhaltlich ist das Dokument in vielen Themenbereichen eine Abkehr von Melanchthons Ansätzen: Anthropologie, Rechtfertigungslehre, Christologie, Ethik und Abendmahlslehre. Die Philippisten waren also unterlegen. Dass melanchthonisches Gedankengut gleichwohl erhalten blieb, etwa in der Willenslehre, war Martin Chemnitz und David Chyträus zu verdanken.
War das Melanchthonbild in weiten Teilen der altlutherischen Orthodoxie sehr kritisch, so setzte sich das im kirchlichen Pietismus nicht fort. Bei Philipp Jacob Spener, August Hermann Francke, Johann Albrecht Bengel wie auch Nikolaus Ludwig von Zinzendorf bereitete sich vielmehr das positive Melanchthonbild der Aufklärung vor. Der radikale Pietismus steigerte dagegen die orthodoxe Melanchthonkritik ins Extreme, mit einem Unterschied: War für die altlutherische Orthodoxie die Person Melanchthons das Problem, dessen Fehler die Kirche nur am Rande beschädigt hätten, so meinte Gottfried Arnold in der Unparteiischen Kirchen- und Ketzerhistorie (1700/1715), Melanchthon habe den Weg zu einer substanziellen Korruption der Kirche bereitet. Vorzuwerfen seien ihm die Rehabilitation der aristotelischen Philosophie, die Etablierung verpflichtender Bekenntnissätze und die Unterstellung der Kirche unter die Kontrolle der weltlichen Obrigkeit.
Die Wertschätzung Melanchthons kann geradezu als Kennzeichen aufklärerischer Theologie gelten. Johann Lorenz von Mosheim berief sich Mitte des 18. Jahrhunderts auf den „guten und milden“ Melanchthon; ebenso wie dieser sah er in der Kirchengeschichte eine Orientierungshilfe für die Gegenwart. Spätere Aufklärer schätzten Melanchthon vor allem als Ethiker, wobei ihre eigene Ethik freilich nicht melanchthonisch war.

##### Melanchthon als „Lehrer Deutschlands“ (Praeceptor Germaniae)
In Melanchthons Todesjahr 1560 erschien in Frankfurt am Main eine Gedichtsammlung zu seinen Ehren. Hier begegnet erstmals der Begriff Praeceptor Germaniae. Dieser verbreitete Titel Melanchthons ist irreführend, weil er die europaweiten Wirkungen, die von seinem Werk ausgingen, auf Deutschland einengt.
Melanchthon förderte den Griechischunterricht, aber anscheinend auf mittlerem Niveau; in seinem Schülerkreis ist kein bedeutender Gräzist zu finden. Die Loci-Methode Melanchthons veraltete bereits im ausgehenden 16. Jahrhundert, da der Ramismus nun als didaktisch überlegen galt. Die Universität Altdorf und die Universität Helmstedt, beide melanchthonisch geprägt, verboten den Ramismus, kehrten aber nicht etwa zu Melanchthons Loci zurück, sondern verwendeten die Methodologie des Paduaner Reformaristotelismus (Jacopo Zabarella). Dagegen wurde Melanchthons Rhetorik stärker rezipiert, und seine Naturphilosophie (Mathematik, Physik, Astronomie, Medizin) wurde von einem Schülerkreis weitergetragen, zu dem etwa Jakob Milich, Nikolaus Selnecker, Paul Eber, Caspar Peucer und Bartholomäus Schönborn gerechnet werden. Melanchthons Liber de anima wurde von den Wittenberger Statuten 1572 als anatomisch-medizinisches Lehrbuch vorgeschrieben, seine Seelenlehre wurde aber bereits um 1600 nicht mehr empfohlen, ebenso erging es den ethischen und politiktheoretischen Schriften. Man berief sich zwar auf Melanchthon, diskutierte aber Jean Bodin, Francisco Suárez oder Hugo Grotius. Als Samuel von Pufendorf 1672 das Naturrecht von dem Gedanken der Gottebenbildlichkeit und dem Dekalog ablöste, war Melanchthon verabschiedet, wie die Zeitgenossen bemerkten.

#### Lutherische Kirchen in Europa

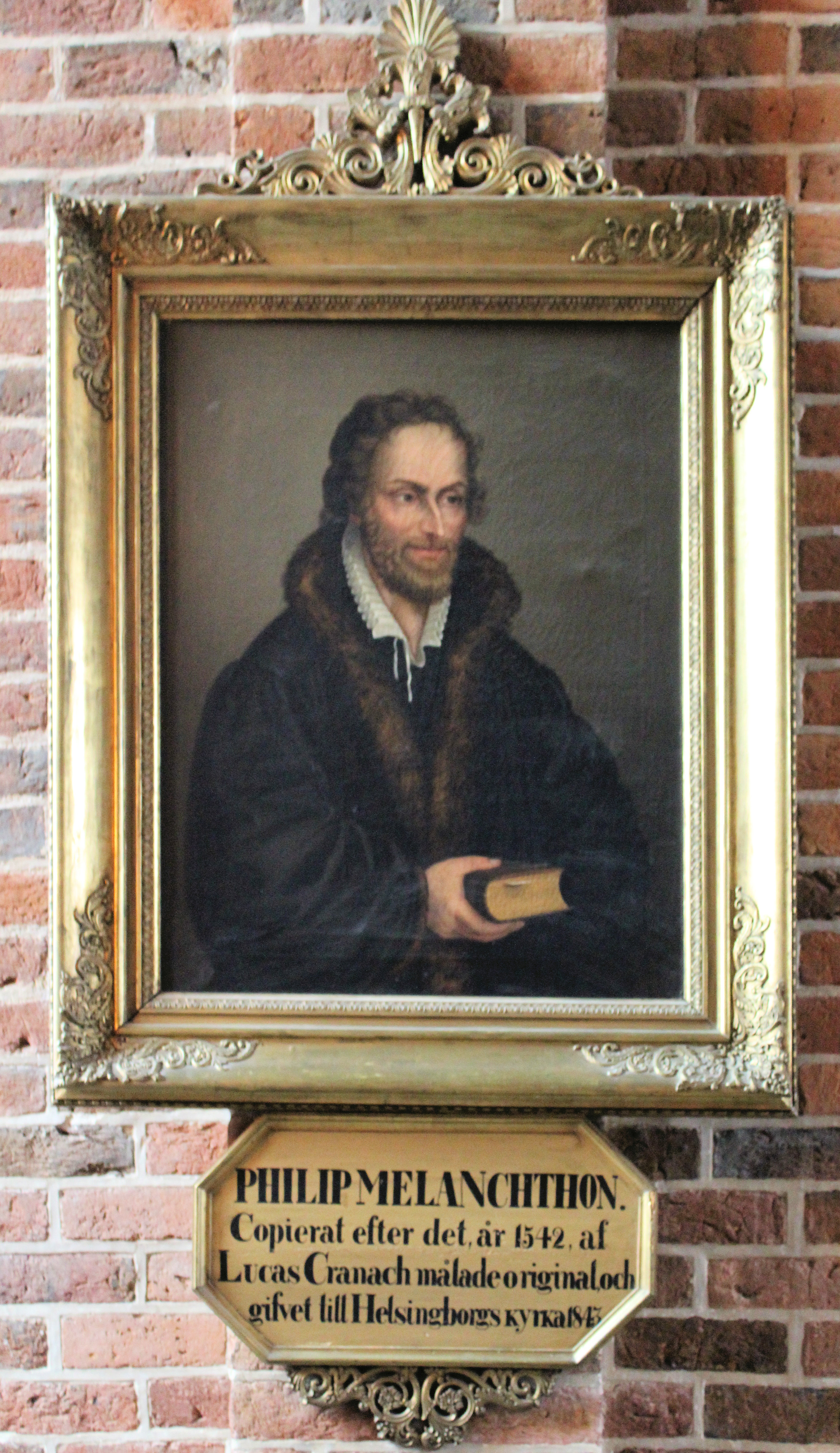
Melanchthonporträt in der Marienkirche Helsingborg, Kopie nach Cranach d. Ä.

Zahlreiche skandinavische Studenten waren in den 1520er und 1530er Jahren in Wittenberg immatrikuliert, die dann in ihren Herkunftsländern die lutherische Reformation verbreiteten. Der Melanchthonschüler Niels Hemmingsen hatte an der nach Wittenberger Vorbild betriebenen Universität Kopenhagen eine besondere Bedeutung für die Melanchthonrezeption im Königreich Dänemark. Eine entsprechende Universitätsreform gelang in Uppsala nicht, so dass schwedische und finnische Theologiestudenten weiterhin nach Wittenberg reisten, bis die Universität Rostock zum bevorzugten Studienort avancierte; hier wirkte der Melanchthonschüler David Chyträus.
Auch die bildungspolitischen Impulse Melanchthons wurden aufgenommen, so gründete Herluf Trolle die dänische Eliteschule Herlufsholm nach dem Vorbild von Schulpforta und Meißen. Georg Norman kam 1539 mit Empfehlungsbriefen von Luther und Melanchthon nach Stockholm und vermittelte Impulse des letzteren sowohl in die schwedische Kirche als auch in das Bildungssystem, z. B. Melanchthons Sächsische Schulordnung (1528) und die Loci communes, die seit 1558 auch in einer schwedischen Bearbeitung für die Pfarrerausbildung zur Verfügung standen. Besonders stark war Melanchthons Einfluss sowohl als Theologe wie auch als Humanist in Island. Beispielsweise schrieb Gísli Jónsson 1558 ein isländisches Lehrbuch für Pfarrer, das weitgehend auf den Loci communes beruhte, und das erste isländische Schulbuch überhaupt war eine lateinische Grammatik, die Melanchthons Grammatica latina adaptierte und bis ins 18. Jahrhundert die Basis für den Lateinunterricht bildete. In der zweiten Klasse war Melanchthons Lehrbuch der Logik durch die Schulordnung als Pflichtlektüre vorgeschrieben.
Die lutherische Reformation in Südosteuropa war ebenfalls von ihm geprägt. Die ungarischen Studenten in Wittenberg konnten in der Regel kein Deutsch, aber sehr gut Latein, weshalb sie bevorzugt bei Melanchthon wohnten. Matthias Dévai, der Reformator Ungarns, war Melanchthonschüler. Melanchthonschriften wurden in Ungarn häufig gedruckt, neben theologischen Werken auch seine griechische und lateinische Grammatik, eine Studienordnung und eine Gedichtsammlung.

#### Reformierte Kirchenfamilie
Es gab zwar rund hundert Schweizer Studenten in Wittenberg zu Melanchthons Lebzeiten, aber eine Verbreitung seiner Impulse durch diese Personen ist nicht dokumentiert. Dagegen wurden seine theologischen und pädagogischen Werke besonders in Basel gedruckt und beeinflussten Didaktik und Lehre bei Wolfgang Musculus in Bern, sowie Conrad Gesner, Ludwig Lavater und Rudolf Gwalter an der Universität Zürich. Die Schweizer Reformatoren Johannes Oekolampad in Basel, Heinrich Bullinger in Zürich und Johannes Calvin in Genf standen lange Zeit in Briefkontakt mit Melanchthon, weil man annahm, ihn für die eigenen Positionen gewinnen zu können. Diese Erwartungen wurden enttäuscht. Danach wandte sich die Schweizer reformierte Theologie schon im späten 16. Jahrhundert vor allem dem Werk der eigenen Reformatoren zu.
Da die Anhänger Johannes Calvins im Heiligen Römischen Reich bestrebt waren, sich unter den Schutz der Confessio Augustana zu stellen, war die Melanchthon-Rezeption hier besonders intensiv. In der Kurpfalz (Universität Heidelberg) schätzte man seine Luther und Calvin verbindende Theologie. Der Heidelberger Katechismus (1563) zeigt im Aufbau und in der Terminologie einen starken Einfluss Melanchthons:
- Dreiteilung: Von des Menschen Elend – Von des Menschen Erlösung – Von des Menschen Dankbarkeit
- Frage 1 („Was ist dein einziger Trost im Leben und im Sterben?“)
- Frage 21: Glaube als Erkenntnis und Vertrauen
- Frage 53: Teilhabe an Christus als Teilhabe an Christi Wohltaten

Melanchthonisch ist die Bundestheologie, welche die Heilszusage betont. Die Prädestination ist kein davon selbständiges Thema. Ein Hauptverfasser, Zacharias Ursinus, war Melanchthonschüler und seinem Lehrer stets eng verbunden. Der Heidelberger Katechismus erfuhr aber spätere Überarbeitungen, die stärker die Handschrift westeuropäischer, calvinistischer Flüchtlingsgemeinden tragen. Ihnen verdankt er seine dezidiert antitridentinische Profilierung (Frage 80: Die Messe ist eine „vermaledeite Abgötterei“) und Akzentverschiebungen in der Sakramentenlehre.
In den reformierten Niederlanden konnte man sich auf Melanchthon berufen, wenn man eine andere Prädestinationslehre als Calvin vertrat. Provinzsynoden billigten seine Auffassungen als gut reformiert, aber die Spannung zwischen ihnen und Calvins Lehre wurden immer stärker empfunden. Auf der Synode von Dordrecht (1618/19) beriefen sich die Remonstranten auf ihn; da sie unterlagen und ihre Lehre verurteilt wurde, war der Name Melanchthon danach in den Niederlanden negativ konnotiert, und die direkte Wirkung seiner Theologie brach ab.

### Vom 19. bis 21. Jahrhundert

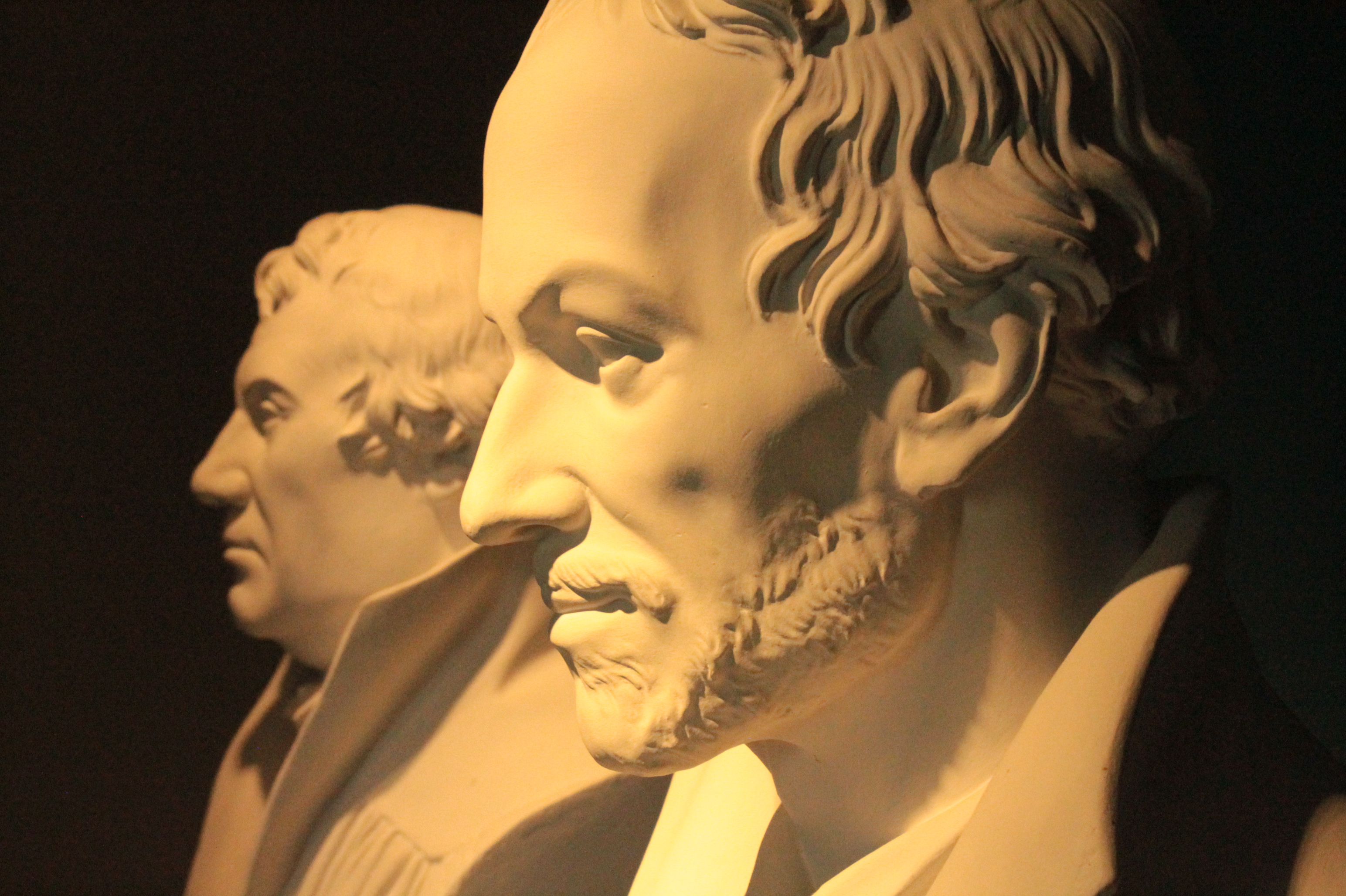
Büsten von Melanchthon und Luther, Johann Gottfried Schadow 1817 (Melanchthonhaus Wittenberg)

#### Evangelische Kirche in Deutschland
Vermittlungs- und Unionstheologen des 19. Jahrhunderts fanden bei Melanchthon Anknüpfungspunkte. Bei Friedrich Schleiermacher kam hinzu, dass er ähnlich wie der Wittenberger Universalgelehrte an der theologischen wie auch an der philosophischen Fakultät unterrichtete und Reformen von Schule und Universität förderte. Heinrich Heppe vertrat 1850 die Ansicht, Melanchthon habe neben dem Luthertum und dem Calvinismus einen dritten Konfessionstyp begründet, die deutsche evangelisch-reformierte Kirche.
Theologen der Lutherrenaissance waren fasziniert von Luthers Frühwerk, wie es seit 1908 neu in der Mitschrift der Römerbriefvorlesung zugänglich geworden war. Sie verglichen den alten Melanchthon zu seinem Nachteil mit dem jungen Luther; viel rezipiert wurde Karl Holls Urteil: „Melanchthon hat die lutherische Rechtfertigungslehre verdorben, indem er die Lehre von der göttlichen Alleinwirksamkeit abschwächte.“ Nach Karl Barths Verdikt in seiner Göttinger Calvin-Vorlesung 1922, die Loci Melanchthons seien ein „Trümmerhaufen“, fand in der Dialektischen Theologie keine eingehendere Beschäftigung mit Melanchthon statt. Die beiden Hauptströmungen der deutschen evangelischen Theologie im frühen 20. Jahrhundert werteten Melanchthon folglich ab. Nach 1945 gab es, so Thomas Kaufmann, ein erneutes Interesse an humanistisch geprägten Reformatoren: „Humanismus – das verhieß Toleranz und Europäizität, Affinität zum ‚Westen‘ und Abkehr von ‚lutherdeutscher‘ Enge und signalisierte ökumenische Gesprächsbereitschaft.“ Auf Melanchthon bezogen, wird dieser Neuaufbruch in der Gedenkrede deutlich, die Wolfgang Trillhaas anlässlich des 450. Geburtstags Melanchthons am 19. Februar 1947 in Göttingen hielt: Zwar sei Melanchthon oft mehr reproduzierend als originell und referiere das „reformatorische Grunderlebnis“ in den Loci nur, wenn auch in genialer Weise. Aber er habe sich der großen Aufgabe der „Synthese von Humanum und Christianum“ gestellt.
Die innerprotestantische Ökumene verdankte Melanchthon in der zweiten Hälfte des 20. Jahrhunderts einen wichtigen Impuls: Seine Formel, Christus sei „mit Brot und Wein“ (cum pane et vino) im Abendmahl gegenwärtig, erwies sich nun als produktiv für das ökumenische Gespräch zwischen Lutheranern und Reformierten und wurde sowohl in den Arnoldshainer Abendmahlsthesen (1957) als auch in der Leuenberger Konkordie (1973) rezipiert.
Einen Popularitätsschub brachte der 500. Geburtstag 1997, was auch Stefan Rhein zu verdanken ist, damals Kustos des Melanchthonhauses in Bretten. Unter den Neuerscheinungen dieses Jubiläumsjahrs ist die Biografie des Reformators hervorzuheben, die der Gründer und Leiter der Melanchthon-Forschungsstelle in Heidelberg, Heinz Scheible, vorlegte. Als Herausgeber von Melanchthons umfangreichem Briefwechsel mit diesem Quellencorpus besonders vertraut, schildert Scheible die Ereignisse, in die Melanchthon involviert war, aus dessen Perspektive; das ist neu. Die Konzentration auf den Theologen Melanchthon bedingt, dass andere Aspekte seines vielseitigen Lebenswerks knapper behandelt werden. Scheible verzichtet außerdem auf eine Gesamtwürdigung der Persönlichkeit und ihre Einordnung in die Reformationsgeschichte.
Die 2004 mit Unterstützung der Stadt Bretten und der Badischen Landeskirche gegründete Europäische Melanchthon-Akademie Bretten widmet sich der Reformations- und Frühneuzeitforschung sowie dem interkonfessionellen und interreligiösen Dialog der Gegenwart.

#### Römisch-katholische Kirche
Bis in die 1960er konzentrierte sich die katholische Forschung zur Reformationsgeschichte auf Martin Luther; Melanchthon erschien als wenig interessante Nebenfigur. Für Ignaz von Döllinger entwerteten die Unredlichkeit, die er Melanchthon zuschrieb, und seine humanistische Irenik das ökumenische Potential seiner Kompromissbemühungen. Joseph Lortz stellte dem irrational-gläubigen Luther den pädagogisch-moralistischen Melanchthon gegenüber. Indem er das Überschäumende und Widersprüchliche des lutherischen Denkens in ein dogmatisches System gebracht habe, habe er diesem zugleich viel von seiner Kraft entzogen.
Ein neuer Impuls für die katholische Forschung ging von zwei Seminaren Joseph Ratzingers über die Confessio Augustana 1958/59 in Freising und 1960/61 in Bonn aus. Denn mit der Bekenntnisschrift rückte auch deren Hauptverfasser in den Blick. Die Dissertation Vinzenz Pfnürs über die Rechtfertigungslehre der Confessio Augustana (1970) ermöglichte eine neue Sicht auf Melanchthon: Dieser habe Einseitigkeiten der reformatorischen Frühphase in dem Maße korrigiert, wie sich problematische Konsequenzen daraus zeigten, sei dabei aber in Kontinuität mit Luthers Theologie geblieben. Siegfried Wiedenhofer, wie Pfnür ein akademischer Schüler Ratzingers, trug zum katholischen Melanchthonbild eine neue Analyse des Humanismus bei. Er stehe in einem biblischen, patristischen, monastischen und mystischen Traditionsstrom, und insofern sei er gerade als Humanist mit dem katholischen Erbe verbunden.

## Bilder von Melanchthon

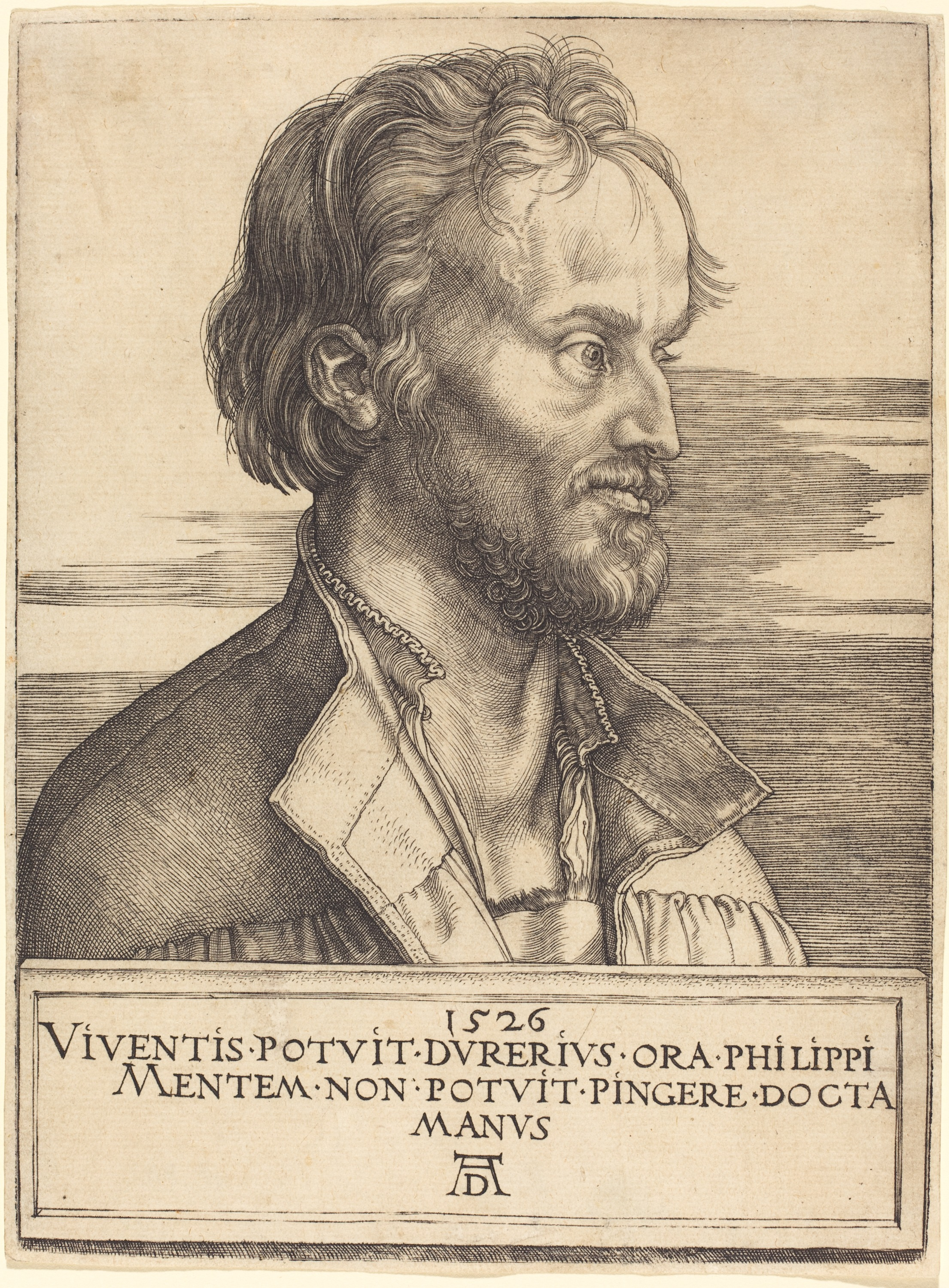
Albrecht Dürer, 1526
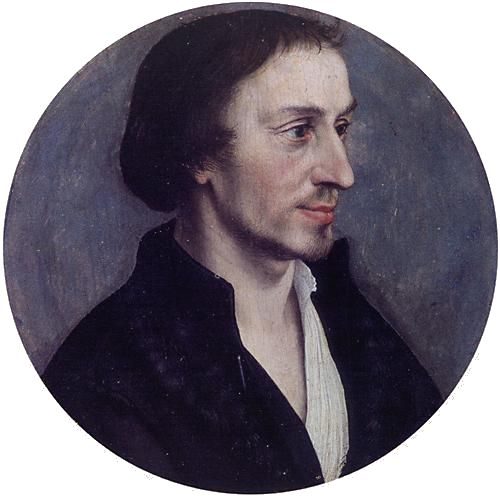
Hans Holbein d. J., um 1535
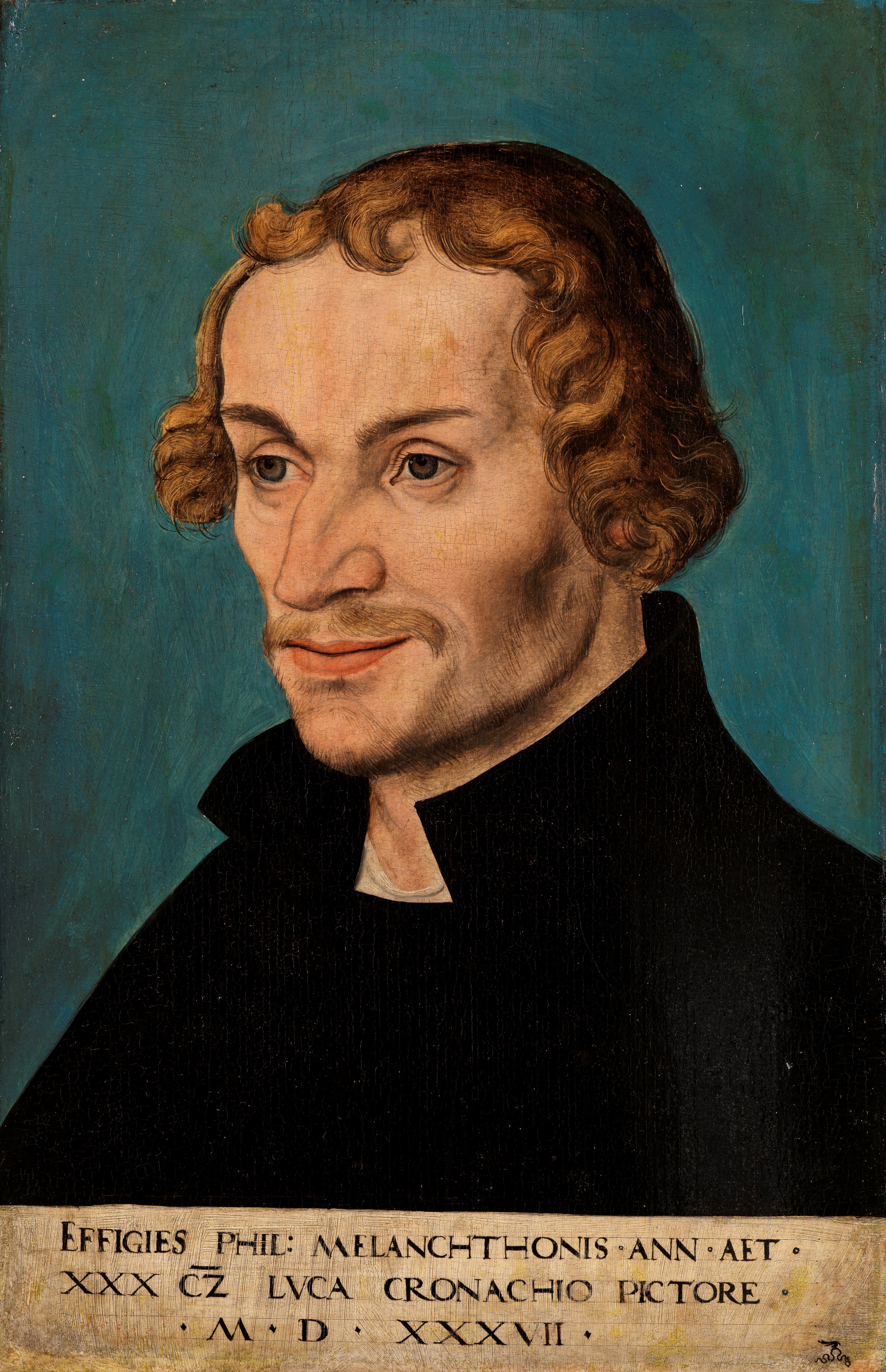
Lucas Cranach d. Ä, 1537
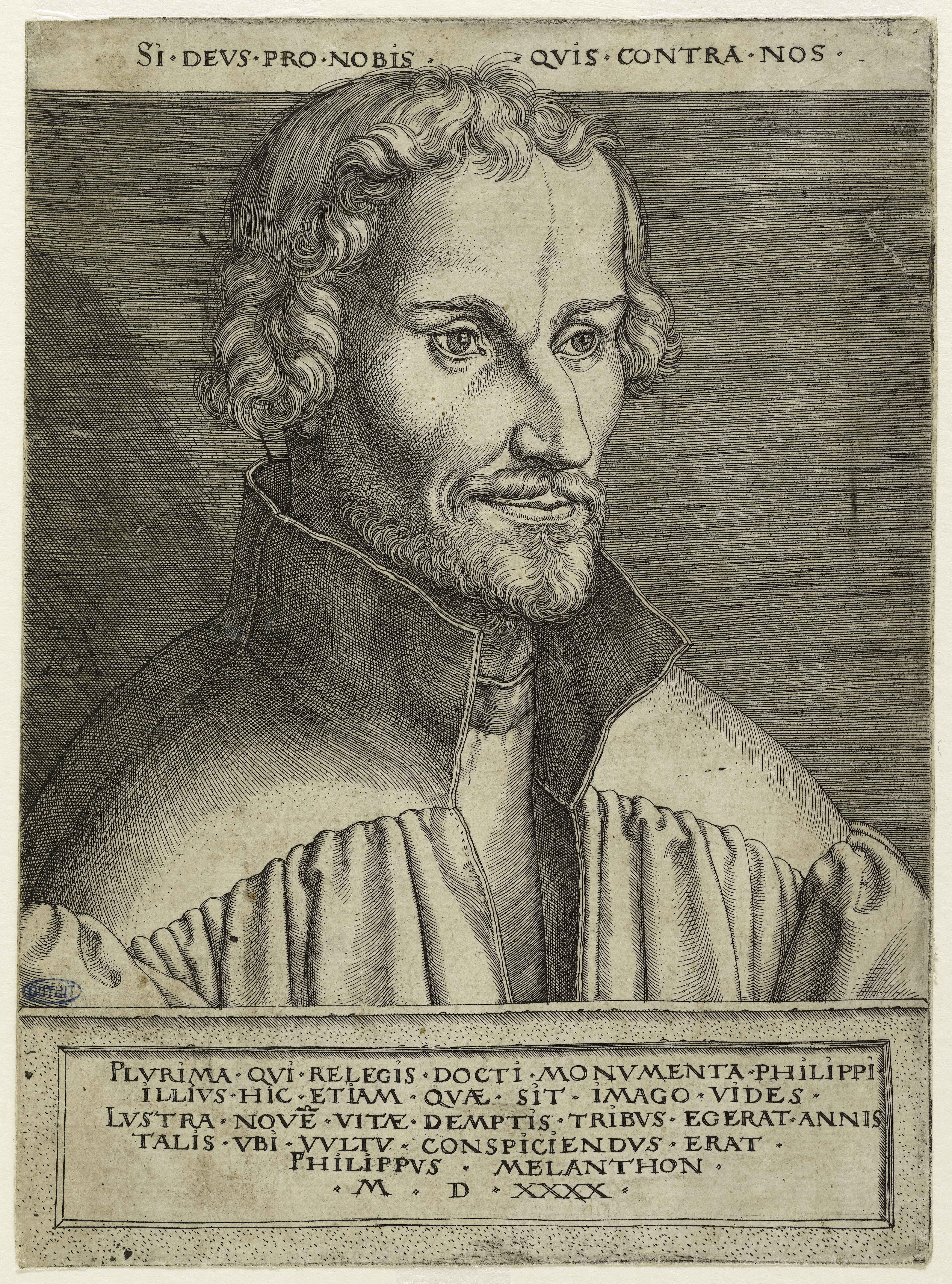
Heinrich Aldegrever, 1540
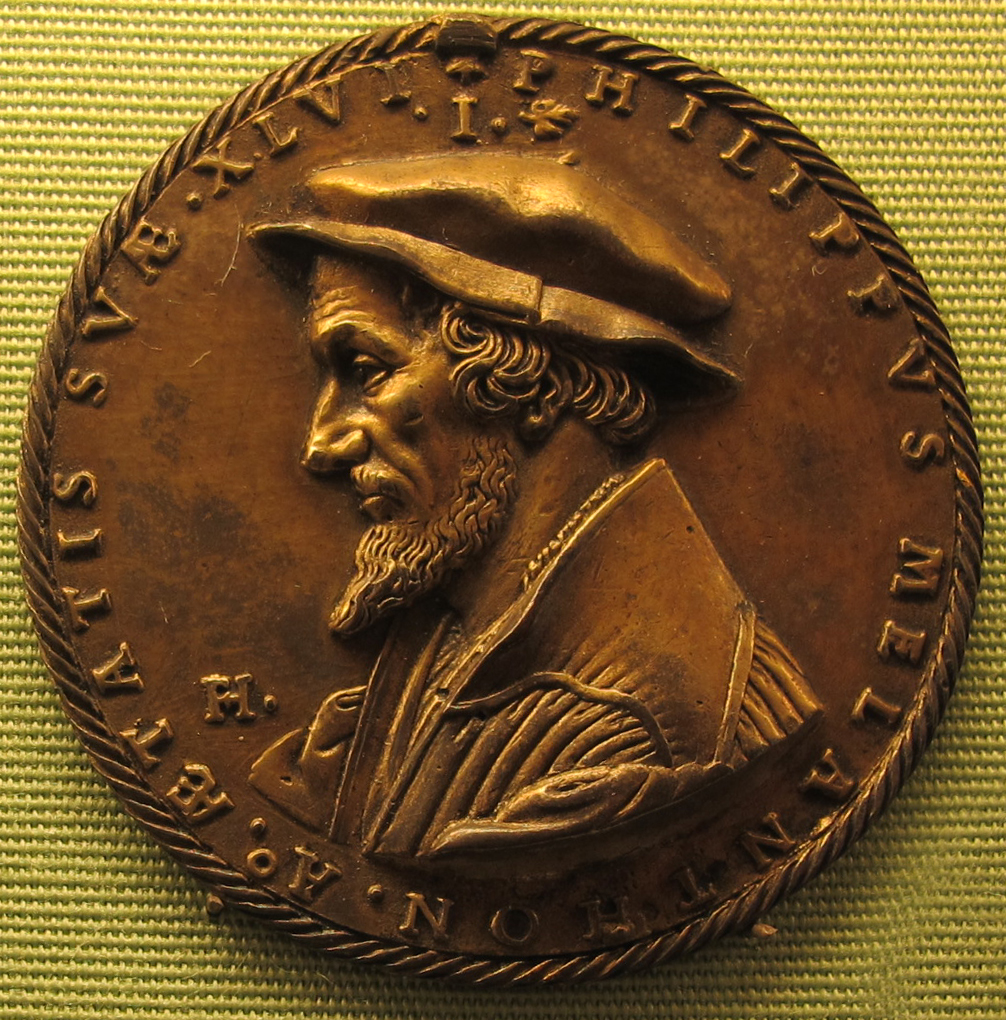
Friedrich Hagenauer, 1543
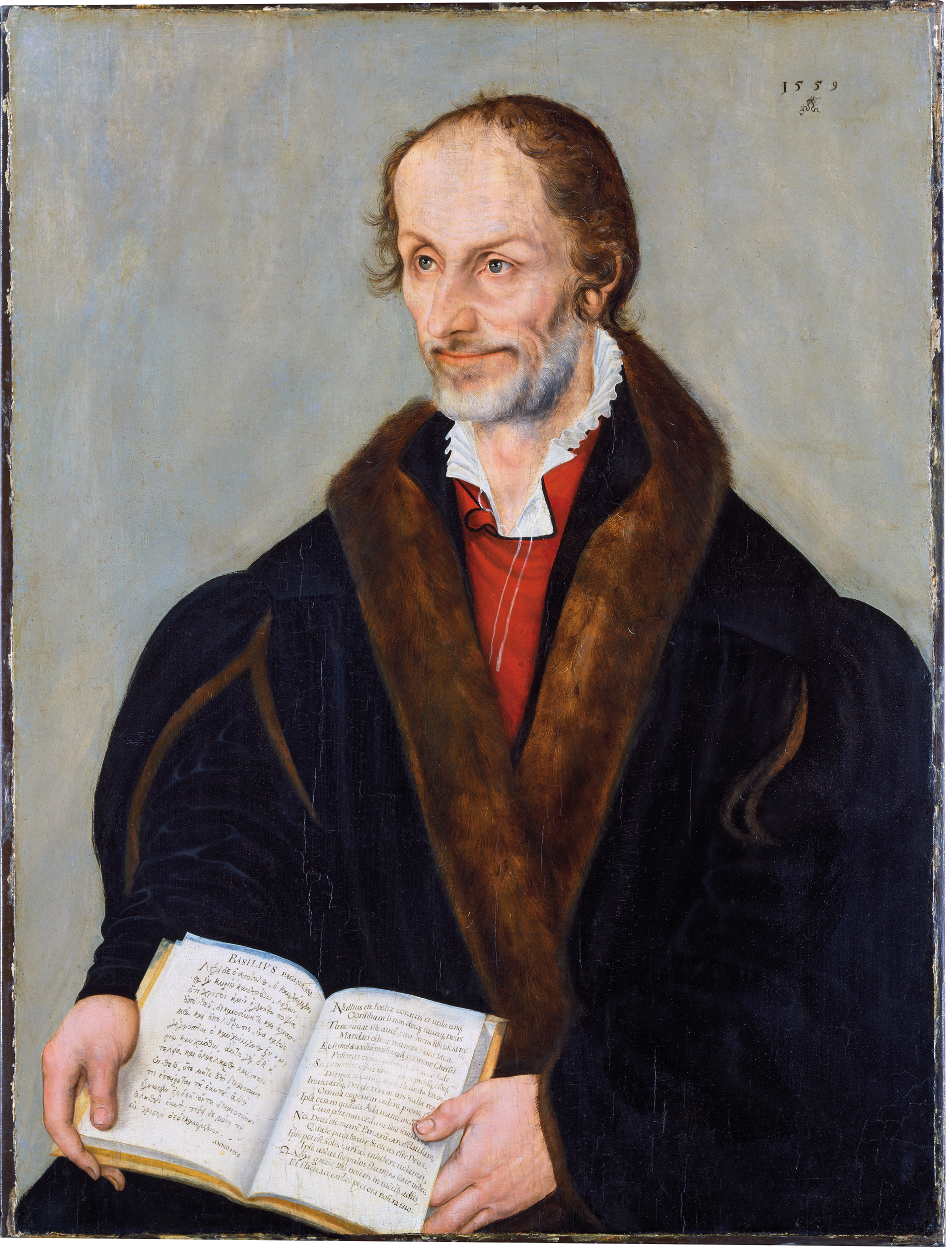
Lucas Cranach d. J., 1559
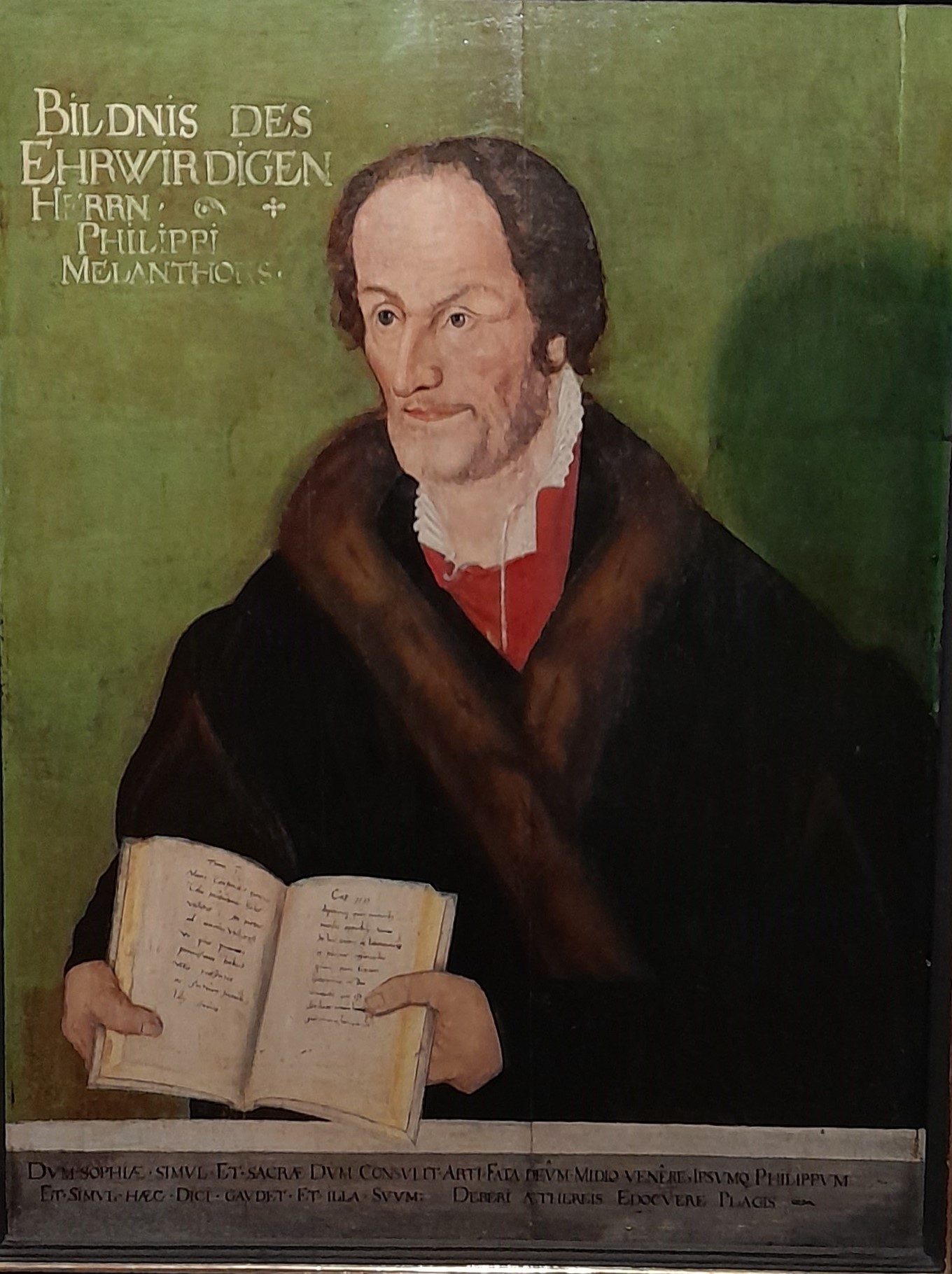
Werkstatt Lucas Cranach d. J., 1550/1600

Bei Melanchthons Aufenthalt 1526 in Nürnberg fertigte Albrecht Dürer eine Silberstiftzeichnung mit dem Porträt des Reformators an. Der aufgrund dieser Zeichnung geschaffene Kupferstich (Foto) trägt die lateinische Unterschrift: „Das Antlitz des gelehrten Philipp, nicht seine Geistseele vermochte Dürer mit gelehrter Hand zu malen.“ Die Form der Darstellung nimmt Konventionen antiker Grabkultur auf und verweist so auf einen humanistischen Kontext: Schulterstück, Dreiviertelprofil nach rechts, unter freiem Himmel mit einer Steintafel im Vordergrund. Die Unterschrift ist als paradoxes Künstlerlob zu verstehen. Sie parallelisiert Dürers „gelehrte Hand“ mit Melanchthons gelehrtem Geist und eröffnet dem Betrachter so die Möglichkeit, „die memoria des Dargestellten in Gestalt und Tätigkeit wie auch die implizite des Künstlers in der dauerhaft lebendigen Präsenz Melanchthons im Bild mit jedem Akt der Anschauung zu erneuern.“ Dürers Bildfindung wurde von den Zeitgenossen sehr gelobt; das Blatt mit Melanchthons Porträt war in humanistischen Kreisen eine beliebte Freundschaftsgabe.
Ein Kupferstich des Monogrammisten I.B. (wahrscheinlich Georg Pencz) zeigt 1530 ein Brustbild Melanchthons im Dreiviertelprofil nach rechts blickend mit geöffneter Schaube und schräg sitzendem, breitkrempigen Hut. Auch hier ist anzunehmen, dass eine Studie nach dem Leben verwendet wurde. Eine Inschriftenkartusche mit dem lateinischen Motto Röm 8,31  kennzeichnet Melanchthon als Reformator, und indem der gleiche Kupferstecher ein nach links blickendes Lutherporträt schuf, nahm er die Reformatoren-Doppelbildnisse vorweg, zu denen die Cranachwerkstatt erst später gelangte.
Hans Holbein der Jüngere fertigte das Kapselbildnis Melanchthons (heute Niedersächsisches Landesmuseum Hannover) um 1535 wohl für einen englischen Auftraggeber an. Es bezieht sich auf Dürers Kupferstich, nimmt aber Farbe zur Hilfe, um sowohl die äußere Erscheinung als auch die Gedankenwelt Melanchthons zu visualisieren. Da Holbein und Melanchthon sich nie begegneten, nutzte Holbein offenbar Melanchthonbildnisse anderer Künstler als Vorlage. Als im Londoner Kensington-Palast im 18. Jahrhundert eine Gruppe von Holbeinzeichnungen aufgefunden wurde, trug jemand nachträglich auf dem Bildnis eines jungen Mannes mit Barett den Namen Melanchthon ein. Auch die Gesichtszüge dieses Mannes wurden in den Melanchthon-Bildnissen des 18./19. Jahrhundert rezipiert, beispielsweise in einer Radierung von Richard Dalton.
Melanchthonbildnisse der Cranachwerkstatt sind erst ab 1532 bekannt. Die Tafelgemälde folgen verschiedenen Typen. Melanchthon ist in schwarzer Schaube, also in der Tracht des Professors, zu sehen, zunächst barhäuptig, in den 1540er Jahren dann mit Barett. In den Händen hält er manchmal eine Schriftrolle (die Confessio Augustana) oder ein offenes Buch. Der alte Melanchthon ist dadurch gekennzeichnet, dass der Spitzbart zum Vollbart geworden ist und er nun ein weißes Hemd, rotes Wams und darüber die offene, manchmal pelzverbrämte Schaube trägt. Wohl alle diese in Serie gefertigten Gemälde waren als Doppelporträts mit einem Lutherbild verbunden.

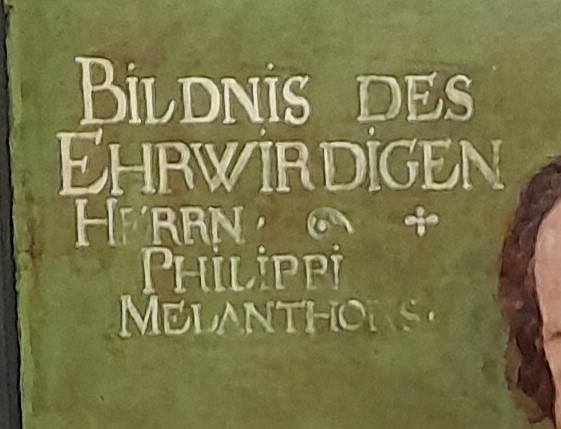
Titelinschrift des Greifswalder „Bildnis Philipp Melanchthons“ von 1550/1600

Eine Vielzahl an Melanchthonbildnissen der Cranachwerkstatt weisen Gemeinsamkeiten in der Darstellungsweise auf. So gleichen sich beispielsweise das Gemälde Cranachs des Jüngeren aus dem Jahr 1559 im Städelschen Kunstinstitut in Frankfurt und die Version von 1550/1600 aus dem Pommerschen Landesmuseum in Greifswald in der Darstellungsweise Melanchthons. Dieser ist als halbfiguriges Einzelporträt in nach links gewandter Körperhaltung wiedergegeben. Er trägt eine dunkle Gelehrtenschaube mit Pelzbesatz, deren angedeutetes Gewicht die schmächtige Figur des Reformators hervorscheinen lässt. Unter der Schaube trägt Melanchthon ein rotes Hemd mit offenem weißen Spitzkragen. Beide Gemälde zeigen sein Gesicht im Dreiviertelprofil, das braune Haar, welches seine Stirn nicht bedeckt, die dünnen Augenbrauen und markanten Gesichtszüge. So sind seine stark ausgebildete Nase, hohe Stirn und weit geöffneten Augen deutlich erkennbar. Während Melanchthon im Greifswalder Gemälde einen weniger vollen Bart aufweist, als bei der Frankfurter Version, sind beide gleichermaßen ergraut dargestellt. Dennoch sind Unterschiede erkennbar. So zeigt das Frankfurter Gemälde Melanchthon vor einem hellgrauen Hintergrund, in der Greifswalder Version ist dieser hingegen grün und lässt links hinter dem Reformator einen Schlagschatten erkennen. Den deutlichsten Unterschied zwischen beiden Gemälden machen die Inschriften aus. Im Gegensatz zum Greifswalder Gemälde ist in Frankfurt die Signatur Cranachs des Jüngeren mit dem Schlangenemblem mit gesenkten Flügeln und der darüber platzierten Datierung in der oberen rechten Bildecke sichtbar. Die Greifswalder Version weist hingegen links neben dem Kopf des Reformators eine deutschsprachige sowie eine lateinische Inschrift vor. Diese erscheint wie in die steinern wirkende Balustrade am unteren Rand des Gemäldes eingemeißelt und lautet folgendermaßen:
DVM ˑ SOPHIAE ˑ SIMVL ˑ ET ˑ SACRAE ˑ DVM ˑ CONSVLIT ˑ ARTI ˑET ˑ SIMVL ˑ HAEC ˑ DICI ˑ GAVDET ˑ ET ˑ ILLA ˑ SVVM ˑFATA ˑ DEVVM ˑ MIDIO ˑ VENERE, IPSVMQVE PHILIPPVM /DEBERI AETHEREIS ˑ EDOCVERE ˑ PLAGIS

Solange er sich zugleich um die Philosophie und um die Theologie kümmerte, freute sich diese und zugleich jene, sein genannt zu werden. Doch mittendrin kamen die Schicksalssprüche der Götter und belehrten ihn, dass selbst ein Philipp den himmlischen Gefilden geweiht (sterblich) ist.

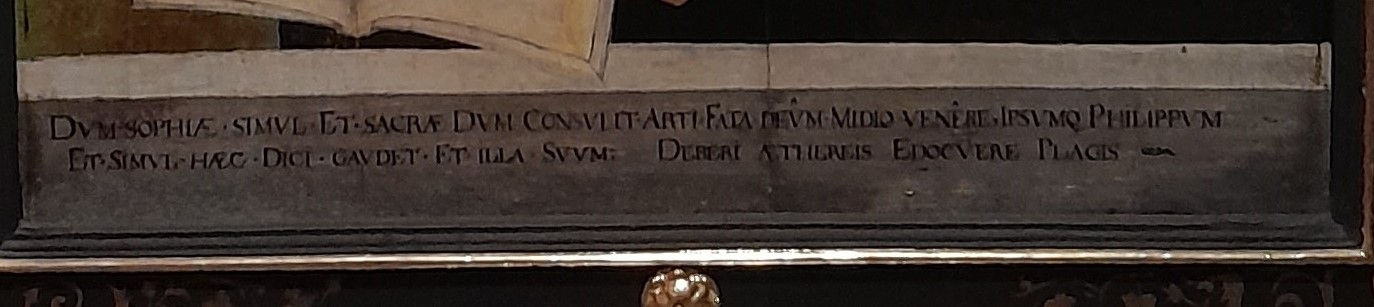
Balustradeninschrift des Greifswalder Melanchthonbildnisses

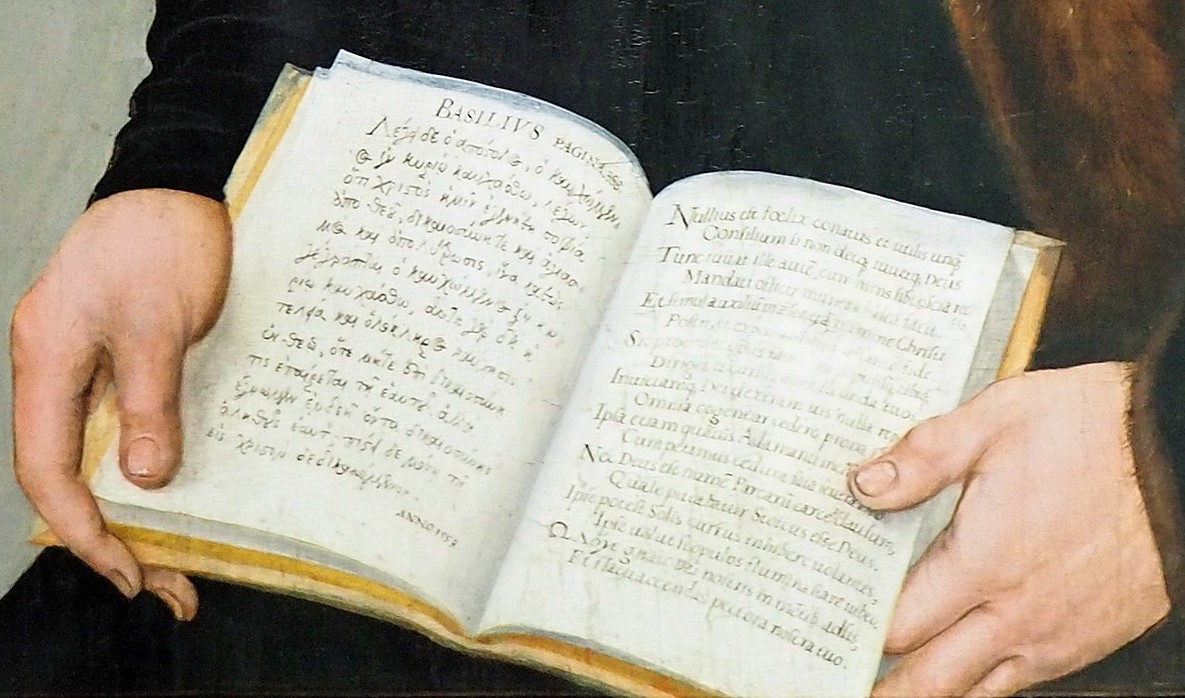
Buchinschrift im Frankfurter Gemälde von 1559

Ein weiterer auffälliger Unterschied zwischen beiden Gemälden liegt in den Schrifttexten des aufgeschlagenen Buchs in Melanchthons Händen, welches dem Betrachter zur Lektüre gehalten wird. Im Gemälde von 1559 lässt sich auf der linken Buchseite eine Passage aus der Predigt des Kirchenvaters Basilius des Großen über 1. Korinther 1,30 in griechischer Sprache erkennen, die häufig von Melanchthon zitiert worden sein soll. Der Altphilologe Stefan Rhein weist darauf hin, dass das hier das „reformatorische Prinzip des sola fide vorformuliert“ und somit die alleinige Rechtfertigung durch den Glauben betont wird. In der Übersetzung lautet die Inschrift folgendermaßen:
BASILIVS PAGINA. 388
Es sagt aber der Apostel: Wer sich rühmt, soll sich im Herrn rühmen, indem er sagt, dass Christus uns wurde Weisheit von Gott, Gerechtigkeit und Heiligung und Versöhnung, damit, wie geschrieben steht, wer sich rühmt, sich im Herrn rühme. Denn dies ist das vollkommene und vollständige Rühmen in Gott, wenn sich jemand nicht wegen seiner eigenen Gerechtigkeit erhebt, sondern wir erkennen, dass er der wahren Gerechtigkeit bedürftig ist, indem er allein durch den Glauben an Christus gerechtfertigt worden ist.

ANNO 1559
Auf der gegenüberliegenden Seite sind Verse, die von Melanchthon selbst stammen, in lateinischer Sprache lesbar:

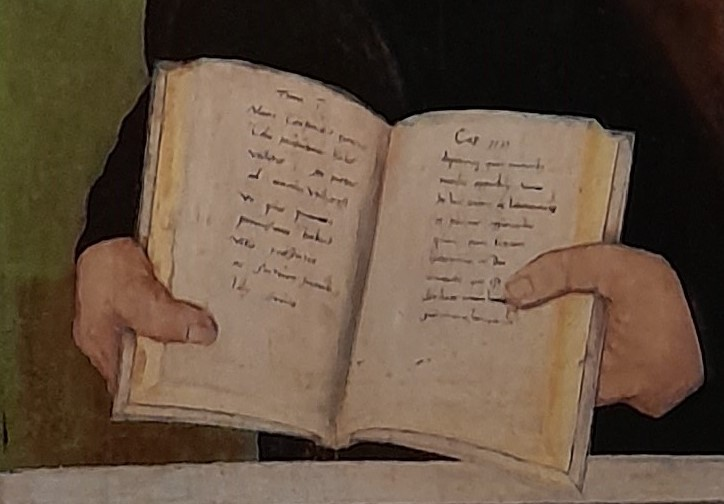
Buchinschrift im Greifswalder Gemälde von 1550/1600

Nullius est foelix conatus et utilis unq[uam]

Consilium si non detq[ue] iuvetq[ue] Deus

Tunc iuvat ille aute[m], cum mens sibi [con]sciarecti,

Mandati officij munera iusta facit.

Et simul auxiliu[m] praesenti a numine Christi

Poscit, et expectat non dubitante fide.

Sic procedet opus faustum populisq[ue] tibiq[ue]

Diriget et cursus aura secunda tuos.

Invictamq[ue] Dei dextram vis nulla rep[ellet]

Omnia cogentur cedere prona D[eo]

Ipsa etiam qua[m]vis Adamanti incis[a feruntur]

Cum petimus cedunt fata severa Deo.

Nec Deus est nume[n] Parcaru[m] carcere clausum,

Quale putabatur Stoicus esse Deus.

Ipse potest Solis currus inhibere volantes,

lpse velut scopulos flumina stare iubet.

Ω Λόγε gnate Dei nostris in me[n]tib[us] adsis,

Et flatu accendas pectora nostra tuo.

Die neun lateinischen Distichen thematisieren den Beistand Gottes für die menschlichen Geschicke. Zudem scheint es so, als wolle der Reformator mit seiner linken Hand bereits zur nächsten Seite umblättern, was bei der Greifswalder Version nicht dargestellt ist. Aber auch im Gemälde der Cranachwerkstatt sind lateinische Verse abgebildet, welche ein Zitat aus dem ersten Timotheusbrief des Paulus darstellen. Diese entstammen der Übersetzung des Neuen Testaments durch Erasmus von Rotterdam, welche allerdings von Melanchthon und weiteren Gelehrten der Zeit nicht rezipiert wurde. Sie betonen die Bedeutung der Frömmigkeit und erstrecken sich über beide Seiten des Buches. Dort heißt es:
Timo I // Cap IIII // Nam Corporalis exerci=/Calio paululum habet / vtilitis, At pietas / ad omnia vtilis est / vt quae / promisiones habeat / vitae praesentis / ac futura Jnaubi=/lal(us) Sermo // dignucq(ue) qui omnib(us) / modis approbilj / Jn hoc enim oelaboramus / et probris afficimur / quo[d s]pem fixam / habe[a]mus in Deo / vivente qui est / Servato[r] / omnium hominum

Denn körperliche Ertüchtigung nützt wenig, die Frömmigkeit jedoch ist nützlich zu allem, so dass ihr das gegenwärtige und das zukünftige Leben verheißen ist. (Dies ist) ein unzweifelhaftes Wort und würdig, dass es auf jede Weise gutgeheißen wird. Dafür nämlich strengen wir uns an und werden mit Schmähworten bedacht, weil wir die feste Hoffnung auf den lebendigen Gott haben, der der Retter aller Menschen ist.
Heinrich Aldegrevers Kupferstich von 1540 stellt Melanchthon als humanistischen Gelehrten im Brustbildformat dar; auch Aldegrever und Melanchthon sind sich nicht begegnet. Melanchthon ist hinter einer Brüstung zu sehen, deren lateinische Inschrift übersetzt lautet: „Du, welcher die zahlreichen Werke des Gelehrten Philippus liest, siehst hier auch, wie er aussieht. 42 Jahre war er alt, als er so anzuschauen war. Philippus Melanchthon 1540.“
Bei Melanchthons Aufenthalt in Köln 1543 fertigte Friedrich Hagenauer zwei hochwertige Medaillenporträts an. Sie zeigen den Reformator im Profil nach links gewandt. Auf der Rückseite liest man einen Psalmvers (Ps 37,37 ). Reformationsjubiläen boten seit dem 18. Jahrhundert Anlässe, Melanchthonmedaillen nach Hagenauers Vorbild zu prägen.

## Melanchthon-Gedenken seit dem 19. Jahrhundert

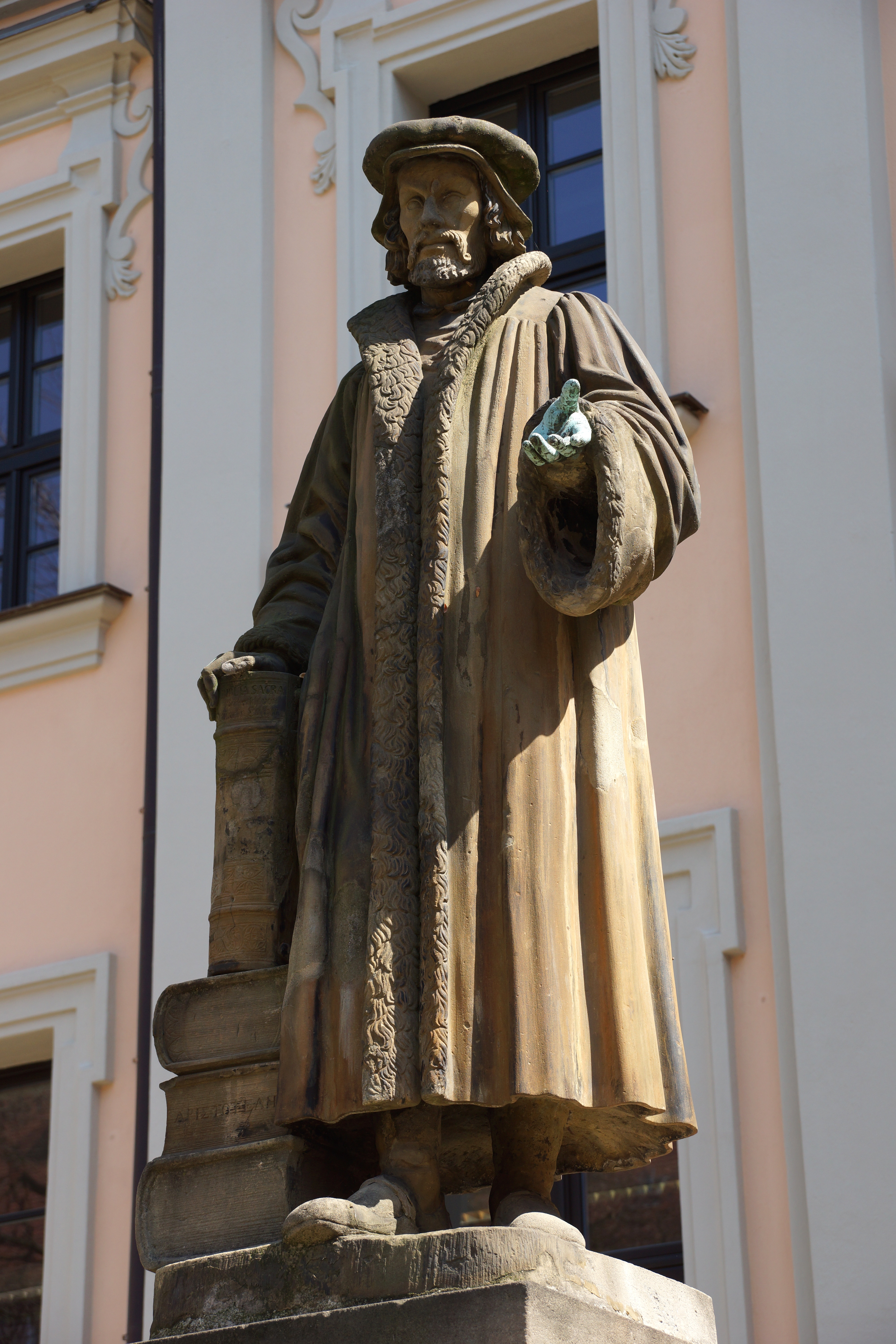
Melanchthon-Denkmal in Nürnberg, 1826

### Denkmäler
Nachdem Melanchthon, wenn auch selten, in Kirchen als Relief dargestellt worden war, brachte die veränderte Erinnerungskultur des 19. Jahrhunderts rundplastische Denkmäler des Reformators hervor. Den Anfang machte das Reformationsjubiläum 1817: Johann Gottfried Schadow schuf Bronzebüsten von Luther und Melanchthon für die Andreaskirche in Eisleben. Im gleichen Jahr wurde in Bretten ein Obelisk aufgestellt, dessen oberer Abschluss eine Melanchthonbüste war. Zur 300-Jahr-Feier des von Melanchthon gegründeten Nürnberger Gymnasiums schuf Jacob Daniel Burgschmiet 1826 ein ganzfiguriges Standbild aus Sandstein, das sich an der Melanchthondarstellung der Cranachwerkstatt orientierte. Nach diesem Vorbild wurden Melanchthon-Denkmäler vor weiteren Schulen errichtet. Der Grundstein für die Bronzestatue Melanchthons auf dem Wittenberger Marktplatz wurde anlässlich von Melanchthons 300. Todestag als Pendant zu einer bereits vorhandenen Lutherstatue gesetzt; das Werk von Johann Friedrich Drake wurde im Jahr 1865 aufgestellt. Es zeigt den Reformator mit der Schriftrolle der Confessio Augustana in seiner Hand. Der qualitative Vergleich der beiden benachbarten Denkmäler, Luther von Schadow und Melanchthon von Drake, fällt zuungunsten Drakes aus.
Anlässlich des 400-jährigen Jubiläums der Confessio Augustana 1930 schuf Gerhard Marcks zwei Bronzebüsten von Luther und Melanchthon für die Universität Halle (Aula des Löwengebäudes der MLU). Marcks studierte die Darstellungen Cranachs und Dürers. Die Gesichtszüge und die stark betonte Stirn Melanchthons wirken daher vertraut, der Mund ist „wie zu einem ironischen Lächeln“ verzogen.

### Themenjahr 2010: „Reformation und Bildung“
Innerhalb der Luther-Dekade lag es nahe, das Themenjahr 2010 mit dem 450. Todestag Philipp Melanchthons am 19. April 2010 zu verbinden. Am Reformationstag 2009 fand in Melanchthons Geburtsstadt Bretten die festliche Eröffnung des Themenjahrs „Reformation und Bildung“ statt. Der ökumenische Gottesdienst in der Stiftskirche wurde bundesweit übertragen. Der Freiburger Erzbischof Robert Zollitsch predigte; der badische Landesbischof Ulrich Fischer sprach ein Grußwort. Eine Festakademie in der römisch-katholischen Laurentiuskirche folgte, bei der Ministerpräsident Günther Oettinger Melanchthon als „Mann des Ausgleichs“ würdigte. Unter den zahlreichen Veranstaltungen des Themenjahrs 2010 bildete ein Festwochenende am 16. bis 19. April in Wittenberg einen weiteren Höhepunkt. Beim Festakt in der Wittenberger Schlosskirche am 19. April sprachen Bundeskanzlerin Angela Merkel, Bischof Gerhard Ludwig Müller als Vorsitzender der Ökumenekommission der Deutschen Bischofskonferenz und Präses Nikolaus Schneider als Ratsvorsitzender der EKD. Merkel charakterisierte Melanchthon als „einen der größten Bildungsreformer unserer Geschichte“, worin sie auch seine aktuelle Bedeutung sah. Müller würdigte den Theologen Melanchthon und hob als interessanten Aspekt hervor, dass Melanchthon die Ordination zu den Sakramenten zählte und das ökumenische Gespräch der Gegenwart einen Schwerpunkt bei der Frage des Amtes hat. Schneider betonte, dass die Reformation eine Bildungsbewegung gewesen sei. Vom 10. bis 12. November 2010 fand in der Johannes a Lasco Bibliothek Emden eine internationale wissenschaftliche Tagung zum Thema „Melanchthon und die Reformierte Tradition (sic!)“ statt. Obwohl Calvins Wertschätzung Melanchthons und melanchthonische Elemente im Heidelberger Katechismus längst bekannt sind, war die Rezeption Melanchthons in den reformierten Kirchen Europas bisher ein Desiderat der Forschung.

### Melanchthon als Namengeber
- 1933 wurde die Nachfolgeschule des von ihm selbst gegründeten Aegidianum in Melanchthon-Gymnasium Nürnberg umbenannt.
- Am 5. Oktober 1998 wurde der Asteroid (7906) Melanchton nach ihm benannt.[200]
- Die Römische Schmalzbirne wird in Mitteldeutschland auch als „Melanchthonbirne“ bezeichnet. Der Name soll darauf zurückgehen, dass Melanchthon Birnen des Obst züchtenden Pfarrers Andreas Göch dem Kurfürsten überreicht habe, der Göch dafür belohnte. Göch habe daraufhin den Birnbaum im Pfarrgarten zu Pegau kultiviert.[201]

### Gedenktage
- Evangelische Kirche in Deutschland: Sein Todestag, der 19. April[202]
- Evangelisch-Lutherische Kirche in Amerika: Gleichzeitig mit dem Gedenktag der Übergabe der Augsburgischen Konfession, dem 25. Juni[203]
- Lutherische Kirche – Missouri-Synode: Sein Geburtstag, der 16. Februar[204]

## Werkausgaben und Übersetzungen
- Michael Beyer, Stefan Rhein, Günther Wartenberg (Hrsg.): Melanchthon deutsch. 4 Bände. Leipzig, Evangelische Verlagsanstalt, 1997–2012.
- Walter Ludwig: Philipp Melanchthon: Initia Doctrinae Physicae, Dictata in Academia Vuitebergensi. Die Anfänge der physikalischen Lehre, vorgetragen an der Universität Wittenberg. Leidorf, Rahden 2008, ISBN 978-3-86757-183-8.
- Heinz Scheible, Christine Mundhenk (Hrsg.): Melanchthons Briefwechsel. Kritische und kommentierte Gesamtausgabe. Frommann-Holzboog, Stuttgart-Bad Cannstatt 1977 ff., ISBN 978-3-7728-0631-5.
- Volkhard Wels (Hrsg.): Elementa Rhetorices. Grundbegriffe der Rhetorik (= Bibliothek der seltenen Texte. Band 7). 2. Auflage. Weidler, Berlin 2001, ISBN 3-89693-185-7, urn:nbn:de:kobv:517-opus-51446 (lateinischer Text mit Übersetzung und Kommentar).
- Peter Litwan, Sven Grosse (Hrsg.): Loci praecipui theologici nunc denuo cura et diligentia Summa recogniti multisque in locis copiose illustrati 1559. Studienausgabe Lateinisch-Deutsch, Evangelische Verlagsanstalt, Leipzig 2018, ISBN 978-3-374-05296-7.

### Hilfsmittel
- Helmut Claus: Melanchthon–Bibliographie 1510–1560 (= Quellen und Forschungen zur Reformationsgeschichte. Band 87). 4 Bände. Gütersloher Verlagshaus, Gütersloh 2014, ISBN 978-3-579-05378-3.

### Lexikonartikel
- Heinz Scheible: Melanchthon, Philipp (1497–1560). In: Theologische Realenzyklopädie (TRE). Band 22, de Gruyter, Berlin / New York 1992, ISBN 3-11-013463-2, S. 371–410.
- Robert Stupperich: Melanchthon, Philipp. In: Neue Deutsche Biographie (NDB). Band 16, Duncker & Humblot, Berlin 1990, ISBN 3-428-00197-4, S. 741–745 (Digitalisat).

### Biografien
- Uwe Birnstein: Der Humanist. Was Philipp Melanchthon Europa lehrte. Wichern, Berlin 2010, ISBN 978-3-88981-282-7.
- Martin Greschat: Philipp Melanchthon, Theologe, Pädagoge und Humanist. Gütersloher Verlagshaus, Gütersloh 2010, ISBN 978-3-579-08091-8.
- Martin H. Jung: Philipp Melanchthon und seine Zeit. Vandenhoeck & Ruprecht, Göttingen 2010, ISBN 978-3-525-55006-9.[205]
- Stefan Rhein: Philipp Melanchthon. Drei-Kastanien-Verlag, Wittenberg 1997, ISBN 3-9804492-5-4.
- Heinz Scheible: Melanchthon: Vermittler der Reformation. Beck, München 1997, ISBN 3-406-42223-3.
  - 2. verbesserte Auflage: Beck, München 2016, ISBN 978-3-406-68673-3. Scheibles Melanchthon-Biografie von 1997 gilt als Standardwerk, hatte allerdings den Nachteil, dass die Melanchthon-Zitate nicht nachgewiesen wurden und die Biografie daher nicht als Hilfsmittel zum Studium der Originaltexte nutzbar war. Diesen 1997 vermissten Anmerkungsteil bietet die aktualisierte Neuausgabe.[206]
- Robert Stupperich: Philipp Melanchthon. Gelehrter und Politiker. Muster-Schmidt, Göttingen 1996, ISBN 3-7881-0147-4.

### Sammelbände, Kompendien
- Andreas J. Beck (Hrsg.): Melanchthon und die Reformierte Tradition. Vandenhoeck & Ruprecht, Göttingen 2016, ISBN 978-3-647-55031-2.
- Günter Frank, Sebastian Lalla (Hrsg.): Fragmenta Melanchthoniana. 3 Bände. Verlag Regionalkultur, Ubstadt-Weiher 2003, ISBN 3-89735-228-1, ISBN 3-89735-240-0, ISBN 3-89735-456-X. Vortragsreihen zur Person und zum historischen Kontext Melanchthons.
- Günter Frank, Felix Mundt (Hrsg.): Der Philosoph Melanchthon. Walter de Gruyter, Berlin / Boston 2012, ISBN 978-3-11-026098-4 (abgerufen über De Gruyter Online).
- Günter Frank (Hrsg.): Philipp Melanchthon: Der Reformator zwischen Glauben und Wissen. Ein Handbuch. Walter de Gruyter, Berlin / Boston 2017, ISBN 978-3-11-033505-7 (abgerufen über De Gruyter Online, Rezension).
- Sönke Lorenz, Reinhold Rieger, Ernst Seidl, Karlheinz Wiegmann (Hrsg.): Vom Schüler der Burse zum „Lehrer Deutschlands“ (= Veröffentlichung des Alemannischen Instituts. Nr. 78 = Tübinger Kataloge. Nr. 88). Stadtmuseum, Tübingen 2010, ISBN 978-3-941818-00-2.
- Predigerseminar der Lutherstadt Wittenberg (Hrsg.): „Man weiß so wenig über ihn“. Philipp Melanchthon, ein Mensch zwischen Angst und Zuversicht. 2. Auflage. Drei-Kastanien-Verlag, Wittenberg 2004, ISBN 3-9804492-9-7.
- Friedrich Schweitzer, Sönke Lorenz, Ernst Seidl (Hrsg.): Philipp Melanchthon. Seine Bedeutung für Kirche und Theologie, Bildung und Wissenschaft. Neukirchener, Neukirchen-Vluyn 2010, ISBN 978-3-7887-2464-1.

### Einzelaspekte
- Stefano Caroti: Comete, portenti, causalità naturale e escatologia in Filippo Melantone. In: Scienze, credenze occulte, livelli di cultura. Convegno internazionale di studi (Firenze, 26–30 giugno 1980). Florenz 1982, S. 393–427.
- Günter Frank: Luther und Melanchthon. In: Alberto Melloni (Hrsg.): Martin Luther: Ein Christ zwischen Reformen und Moderne (1517–2017). Teilband 1. Walter de Gruyter, Berlin / Boston 2017, ISBN 978-3-11-050100-1, S. 409–420.
- Jürgen Helm: Galen-Rezeption im 16. Jahrhundert am Beispiel Philipp Melanchthons, in: Europäische Geschichte Online, hrsg. vom Institut für Europäische Geschichte (Mainz), 2010, Zugriff am 25. März 2021 (pdf).
- Inge Mager: „Es ist nicht gut, daß der Mensch allein sei“ (Gen 2,18). Zum Familienleben Philipp Melanchthons. In: Archiv für Reformationsgeschichte. Band 81, 1990, S. 110–137.
- Heinz Scheible: Melanchthons Bildungsprogramm. In: Hartmut Boockmann, Bernd Moeller, Karl Stackmann (Hrsg.): Lebenslehren und Weltentwürfe im Übergang vom Mittelalter zur Neuzeit. Politik – Bildung – Naturkunde – Theologie. Bericht über Kolloquien der Kommission zur Erforschung der Kultur des Spätmittelalters 1983 bis 1987 (= Abhandlungen der Akademie der Wissenschaften in Göttingen: philologisch-historische Klasse. Folge III, Nr. 179). Vandenhoeck & Ruprecht, Göttingen 1989, ISBN 3-525-82463-7, S. 233–248.
- Günther R. Schmidt: Philippus Melanchthon (1497–1560). In: Henning Schröer, Dietrich Zilleßen (Hrsg.): Klassiker der Religionspädagogik. Diesterweg, Frankfurt am Main 1989, ISBN 3-425-07711-2, S. 23–34.
- Günther R. Schmidt (Hrsg.): Philipp Melanchthon. Glaube und Bildung. Reclam, Stuttgart 1989, ISBN 3-15-008609-4.
- Hans-Rüdiger Schwab: Philipp Melanchthon. Der Lehrer Deutschlands. Ein biographisches Lesebuch. DTV, München 1997, ISBN 3-423-02415-1.
- Gerhard Schwinge: Melanchthon in der Druckgraphik. Eine Auswahl aus dem 17. bis 19. Jahrhundert. Herausgegeben von Günter Frank. Verlag Regionalkultur, Ubstadt-Weiher 2000, ISBN 3-89735-131-5 .
- Ernst Wolf: Philipp Melanchthon: Evangelischer Humanismus. Rede bei der Immatrikulationsfeier der Georgia Augusta am 12. November 1960 (= Göttinger Universitätsreden; 30). Vandenhoeck & Ruprecht, Göttingen/Zürich, 1961, DNB 455741697.